# Clohars-Carnoët
Ne doit pas être confondu avec Carnoët.
Clohars-Carnoët [klɔaʁ kaʁnoεt] est une commune française du département du Finistère, en région Bretagne. Ses habitants se nomment les Cloharsiens.
Cette commune inclut la station balnéaire du Pouldu, le port de Doëlan et différentes plages dont celles du Kérou (Kerrou) et de Bellangenet.
Une partie du tournage de la série Netflix Marianne a été tourné ici.

## Géographie

### Situation
Clohars-Carnoët est une commune du littoral atlantique située à l'extrémité sud-est du département. Elle est bordée à l'est par la Laïta, une ria qui la sépare du Morbihan. Elle est reliée à ce département par le Pont Saint-Maurice (route de Clohars-Carnoët à Guidel) et par un passage bateau intermittent entre le port du Pouldu et Guidel-Plages (passage piéton uniquement).
|                | Quimperlé        |               |
| Moëlan-sur-Mer | Clohars-Carnoët  | Laïta, Guidel |
|                | Océan Atlantique |               |

Selon les définitions de l'INSEE, Clohars-Carnoët est une commune urbaine du type « ville isolée » qui ne fait partie d'aucune aire urbaine, bien que limitrophe de l'aire urbaine de Quimperlé, mais appartient, comme Quimperlé, à l'espace urbain de Lorient-Vannes.
Clohars-Carnoët fait partie du canton de Quimperlé et de l'arrondissement de Quimper.
| - Localisation de Clohars-Carnoët sur une carte des communes du Finistère. - Carte de la commune de Clohars-Carnoët (tracé en orange de la limite communale). |

| - Carte topographique de la commune de Clohars-Carnoët. |

### Géographie physique

#### Le littoral
Le littoral consiste principalement en falaises rocheuses de tracé général assez rectiligne faisant face au sud, même si leur tracé de détail est sinueux, formant une succession de petites pointes rocheuses comme celles de Beg an Tour, Beg Ero Gamm ou de la Vache Noire (en face de laquelle se trouve un îlot) et de petites criques comme celles de Port Blanc, Stang Nabec, Stang Souc, Porsac'h, les plages étant plus nombreuses dans la moitié est du littoral communal (La Roche Percée, le Kérou, Bellangenet, les Grands Sables) aux environs du Pouldu. Deux rias sont situées aux deux extrémités du littoral communal : à l'ouest l'anse de Doëlan est la partie maritime de l'estuaire du ruisseau du Pont Sénéchal et abrite le petit port de Doëlan ; à l'est, la Laïta est une ria de large et profonde extension dont Clohars-Carnoët possède une bonne partie de la rive droite, en aval de la forêt de Carnoët, en pente forte et découpée dans le détail en raison de la présence de rias affluentes comme celles de l'anse de Stervilin, du ruisseau du Quinquis (désormais fermée par la digue de l'ancien étang de Ster Fanquec) et celle qui abrite notamment le site de l'abbaye de Saint-Maurice. Le sentier des douaniers (GR 34) longe la côte dans sa totalité.

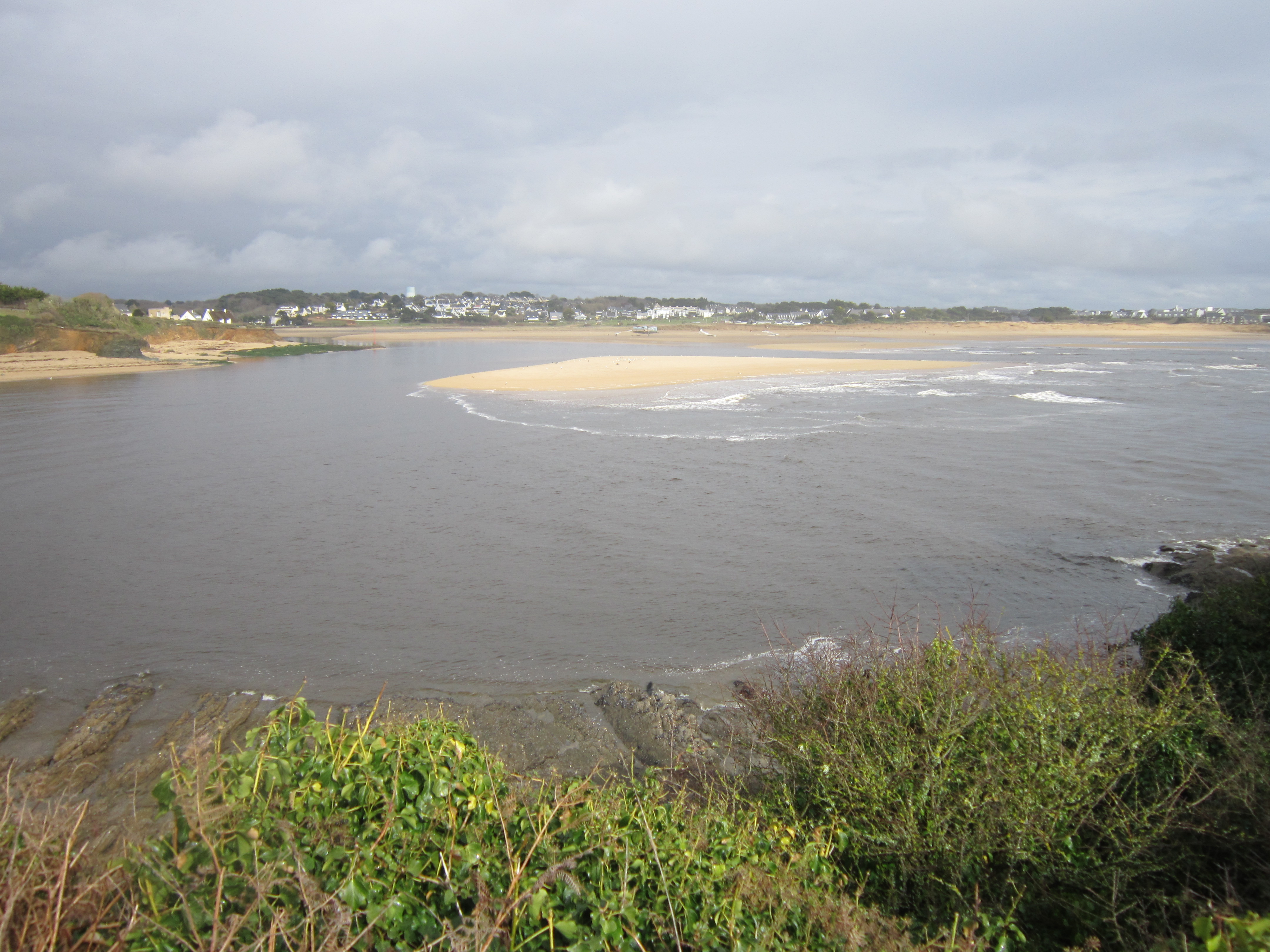
Banc de sable gênant l'entrée dans la ria de la Laïta.
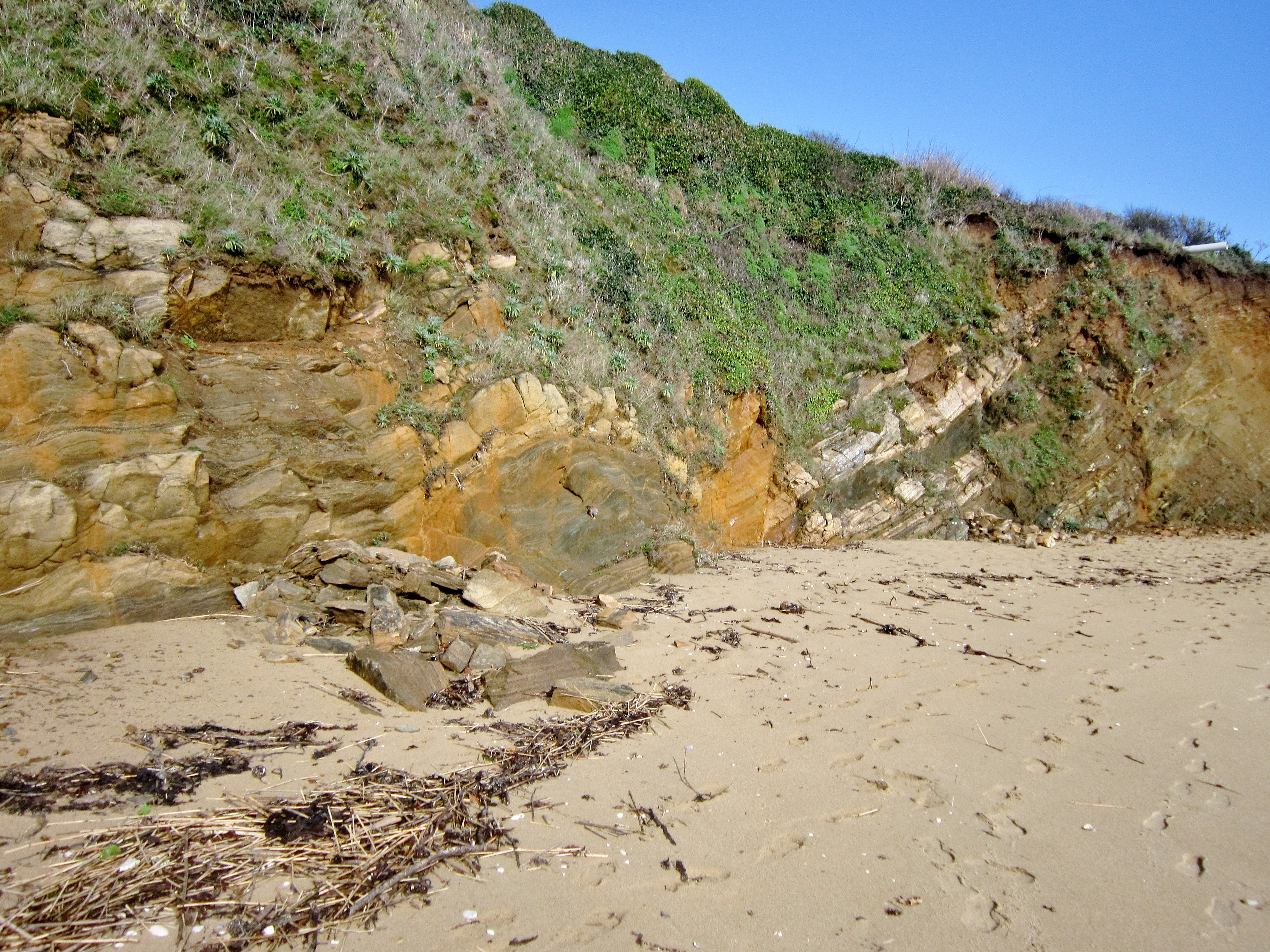
Falaise en arrière de la plage du Bas-Pouldu.
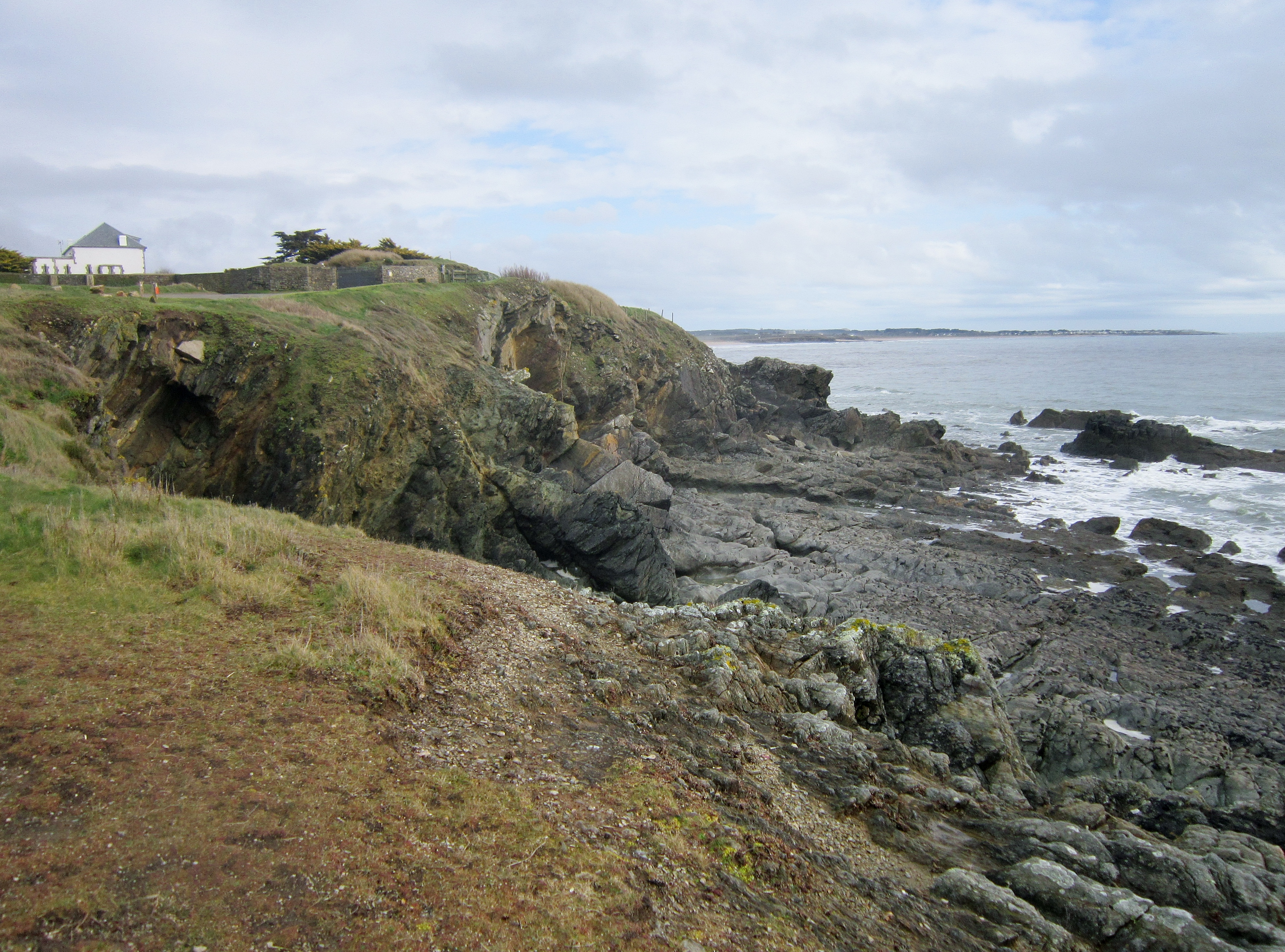
Fort Clohars et les falaises l'avoisinant.
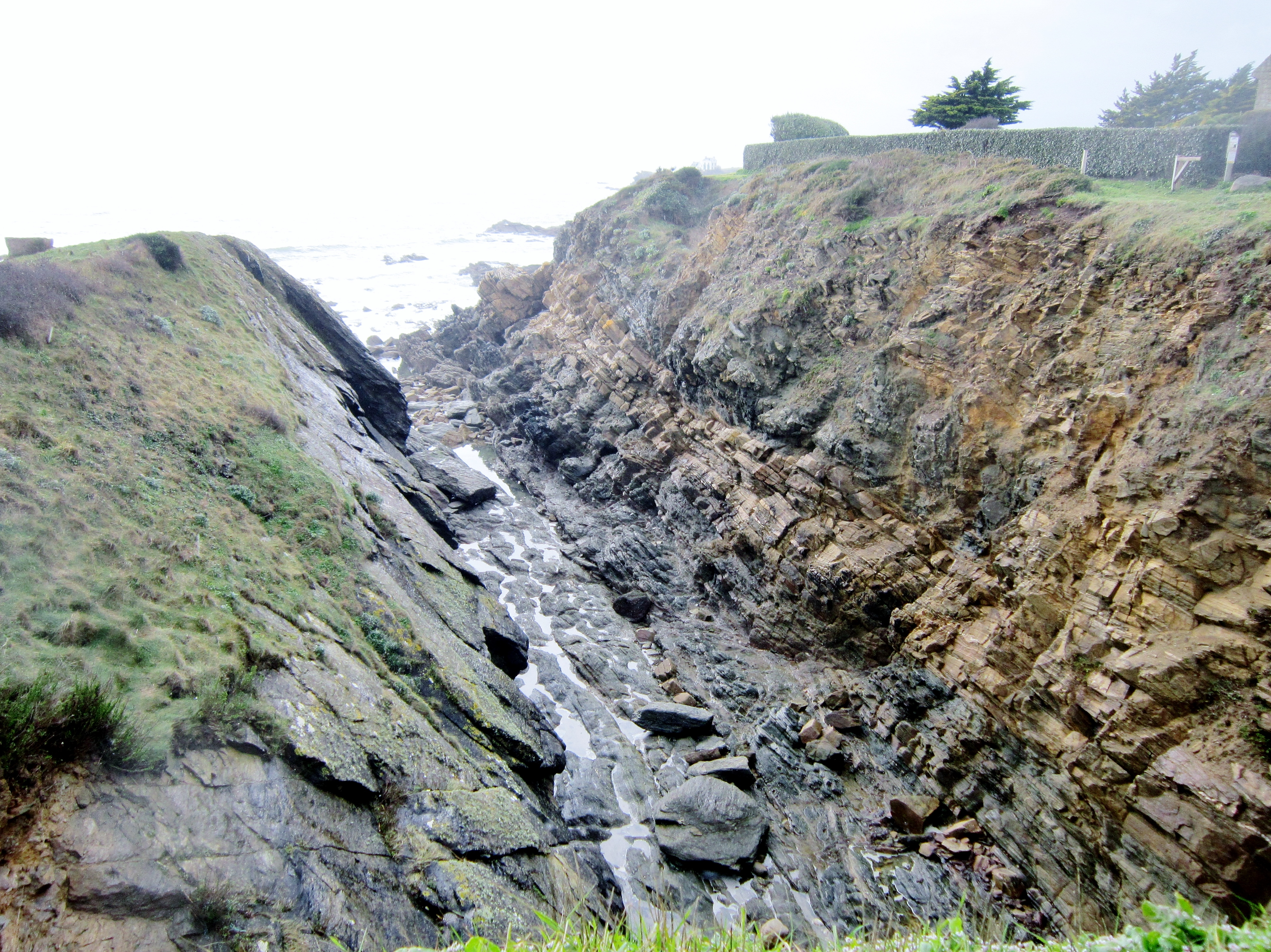
Le gouffre entre Porgastel et Porguerrec (peint par Gauguin, tableau "Au-dessus du gouffre").
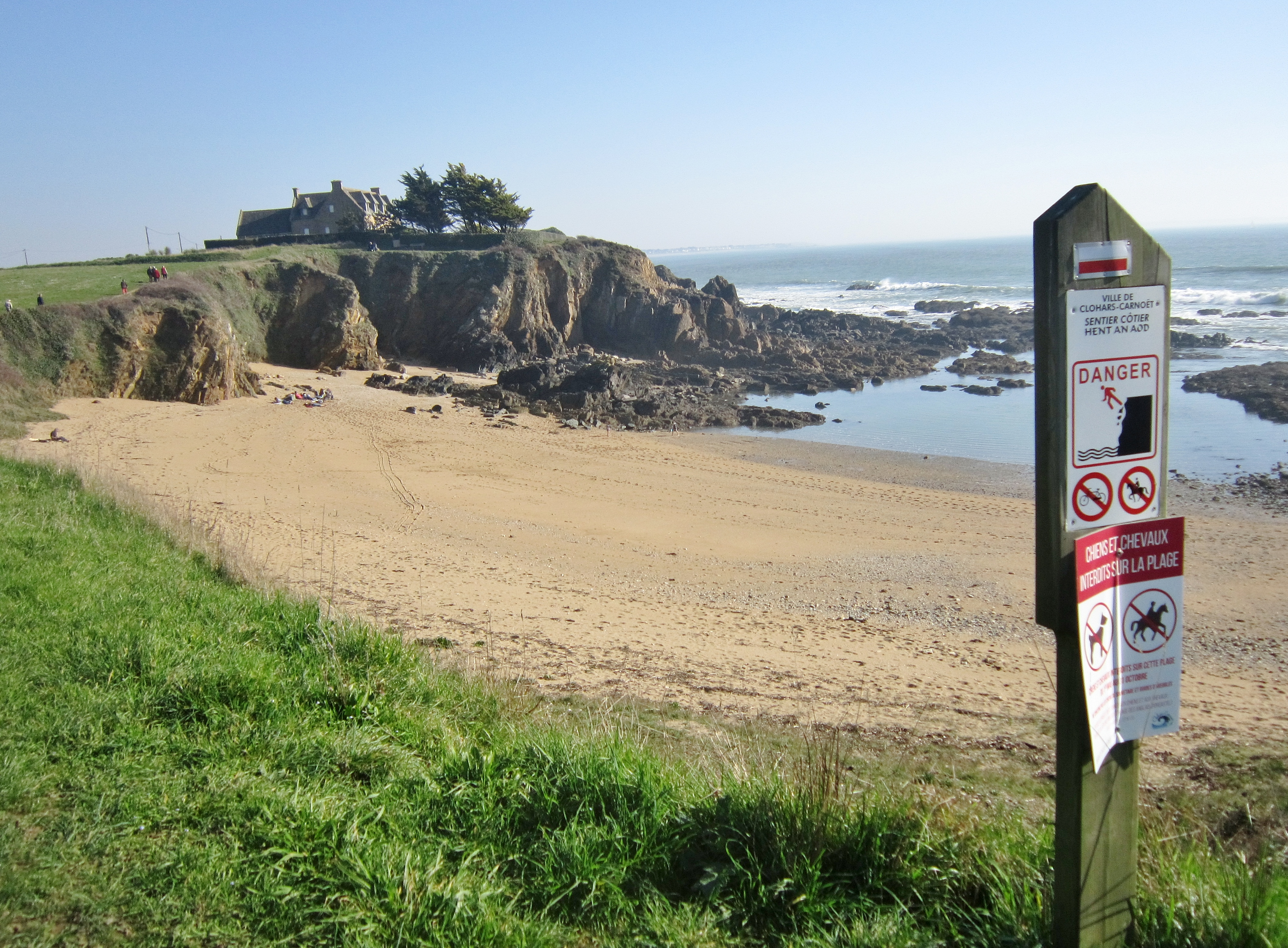
La plage de Porguerrec.
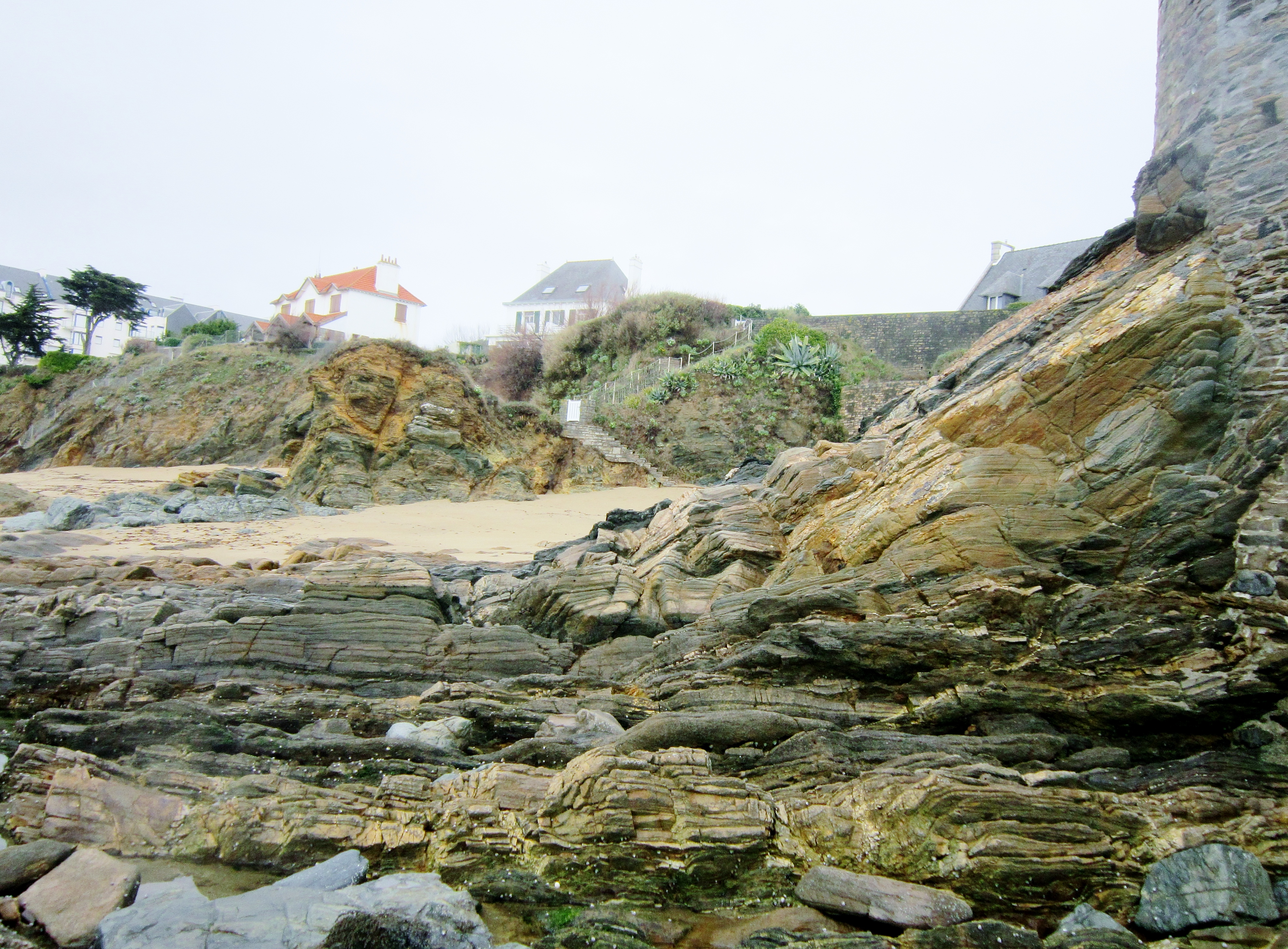
Affleurements rocheux dans la partie orientale de la plage des Grands Sables.
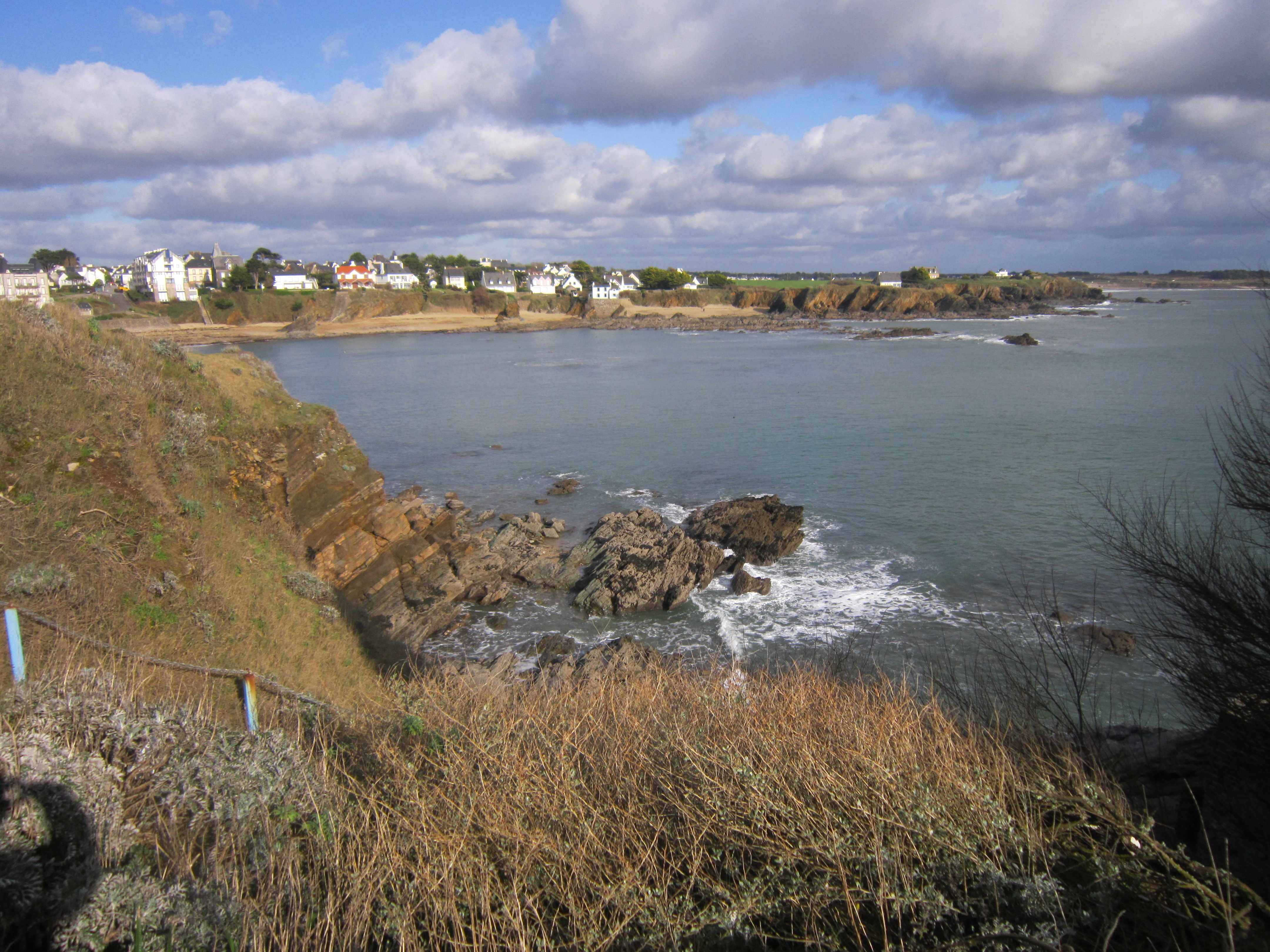
La plage de Bellangenet vue depuis la pointe de Bellangenet.

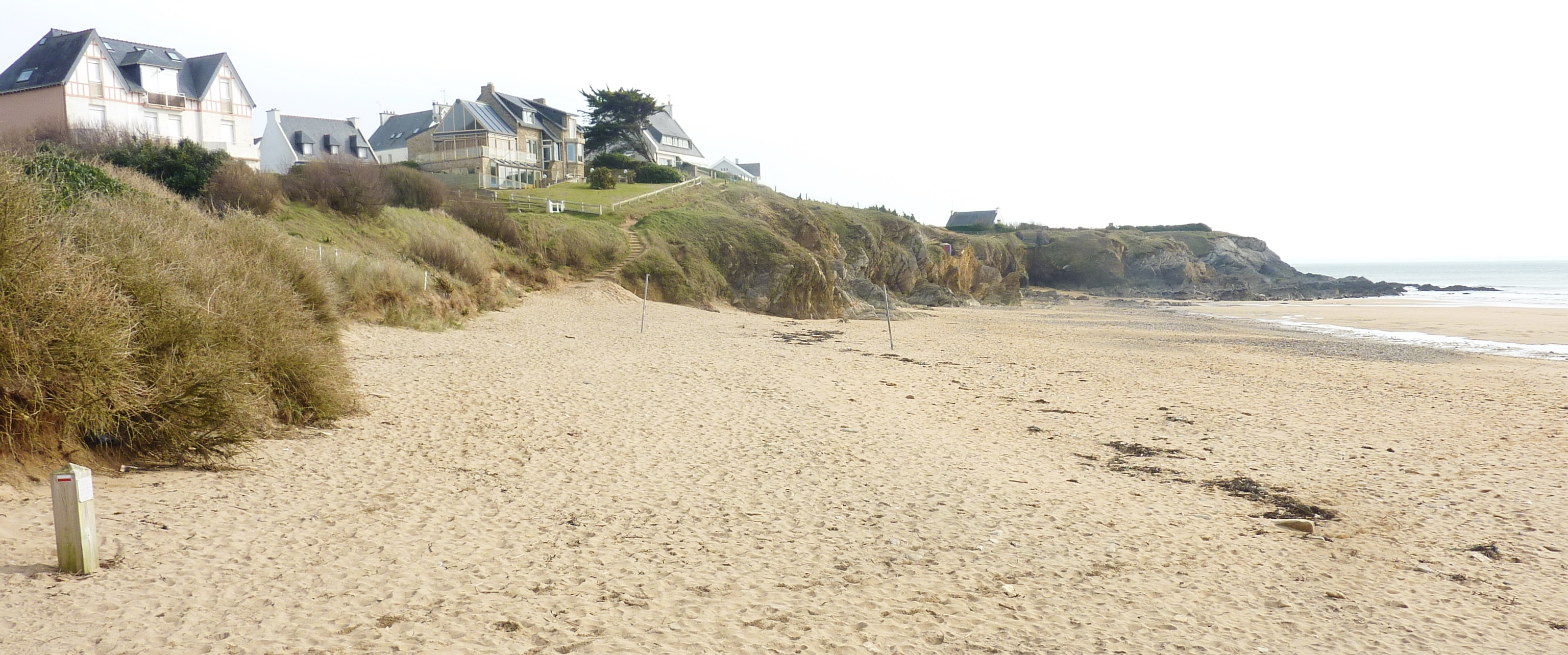
La plage du Kérou (Kerrou).
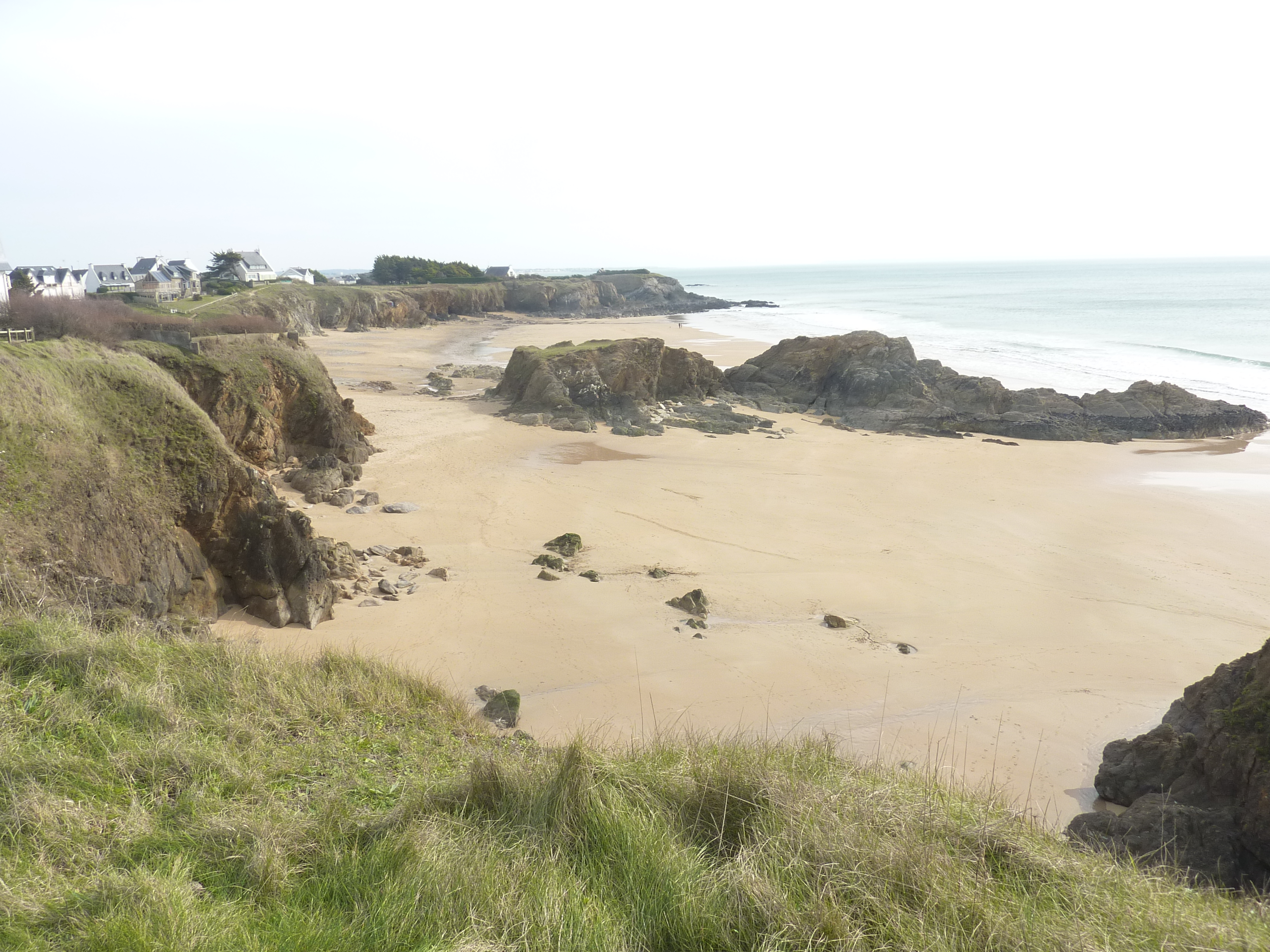
La plage du Kérou (Kerrou) vue des falaises qui surplombent son extrémité ouest.
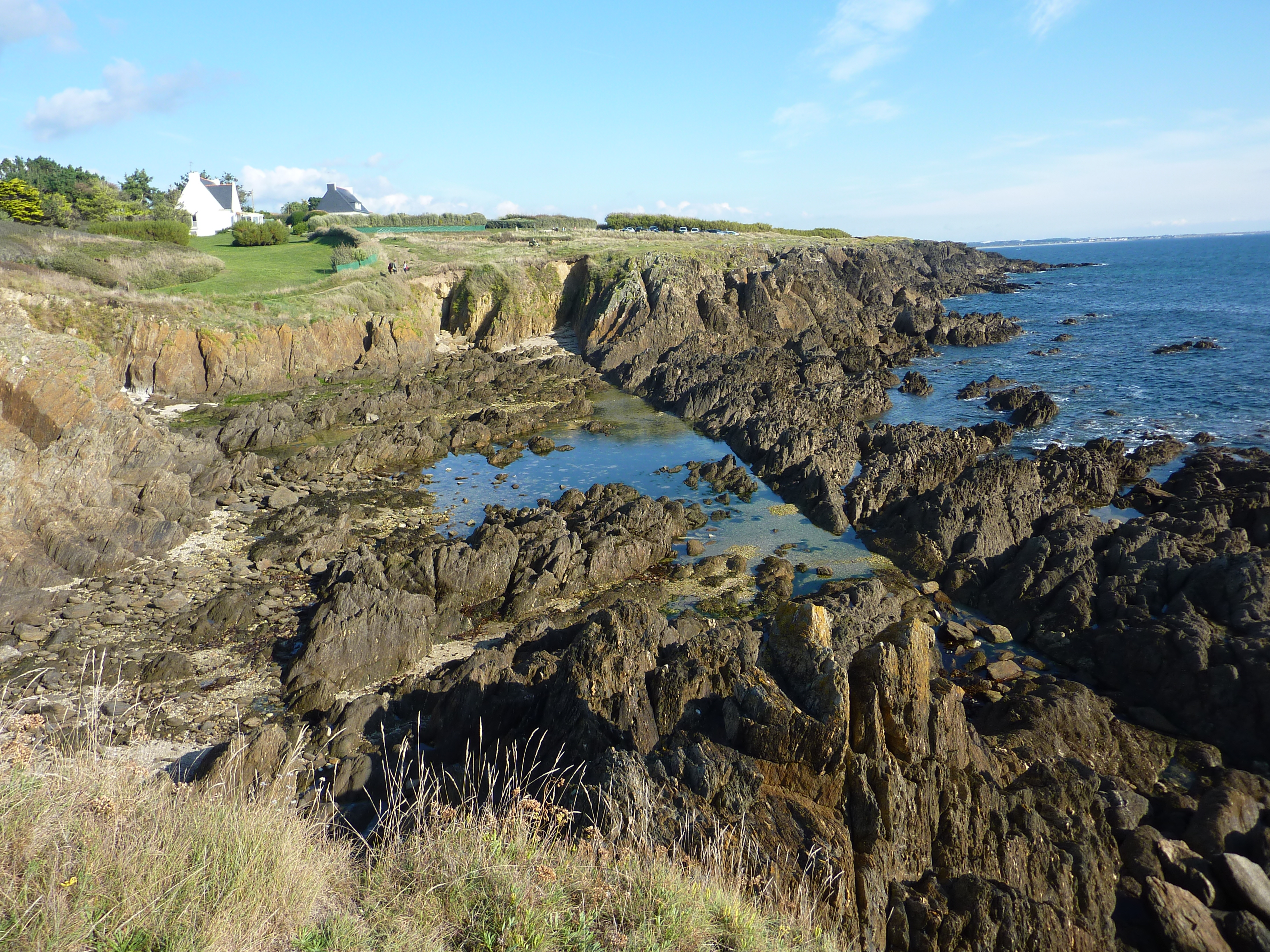
La côte entre le Kérou et Porsac'h.
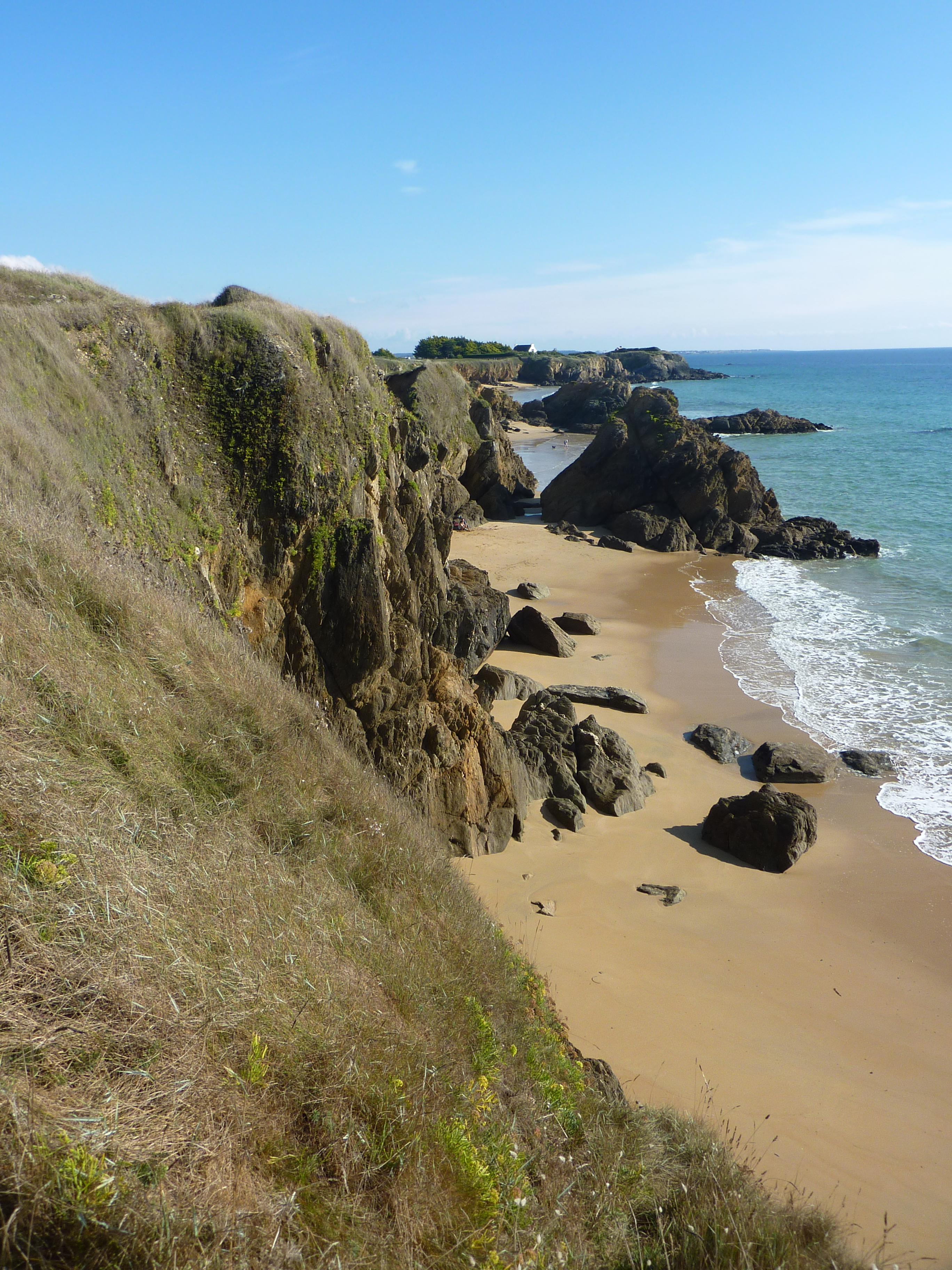
Les falaises près de Porsac'h.
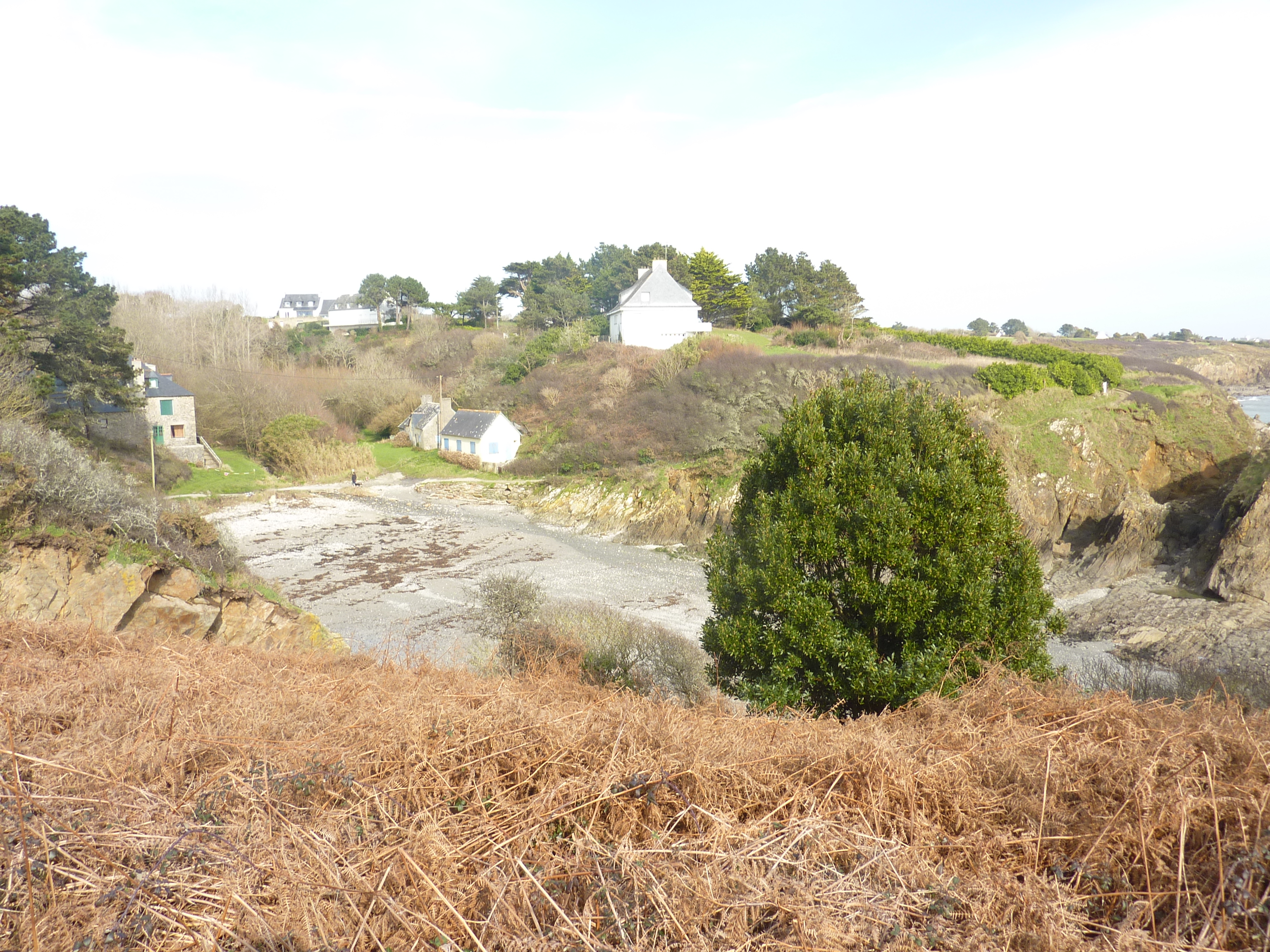
L'anse de Porsac'h.
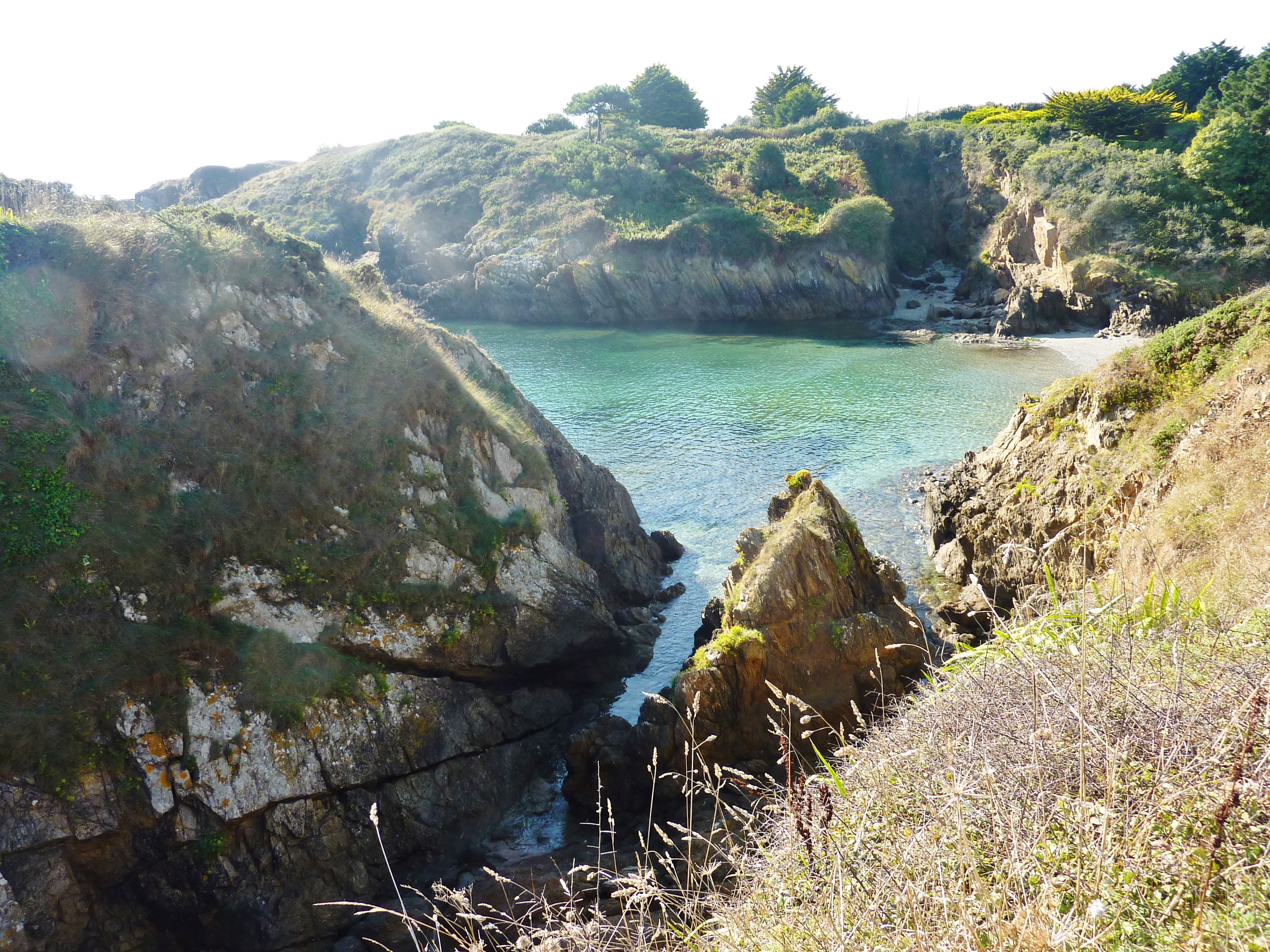
Les falaises de Toul Douar.
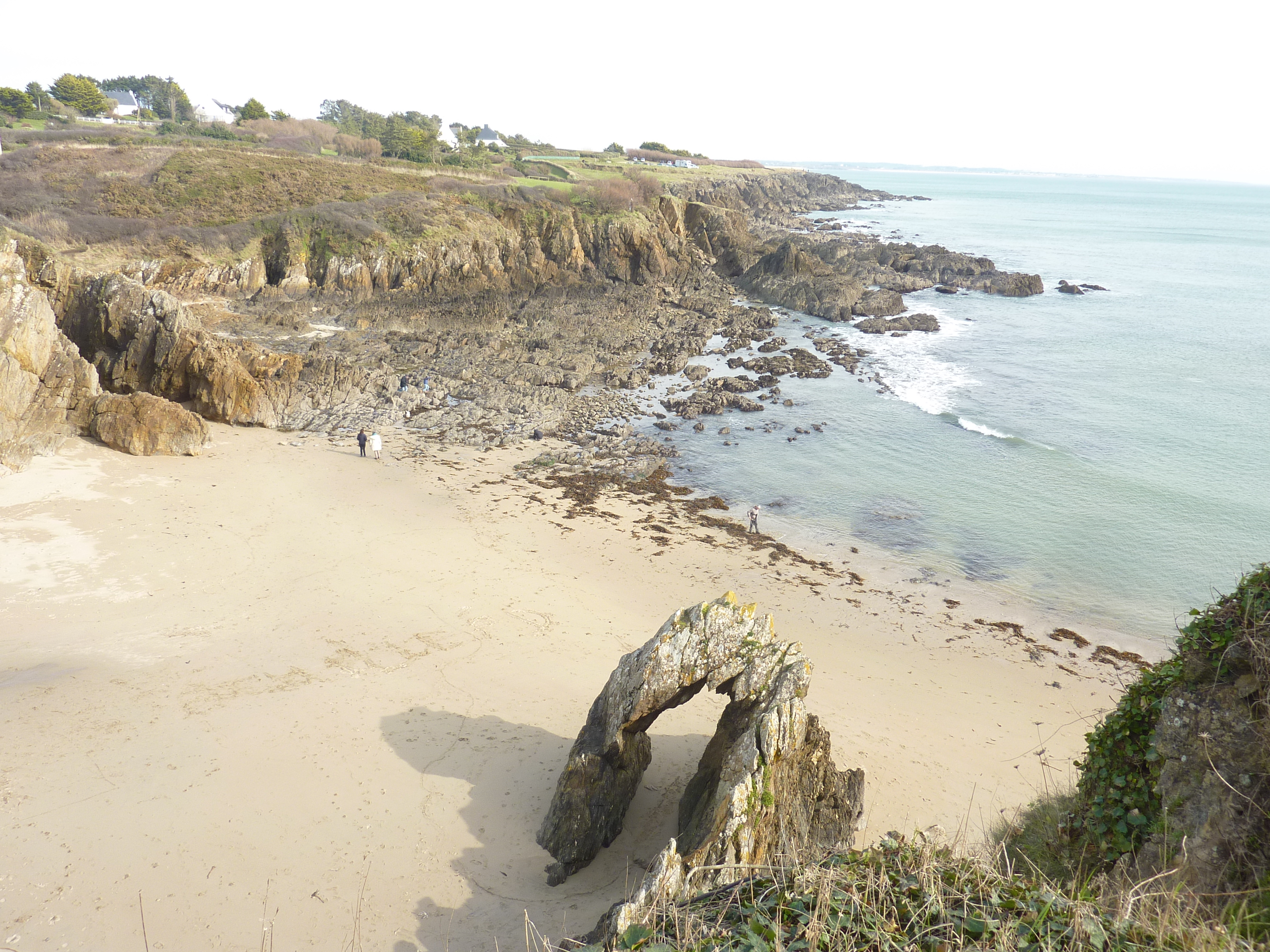
La plage de la Roche Percée 1.
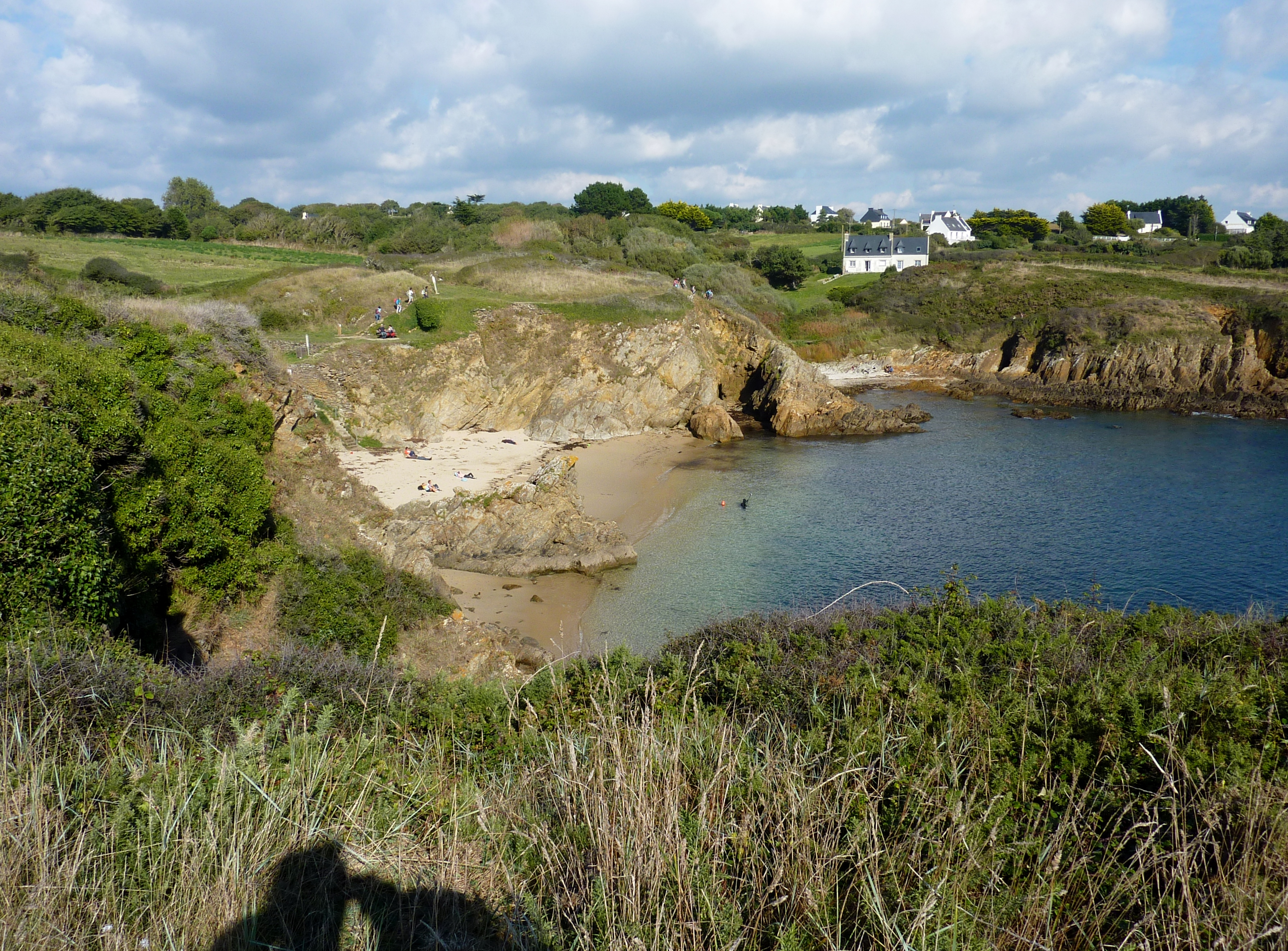
La plage de la Roche Percée 2.
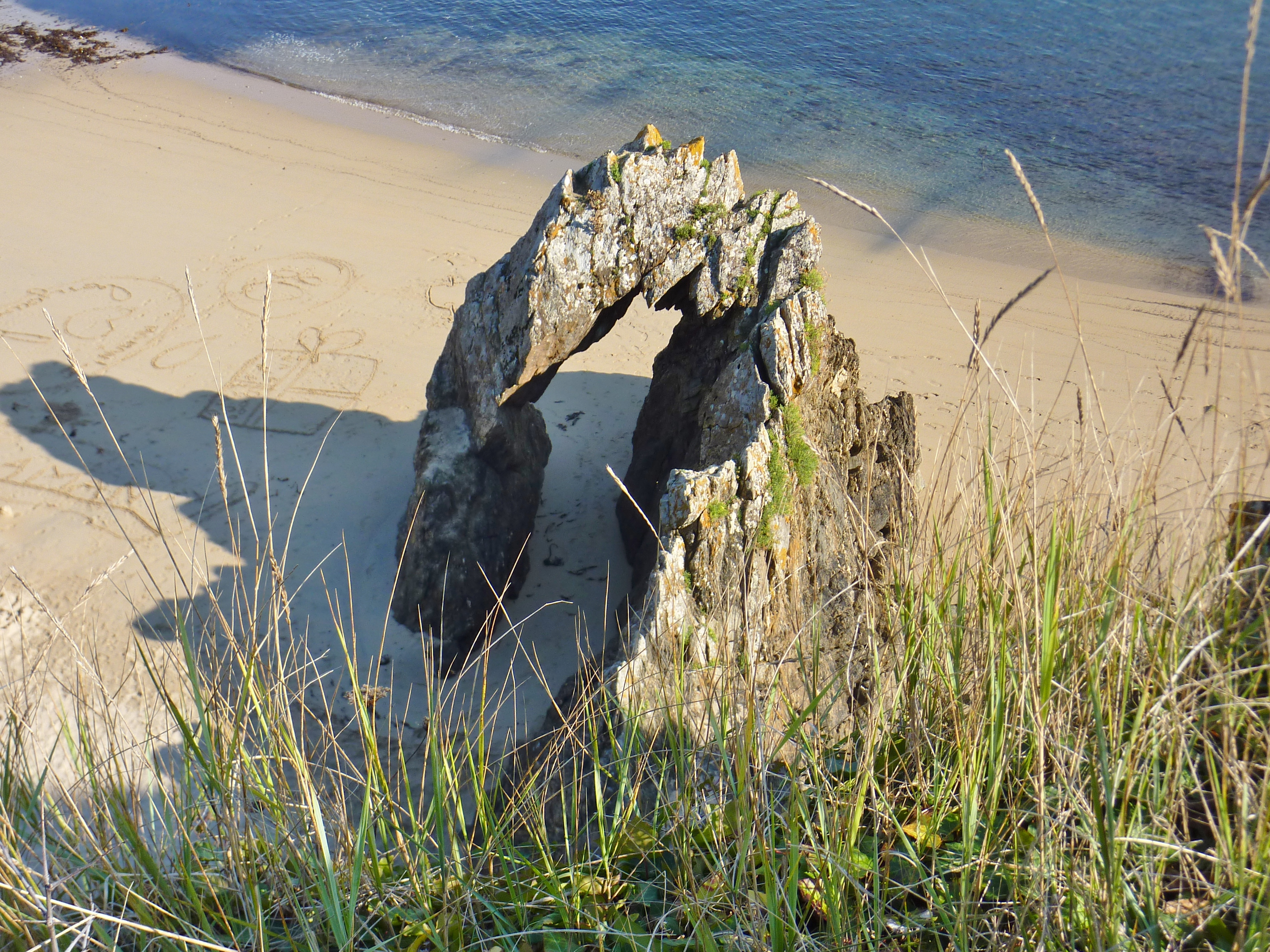
La Roche Percée.
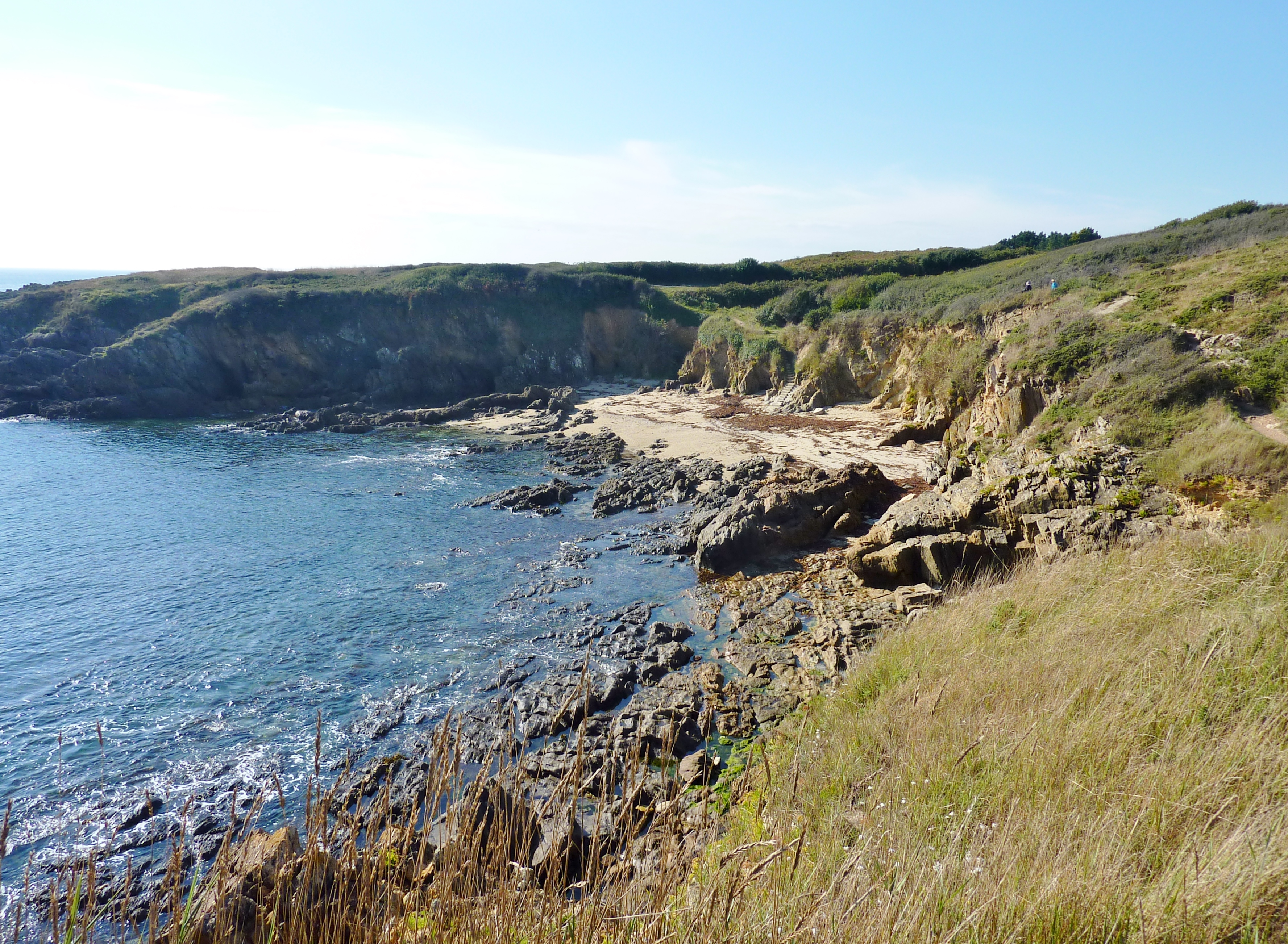
La plage de Stang Souc.
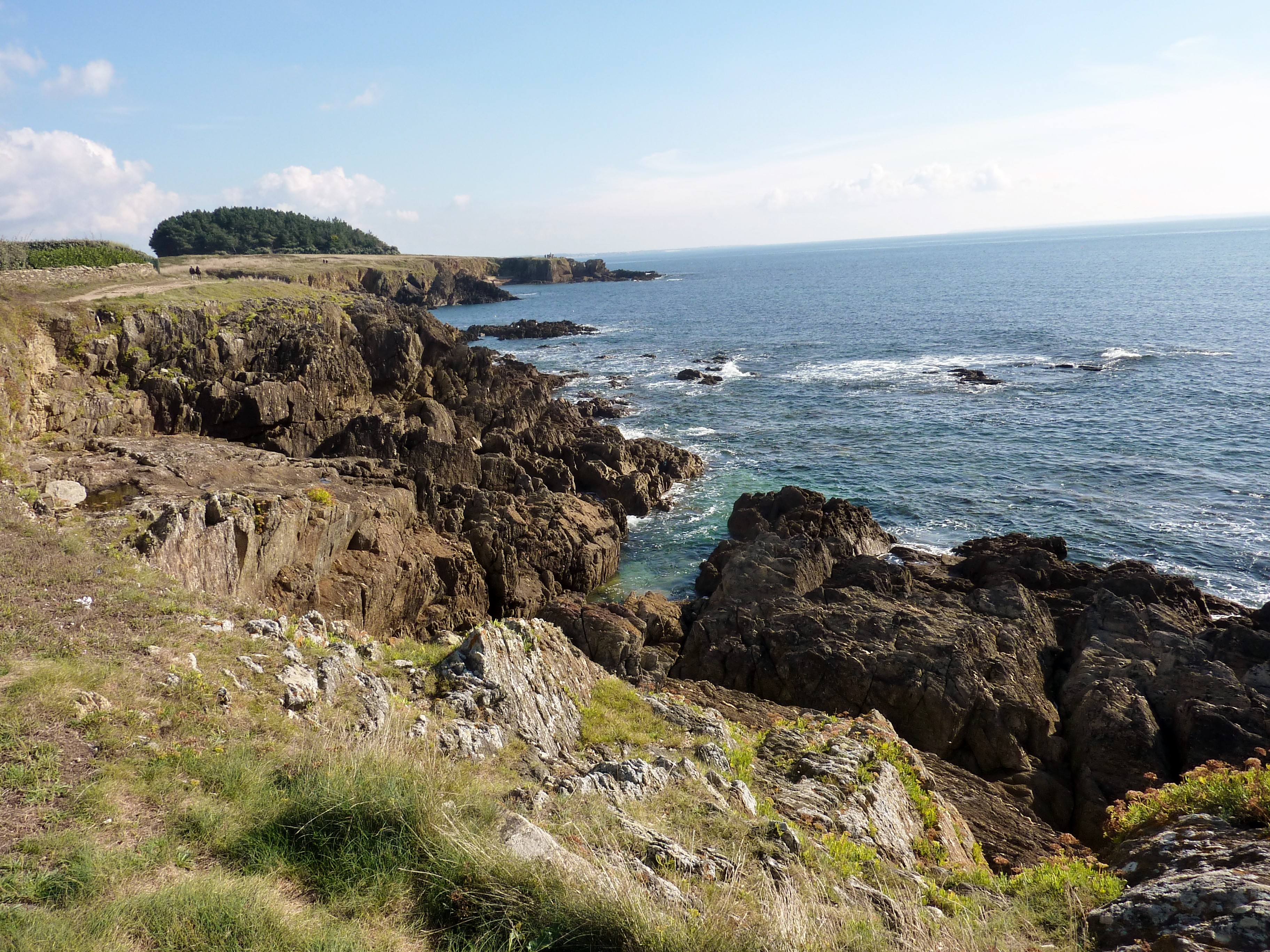
Les falaises entre Toull Donn et Port Blanc.

La station balnéaire du Pouldu occupe une ancienne zone dunaire qui a été en grande partie rasée. On y trouve trois plages de sable fin : les Grands Sables, Bellangenet et le Kérou (Kerrou). Le gouffre de Bellangenet est concerné par une légende rapportée par Paul Sébillot :

« La nuit, les damnés qui habitaient le gouffre de Bellangenet (...), creusé par le Diable pour y noyer les âmes des méchants, faisaient entendre des rugissements continuels. »

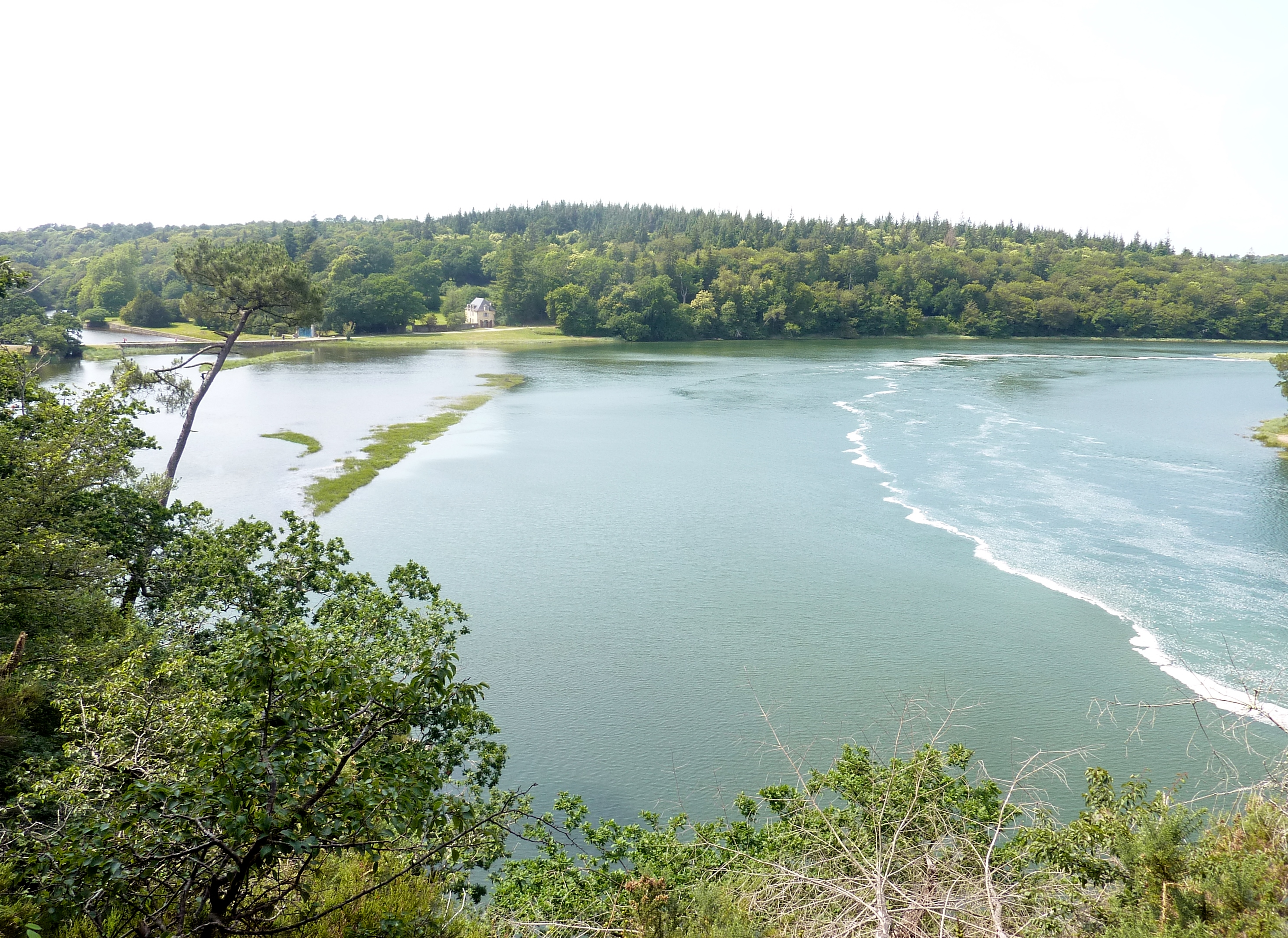
L'anse de l'abbaye de Saint-Maurice vue depuis l'éperon barré situé à son sud.
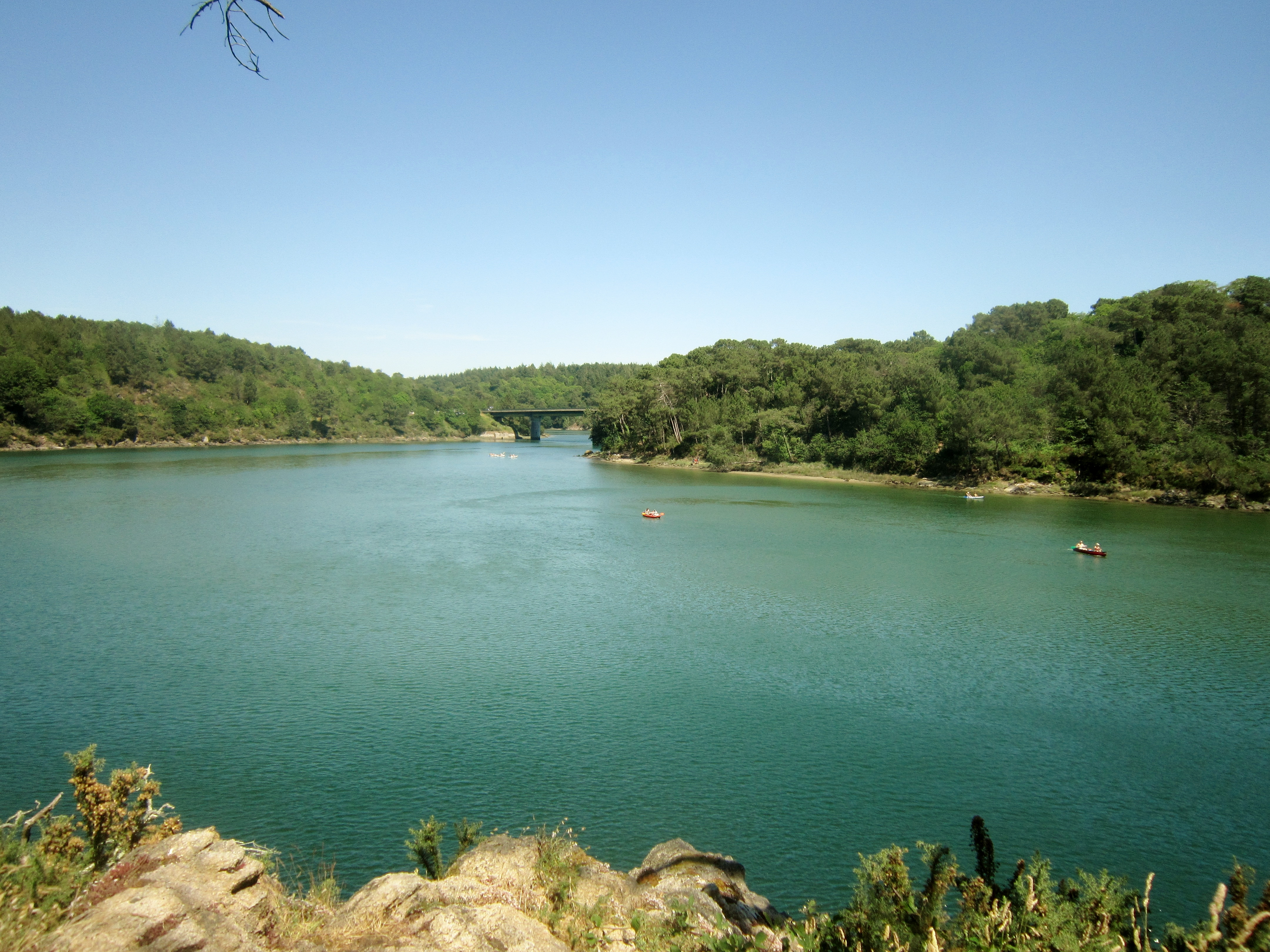
La Laïta à marée haute en aval du Pont de Saint-Maurice (visible à l'arrière-plan) vue depuis le GR 34, rive droite côté Clohars-Carnoët (la rive gauche est en Guidel).
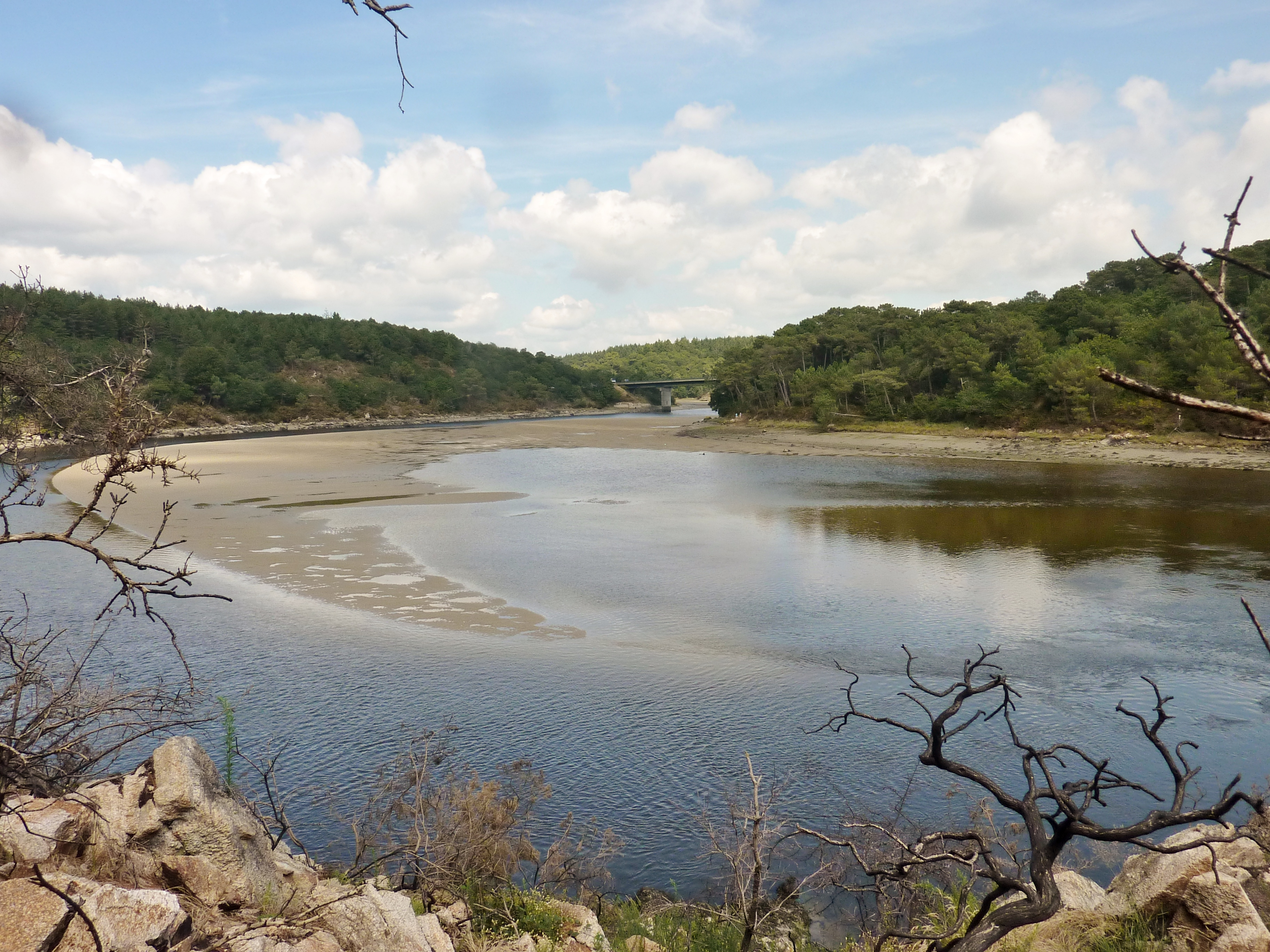
La Laïta à marée basse en aval du Pont de Saint-Maurice (visible à l'arrière-plan) vue depuis le GR 34, rive droite côté Clohars-Carnoët (la rive gauche est en Guidel).
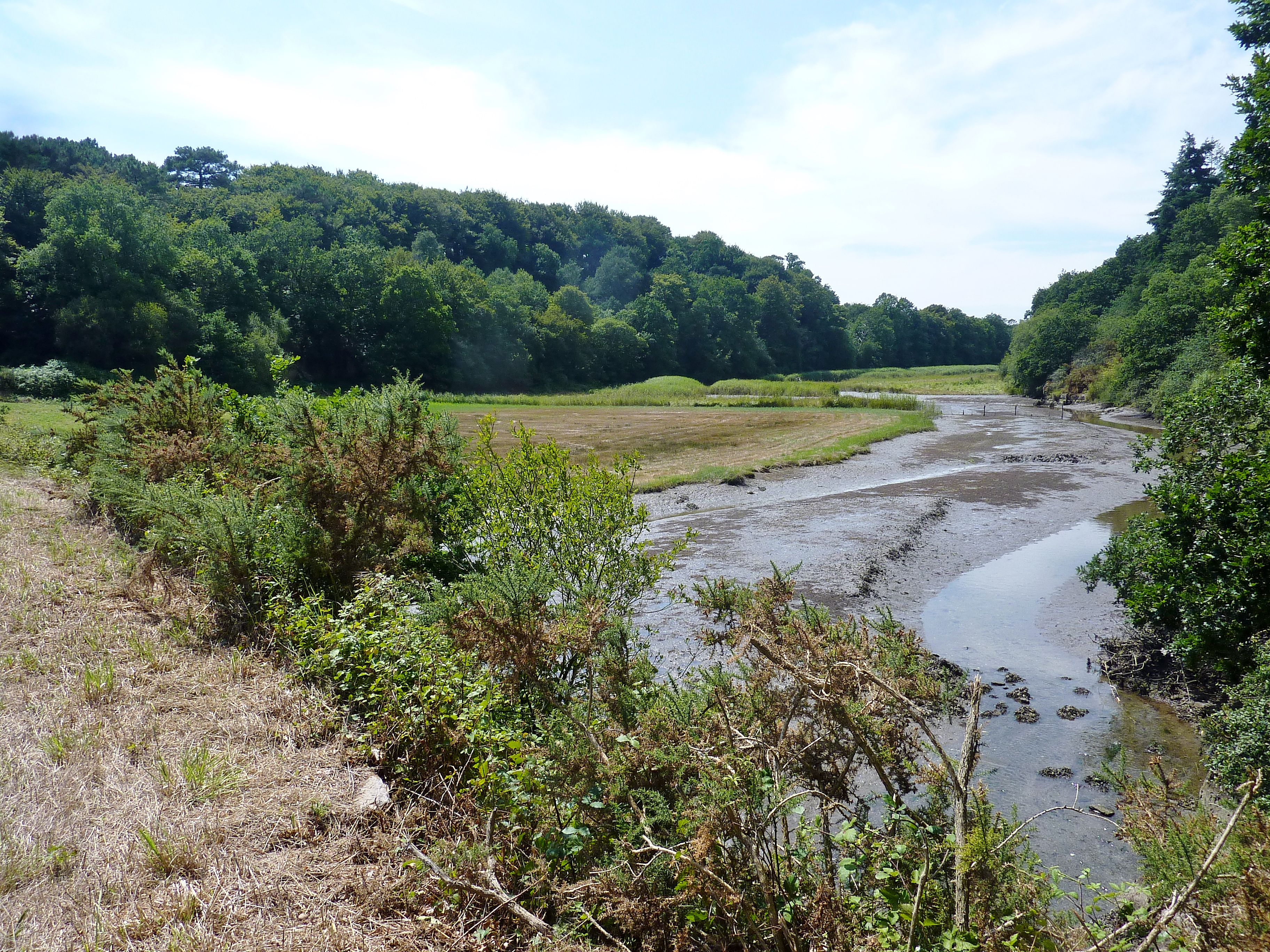
La digue et l'ancien étang de Ster Fanquec.
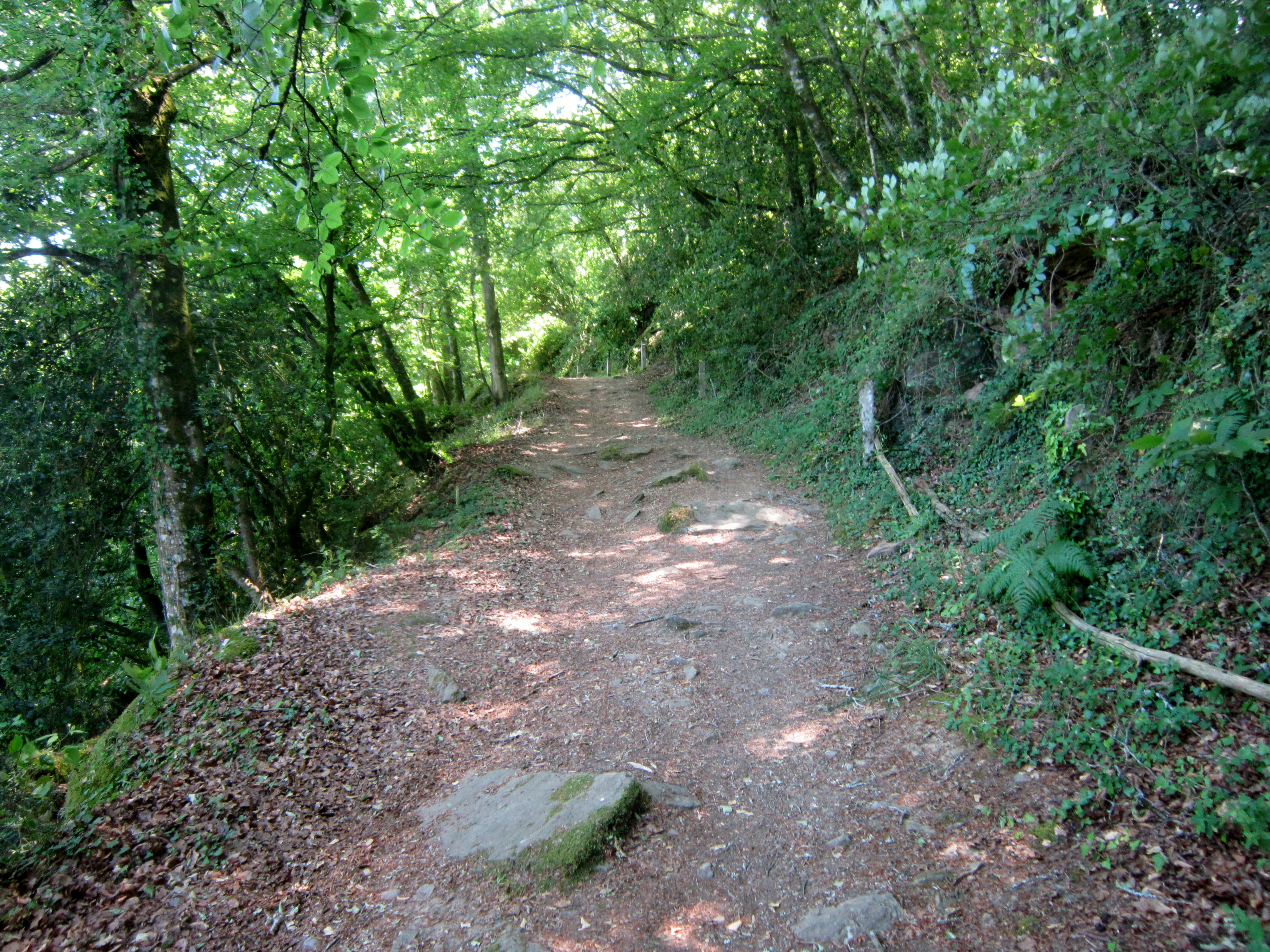
Le GR 34 sur la rive droite de la Laïta en Clohars-Carnoët, entre le Pont de Saint-Maurice et le port de Porsmoric : un sentier assez accidenté.
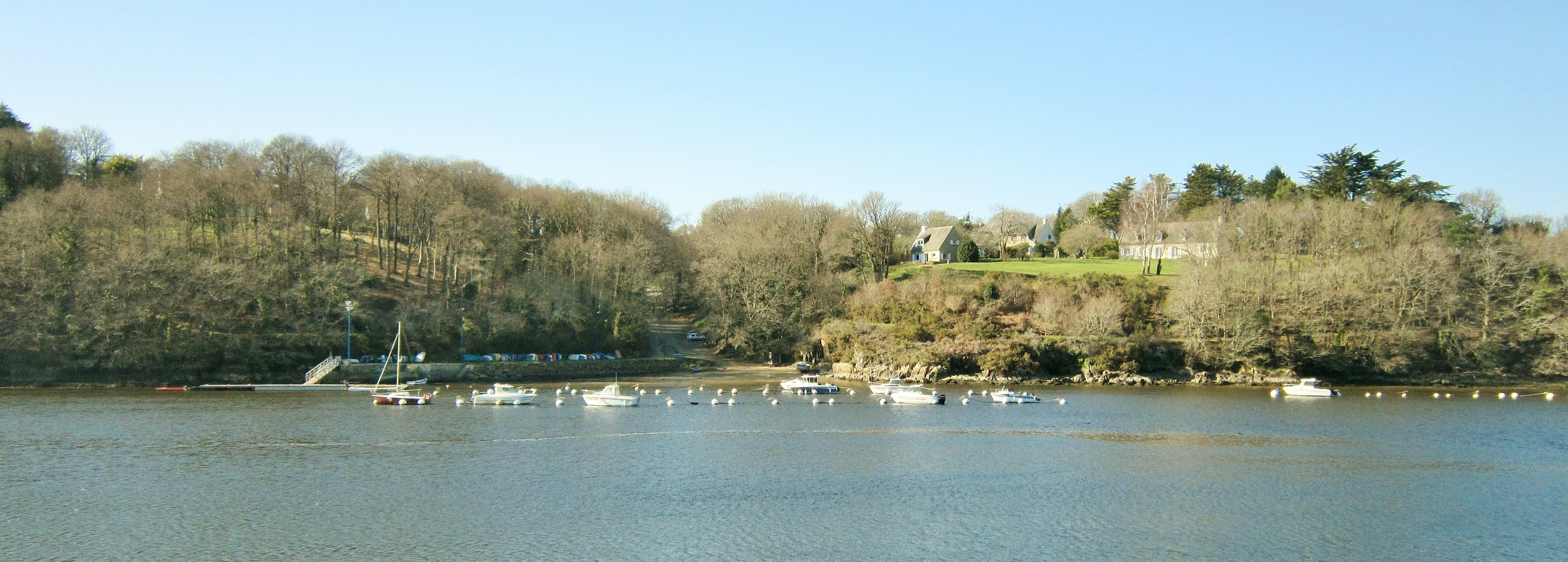
Le petit port de Porsmoric en Clohars-Carnoët (rive droite de la Laïta) vu depuis la rive gauche de la Laïta (en Guidel).
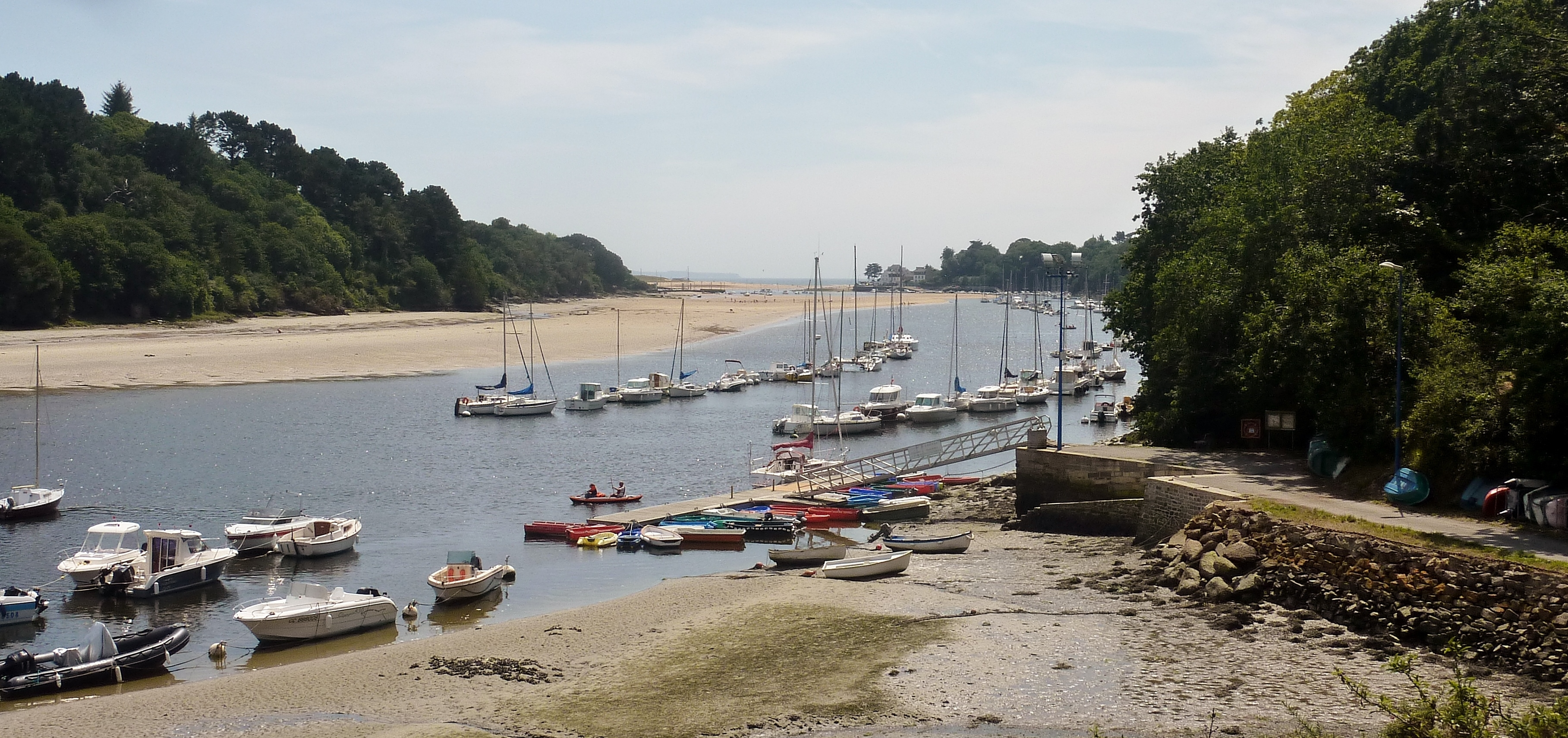
L'estuaire de la Laïta à marée basse vu depuis le port de Porsmoric.
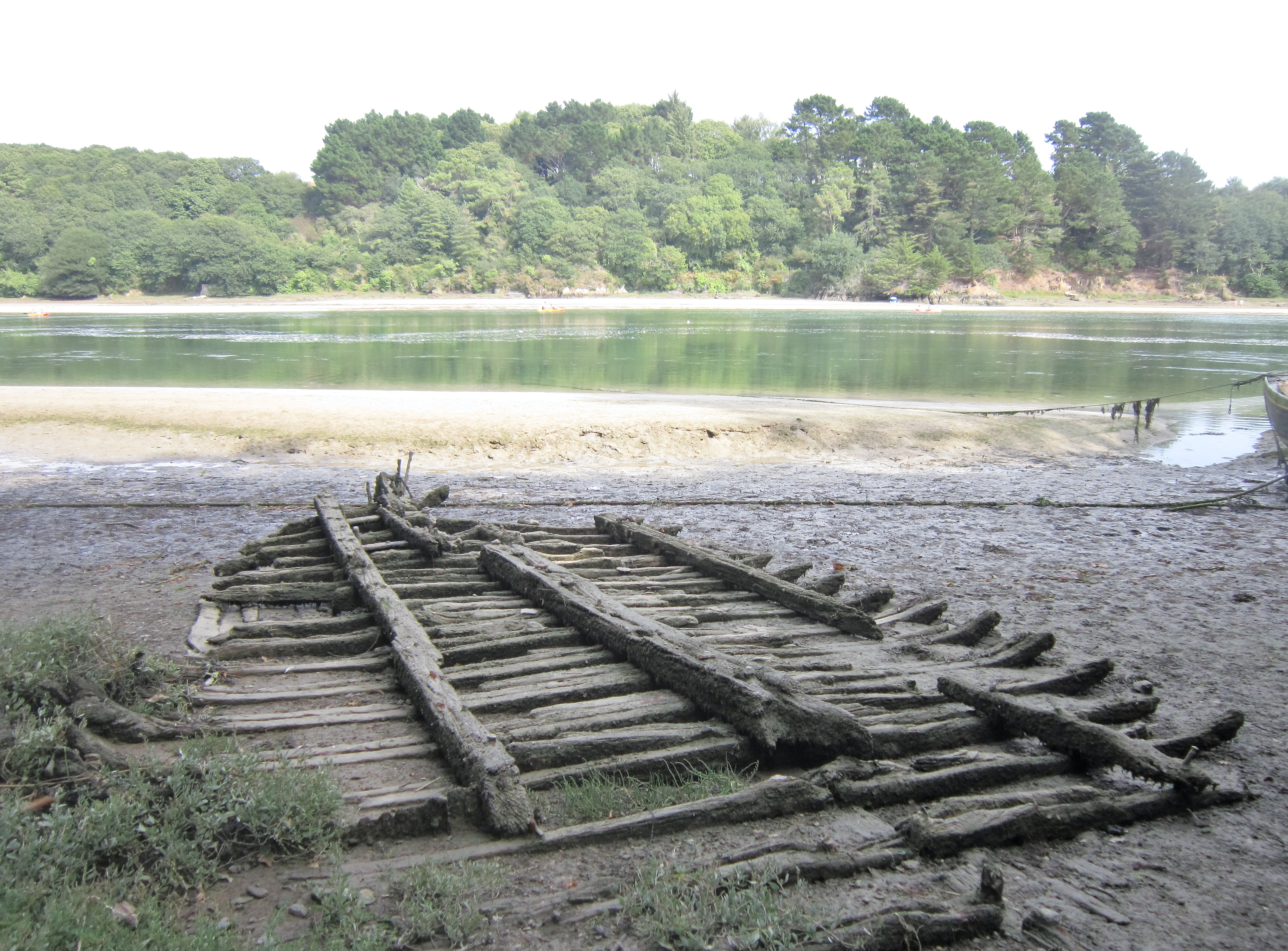
Épave à l'abandon sur la rive droite de la Laïta à proximité de l'anse de Stervilin (en amont du Pouldu).
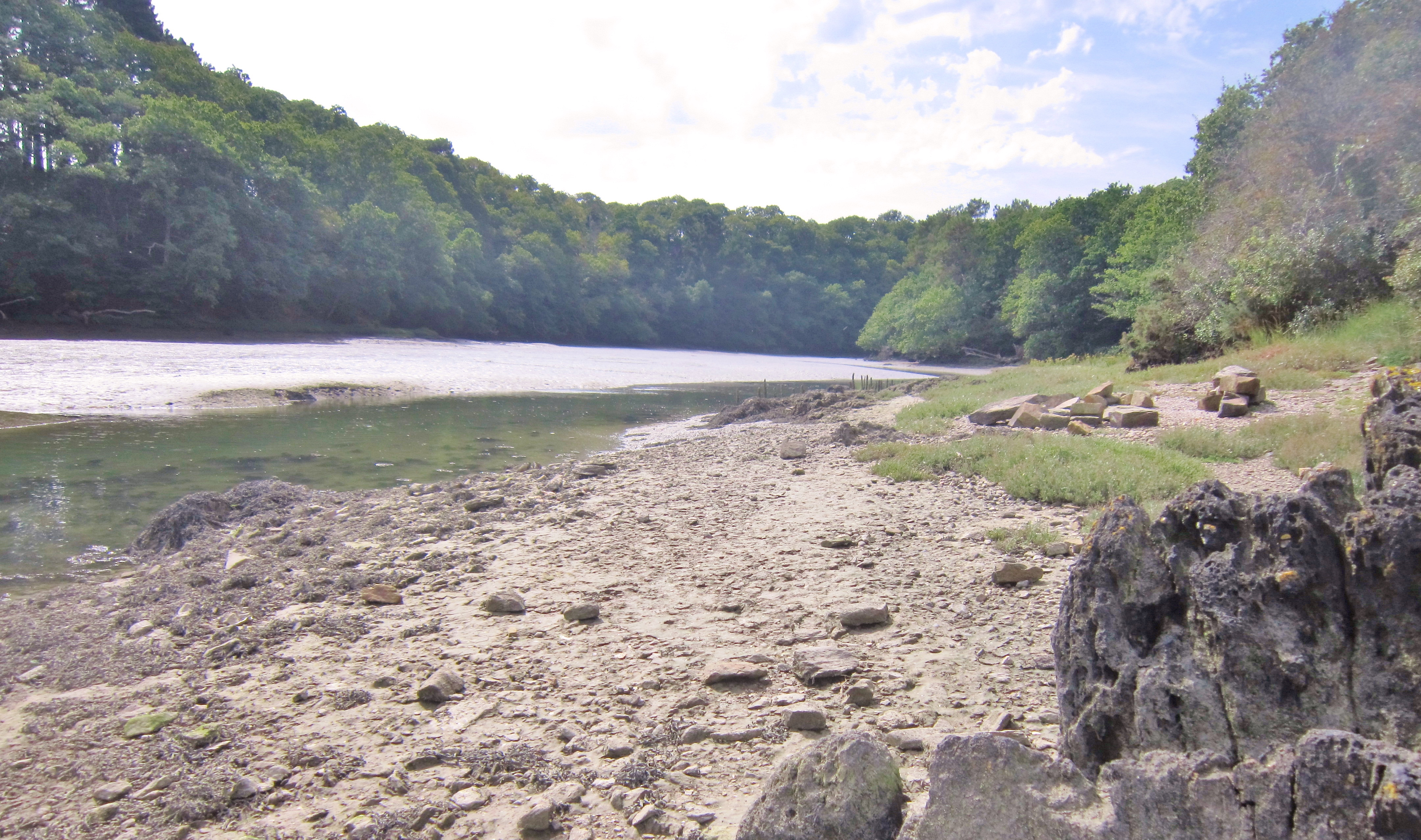
L'anse de Stervilin (rive droite de la Laïta, juste en amont du Pouldu).
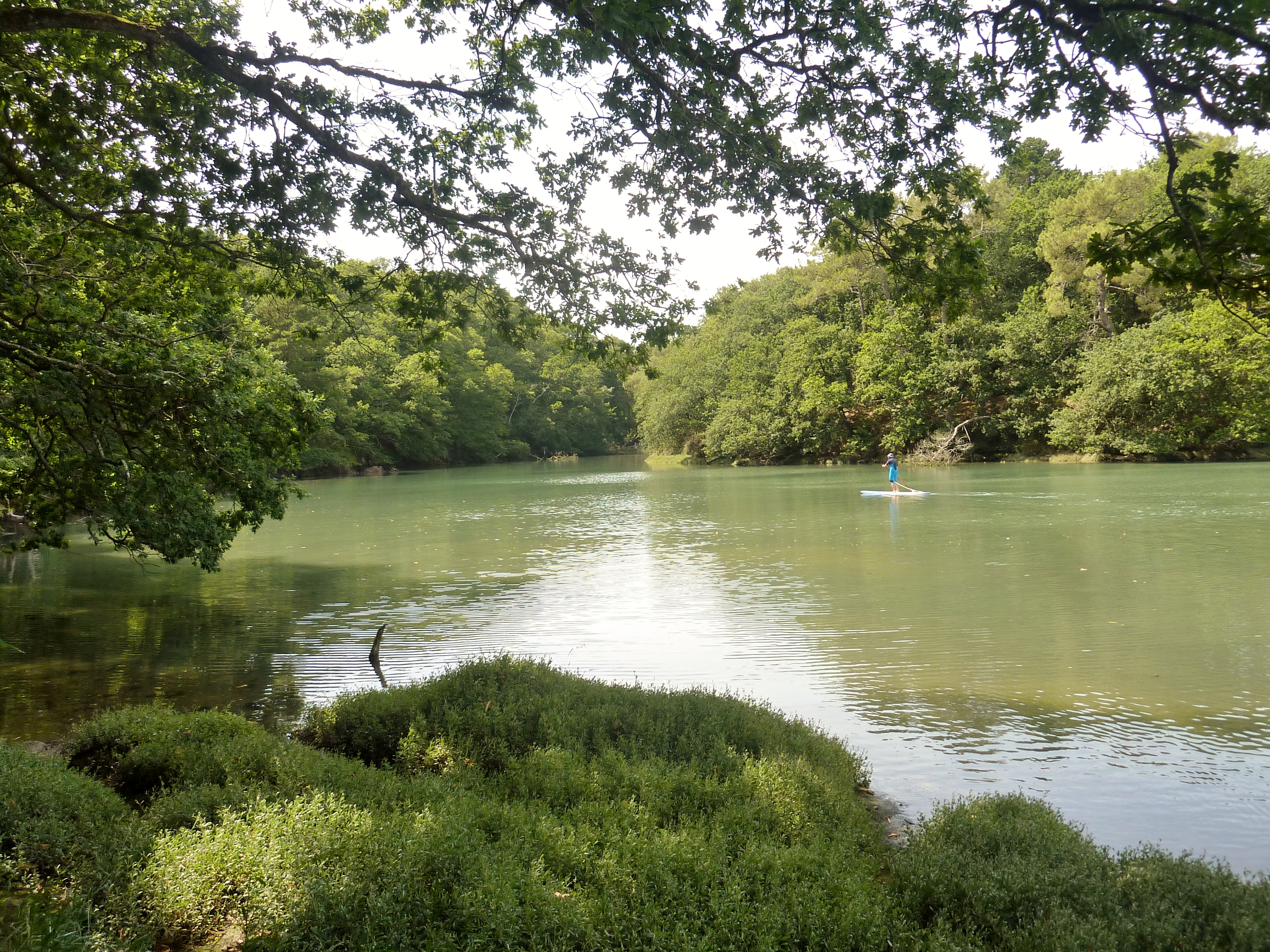
L'anse de Stervilin à marée haute.

#### La forêt
La commune compte 660 ha de bois. Les secteurs boisés se situent au nord du bourg. La forêt domaniale de Carnoët, une futaie de hêtres et de chênes, couvre 185 ha au nord-est de la commune. Il y a aussi les bois de Saint Maurice et de Kerquilven.

### Hydrographie
Pour un article plus général, voir Réseau hydrographique du Finistère.
La commune est située dans le bassin Loire-Bretagne. Elle est drainée par l'Ellé, le Frout, le Merrien, le ruisseau de Kerrien, le ruisseau de la Fontaine au loup, le ruisseau de Pont sénéchal, le ruisseau du Quinquis, le ruisseau goaz-bihan et divers autres petits cours d'eau,.
L'Ellé, d'une longueur de 76 km, prend sa source dans la commune de Glomel et se jette  dans la Laïta, estuaire formé par l'Ellé et l'Isole en limite de Guidel et de Clohars-Carnoët, après avoir traversé 16 communes.  Les caractéristiques hydrologiques de l'Ellé [la Laïta] sont données par la station hydrologique située sur la commune de Quimperlé. Le débit moyen mensuel est de 16,5 m3/s. Le débit moyen journalier maximum est de 283 m3/s, atteint lors de la crue du 13 décembre 2000. Le débit instantané maximal est quant à lui de 404 m3/s, atteint le même jour.

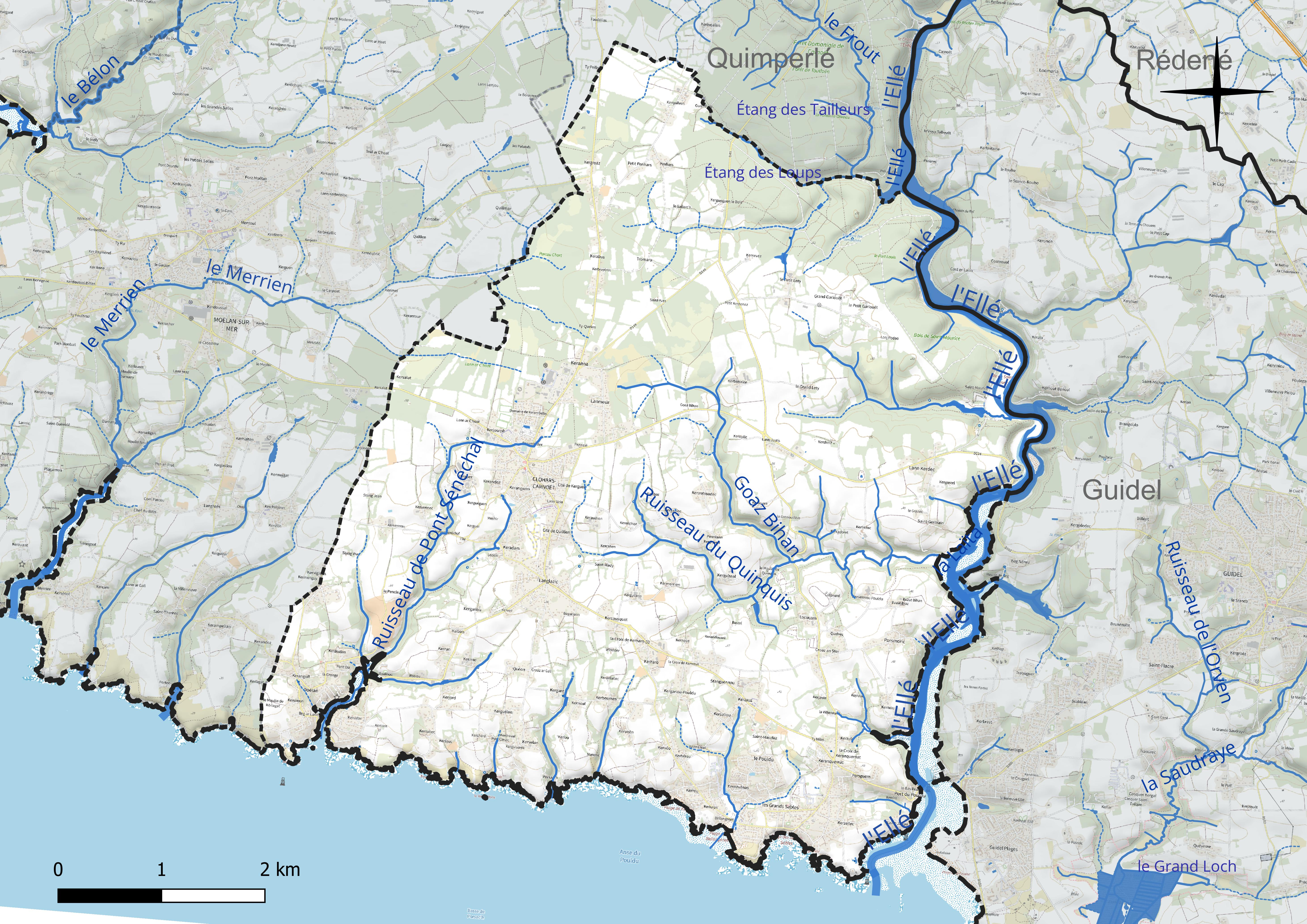
Réseau hydrographique de Clohars-Carnoët.

Un plan d'eau complète le réseau hydrographique : l'étang des Loups, d'une superficie totale de 0,1 ha (0,1 ha sur la commune),.

### Climat
Pour des articles plus généraux, voir Climat de la Bretagne et Climat du Finistère.
En 2010, le climat de la commune est de type climat océanique franc, selon une étude du CNRS s'appuyant sur une série de données couvrant la période 1971-2000. En 2020, Météo-France publie une typologie des climats de la France métropolitaine dans laquelle la commune est exposée à un climat océanique et est dans la région climatique  Bretagne orientale et méridionale, Pays nantais, Vendée, caractérisée par une faible pluviométrie en été et une bonne insolation. Parallèlement l'observatoire de l'environnement en Bretagne publie en 2020 un zonage climatique de la région Bretagne, s'appuyant sur des données de Météo-France de 2009. La commune est, selon ce zonage, dans la zone « Littoral doux », exposée à un climat venté avec des étés cléments.  
Pour la période 1971-2000, la température annuelle moyenne est de 11,8 °C, avec  une amplitude thermique annuelle de 11,1 °C. Le cumul annuel moyen de précipitations est de 1 021 mm, avec 14,7 jours de précipitations en janvier et 7,8 jours en juillet. Pour la période 1991-2020, la température moyenne annuelle observée sur la station météorologique la plus proche, située sur la commune de Quéven à 13 km à vol d'oiseau, est de 12,2 °C et le cumul annuel moyen de précipitations est de 943,3 mm,. Pour l'avenir, les paramètres climatiques de la commune estimés pour 2050 selon différents scénarios d'émission de gaz à effet de serre sont consultables sur un site dédié publié par Météo-France en novembre 2022.

## Urbanisme

### Typologie
Au 1er janvier 2024, Clohars-Carnoët est catégorisée bourg rural, selon la nouvelle grille communale de densité à 7 niveaux définie par l'Insee en 2022.
Elle appartient à l'unité urbaine de Moëlan-sur-Mer, une agglomération intra-départementale dont elle est une commune de la banlieue,. Par ailleurs la commune fait partie de l'aire d'attraction de Quimperlé, dont elle est une commune de la couronne,. Cette aire, qui regroupe 11 communes, est catégorisée dans les aires de moins de 50 000 habitants,.
La commune, bordée par l'océan Atlantique, est également une commune littorale au sens de la loi du 3 janvier 1986, dite loi littoral. Des dispositions spécifiques d'urbanisme s'y appliquent dès lors afin de préserver les espaces naturels, les sites, les paysages et l'équilibre écologique du littoral, tel le principe d'inconstructibilité, en dehors des espaces urbanisés, sur la bande littorale des 100 mètres, ou plus si le plan local d'urbanisme le prévoit.

### Occupation des sols

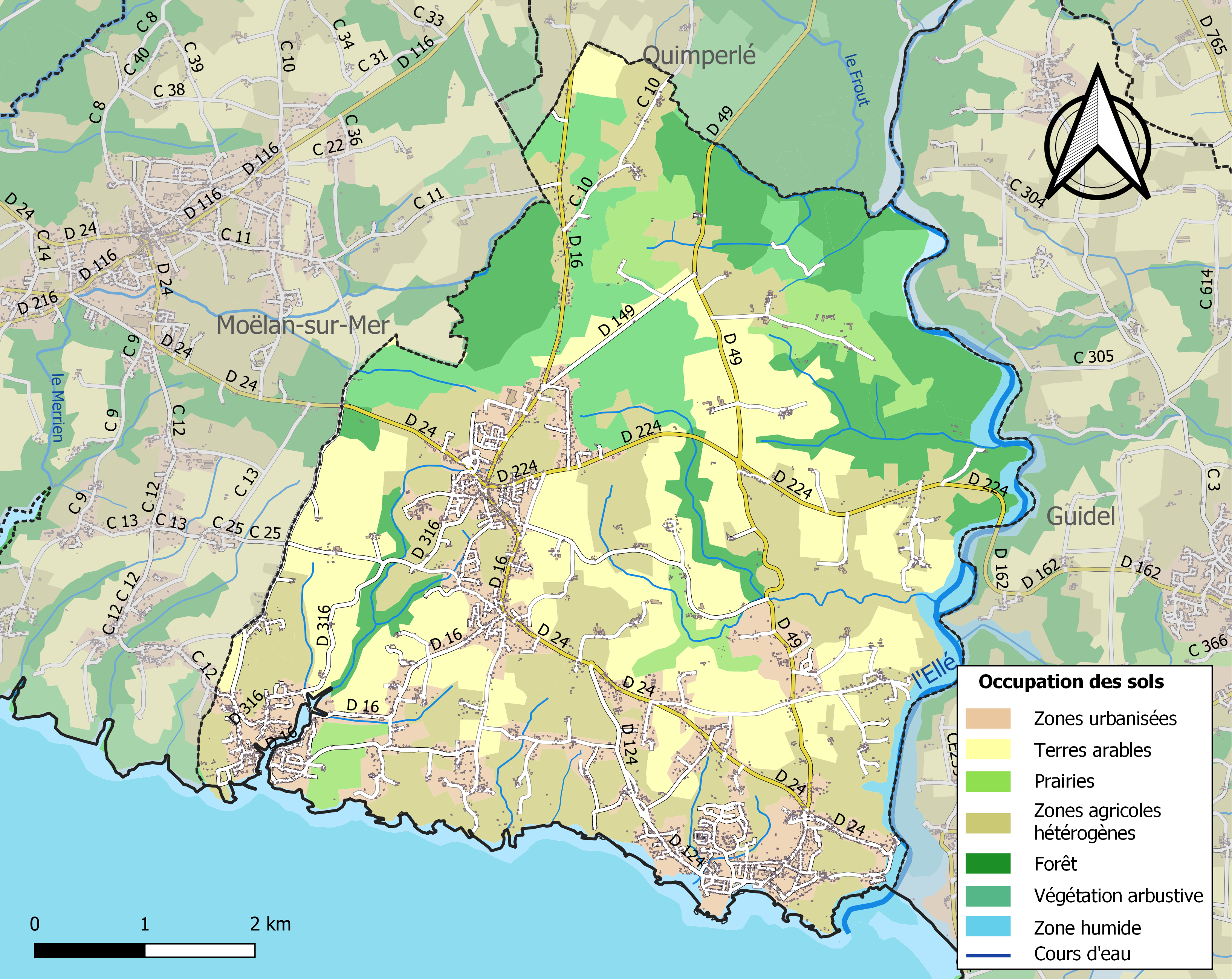
Carte des infrastructures et de l'occupation des sols de la commune en 2018 (CLC).

Le tableau ci-dessous présente l' occupation des sols de la commune en 2018, telle qu'elle ressort de la base de données européenne d'occupation biophysique des sols Corine Land Cover (CLC).
| Type d'occupation                                                                   | Pourcentage | Superficie (en hectares) |
| ----------------------------------------------------------------------------------- | ----------- | ------------------------ |
| Tissu urbain discontinu                                                             | 14,7 %      | 514                      |
| Équipements sportifs et de loisirs                                                  | 1,2 %       | 43                       |
| Terres arables hors périmètres d'irrigation                                         | 24,1 %      | 845                      |
| Prairies et autres surfaces toujours en herbe                                       | 5,4 %       | 189                      |
| Systèmes culturaux et parcellaires complexes                                        | 23,9 %      | 839                      |
| Surfaces essentiellement agricoles interrompues par des espaces naturels importants | 6,2 %       | 218                      |
| Forêts de feuillus                                                                  | 4,6 %       | 161                      |
| Forêts de conifères                                                                 | 0,3 %       | 12                       |
| Forêts mélangées                                                                    | 8,6 %       | 302                      |
| Forêt et végétation arbustive en mutation                                           | 9,4 %       | 329                      |
| Marais intérieurs                                                                   | 0,1 %       | 4                        |
| Zones intertidales                                                                  | 0,9 %       | 30                       |
| Plans d'eau                                                                         | 0,6 %       | 22                       |
| Source : Corine Land Cover                                                          |             |                          |

### Les agglomérations de la commune
Le bourg de Clohars-Carnoët se situe à l'intérieur des terres. Il s'est établi à une certaine distance de la côte, sur le plateau ; c'est là une caractéristique commune à de nombreuses communes littorales bretonnes (par exemple à Riec-sur-Belon, Trégunc, Moëlan-sur-Mer, Névez, Beuzec-Conq, Nizon, etc.), les premiers émigrants bretons fixèrent le centre de leurs plous à l'intérieur des terres, probablement par crainte des pirates saxons.
La commune a deux petits ports, Le Pouldu (signifiant "mare noire" en breton), à l'embouchure de la Laïta, et Doëlan, niché au fond d'une anse, près de la limite avec la commune de Moëlan-sur-Mer. Le Pouldu a connu un développement important du fait de l'activité touristique balnéaire.

#### Le Pouldu
Le port du Pouldu, situé à l'embouchure de la Laïta, face à Guidel-plages, dispose d'une centaine de mouillages

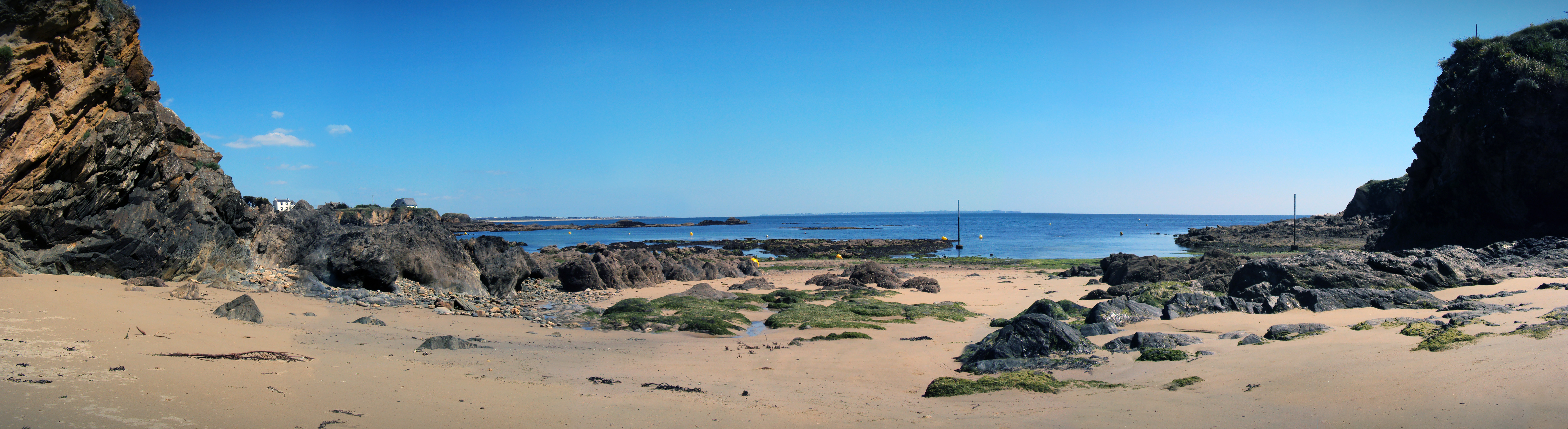
Une plage au Pouldu.
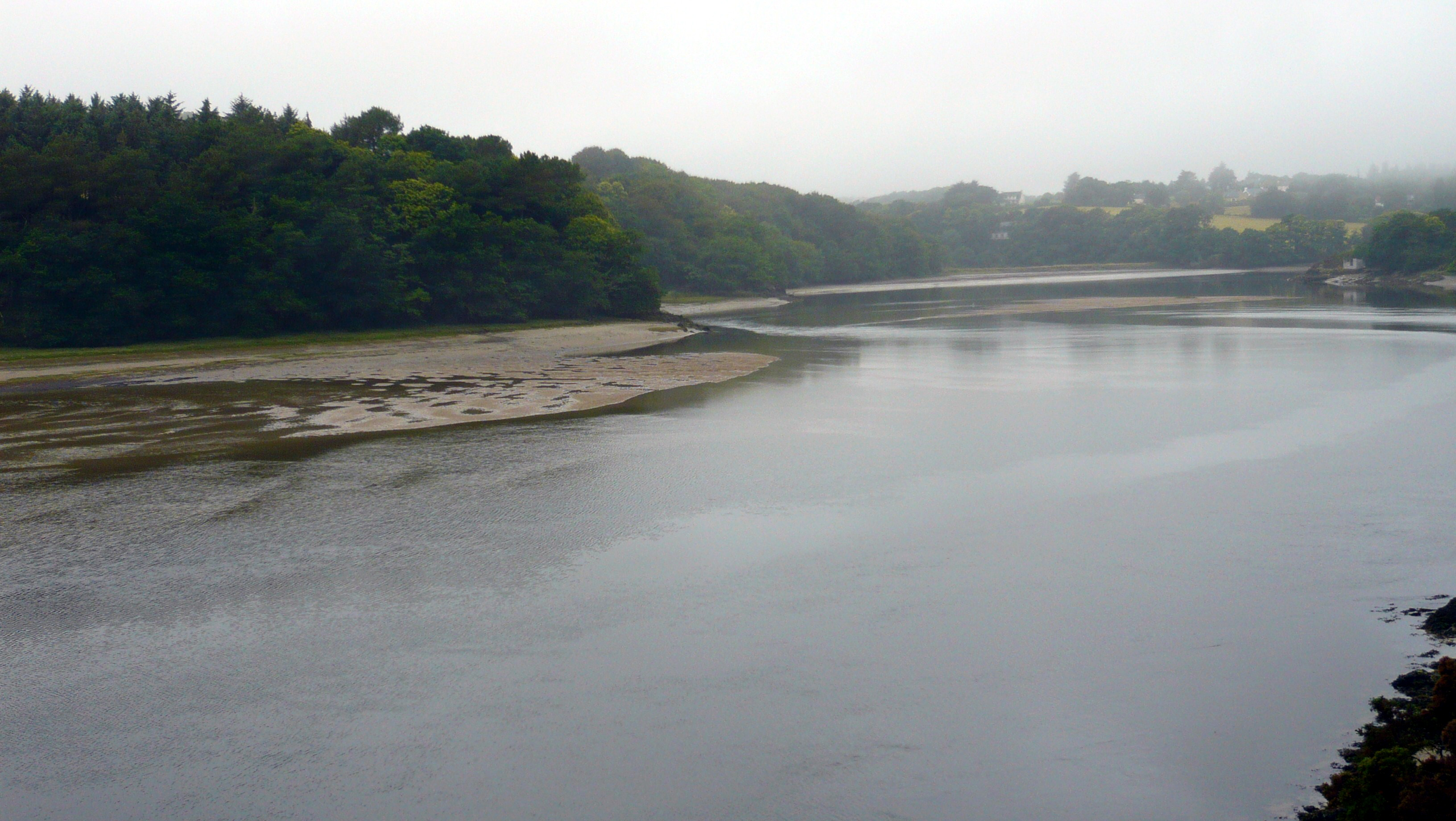
La Laïta près du port du Pouldu
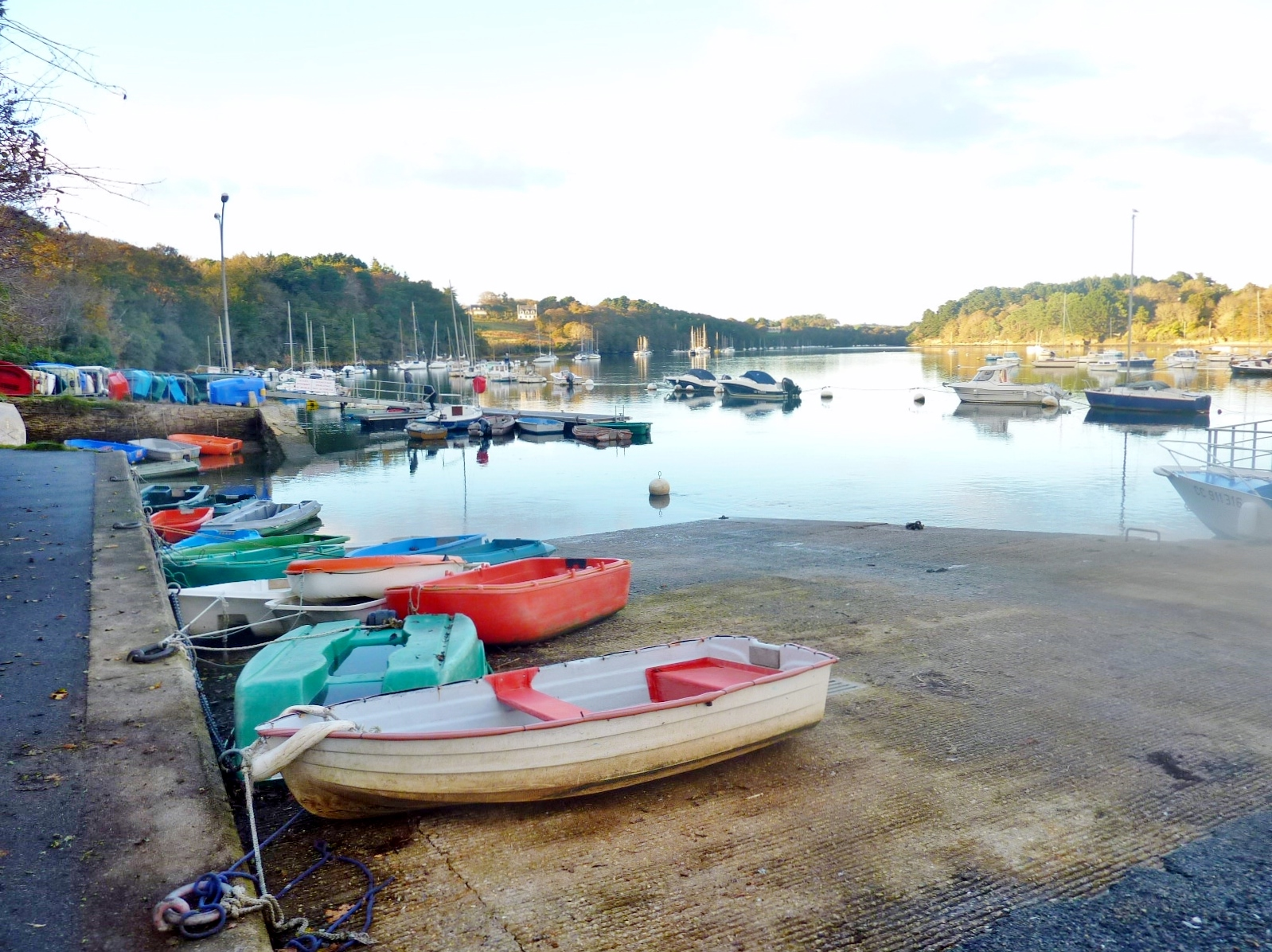
La Laïta vue de la cale du port du Pouldu
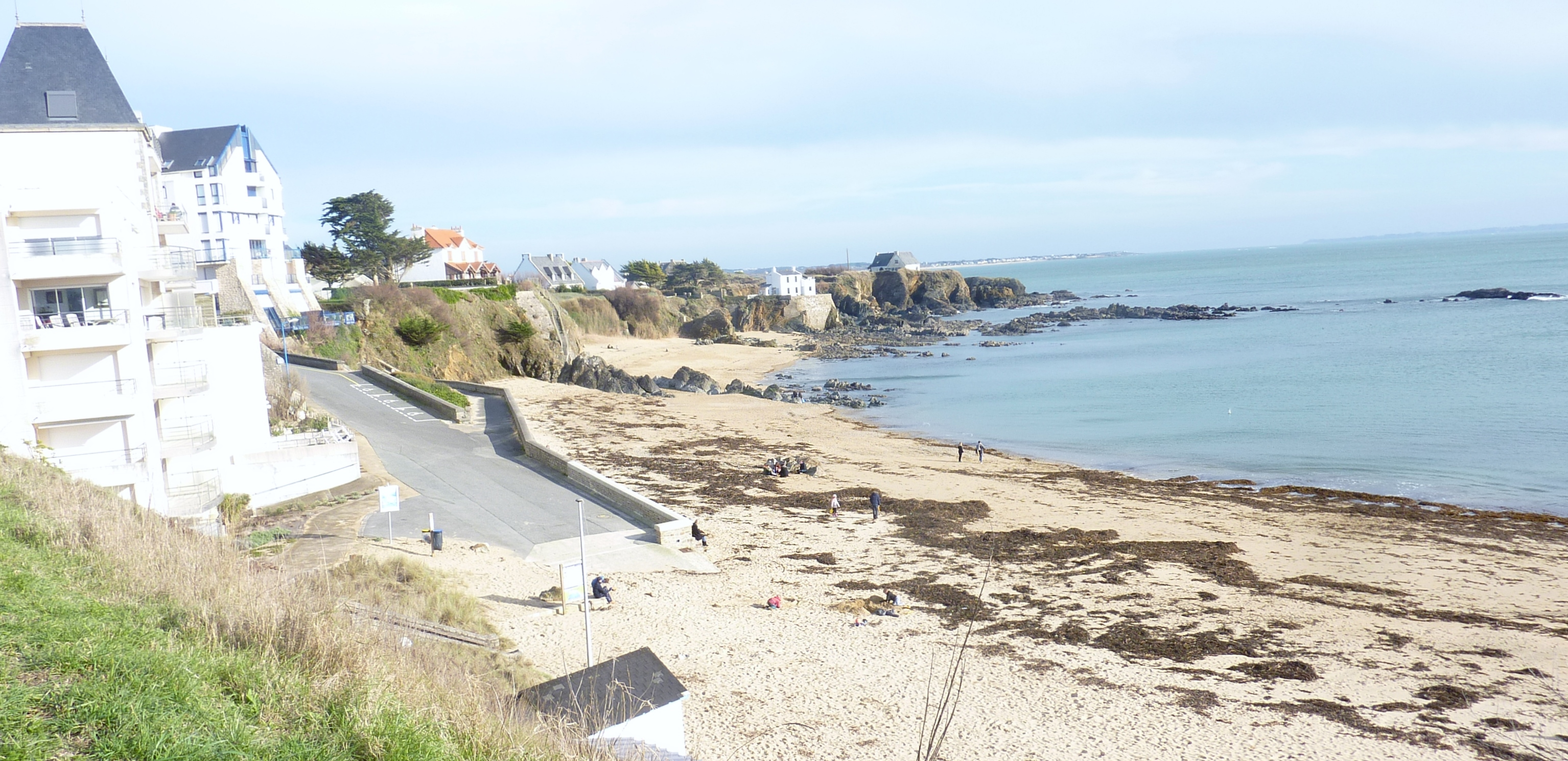
Le Pouldu : la plage des Grands Sables

Vers la fin du XIXe siècle, seul le Bas-Pouldu, aux environs du port, connaissait une certaine fréquentation touristique, de nombreux artistes-peintres venant de Pont-Aven fréquentant toutefois la "Buvette de la Plage" à partir de 1889. En 1895, le quimperlois Alphonse Marrec construit, surplombant la plage des Grands Sables, l'Hôtel Marrec, agrandi en 1906 et dénommé alors Hôtel des Bains où, à la Belle Époque et pendant l'Entre-deux-guerres, Parisiens, Belges et Anglais fortunés vinrent nombreux y séjourner, contribuant à lancer la station balnéaire du Pouldu. D'autres hôtels furent par la suite construits : l'Hôtel des Dunes, l'Hôtel Ar Men. Tous sont désormais fermés et seuls des campings accueillent désormais les touristes.
Des balades en bateau sont possibles sur la Laïta entre le port du Pouldu et Quimperlé.

#### Doëlan
Doëlan est un petit port de pêche (il conserve une dizaine de bateaux de pêche), pittoresque, qui a su garder son authenticité, même si c'est désormais surtout un port de plaisance qui dispose de 300 mouillages.

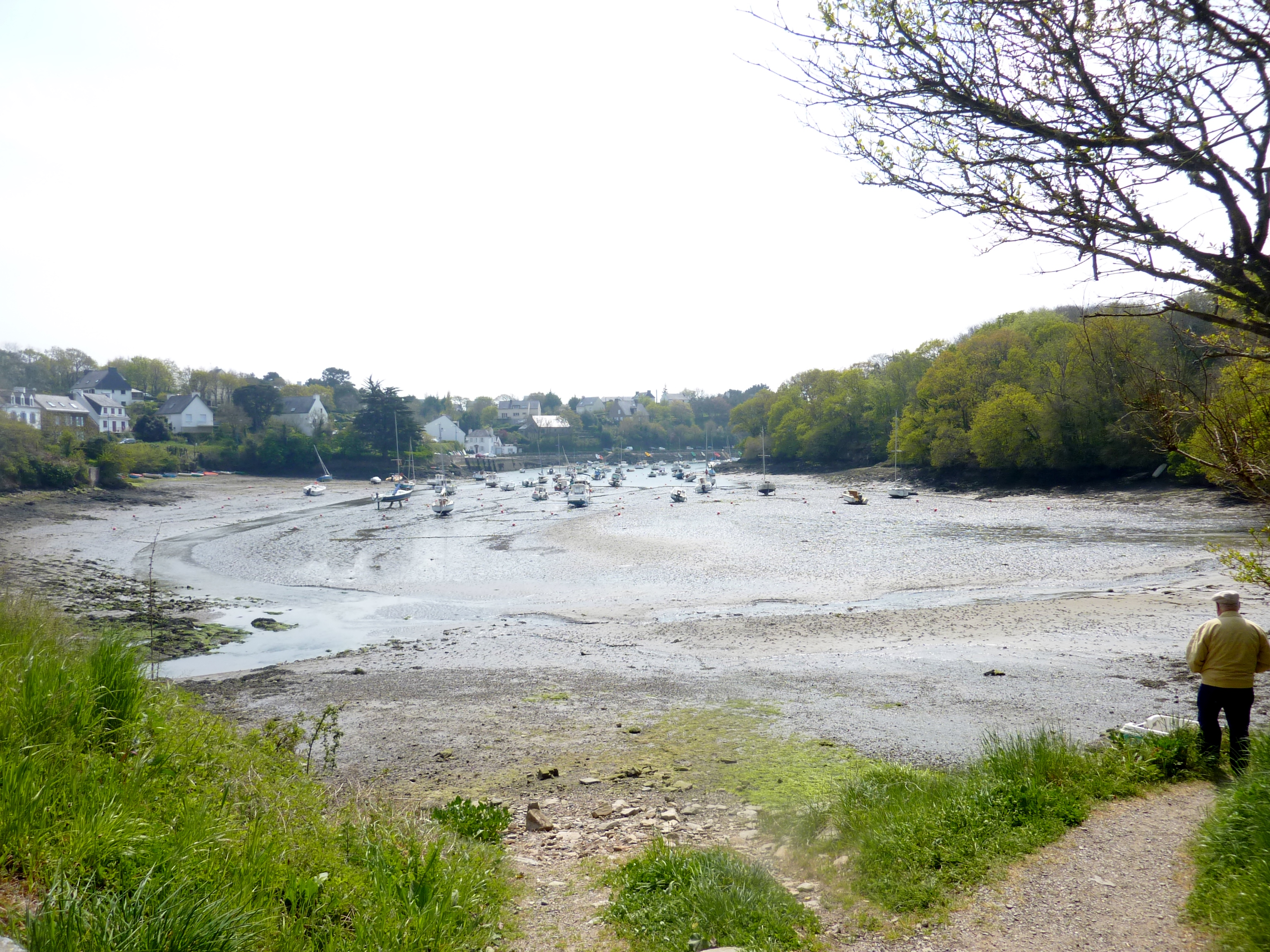
L'Anse de Doëlan à marée basse
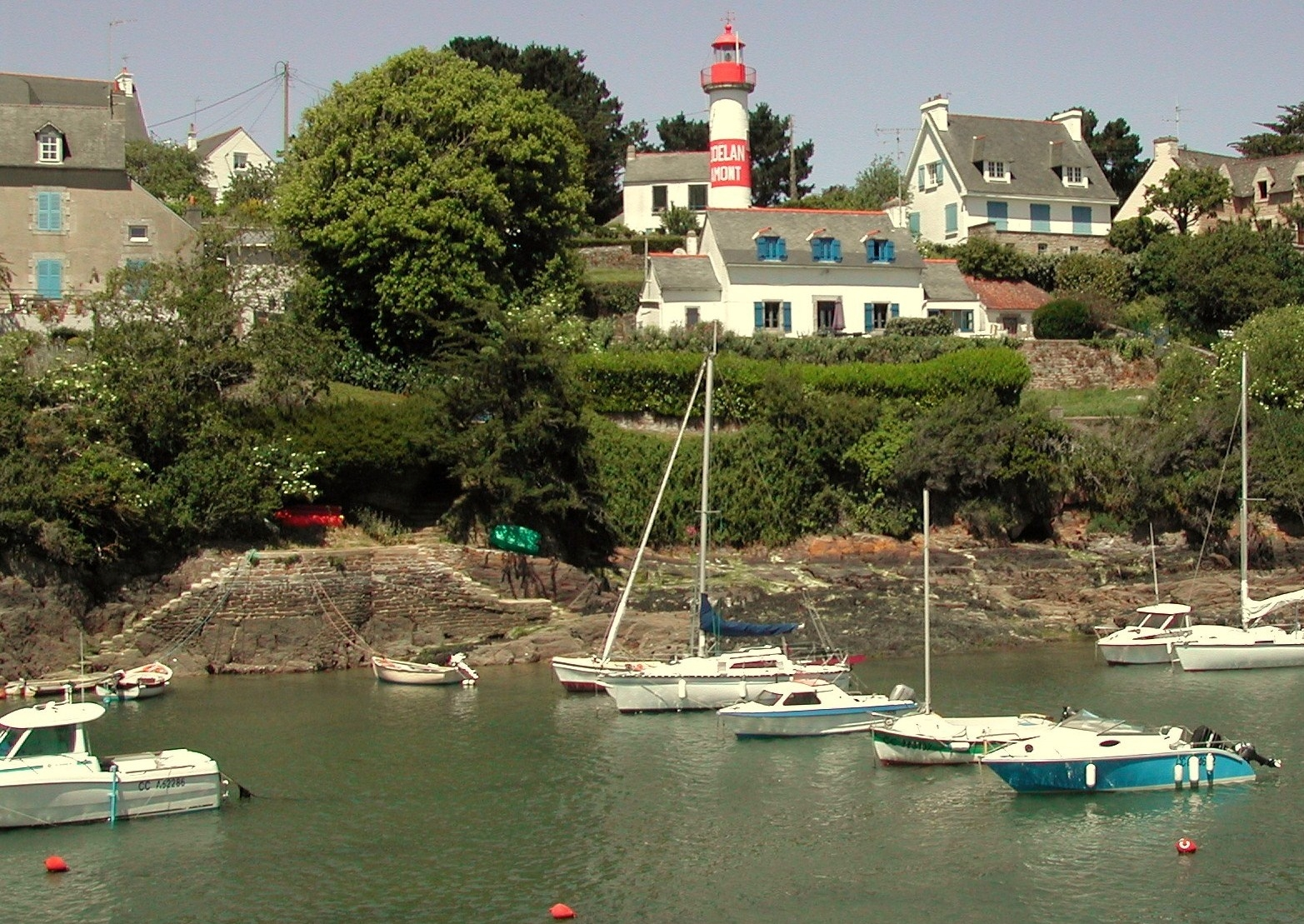
Le phare amont de Doëlan
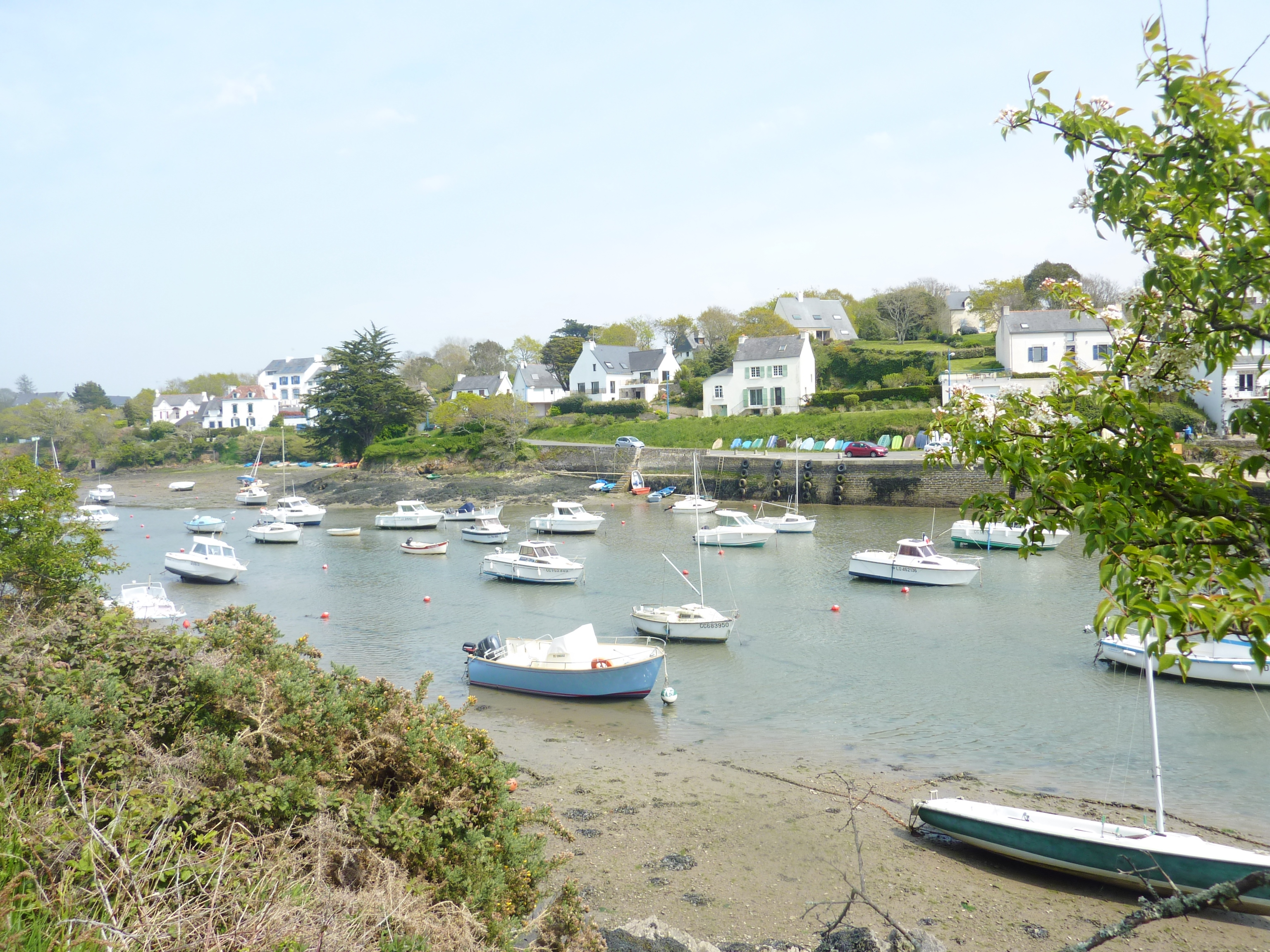
La ria et le port de Doëlan (vus de la rive droite) 1
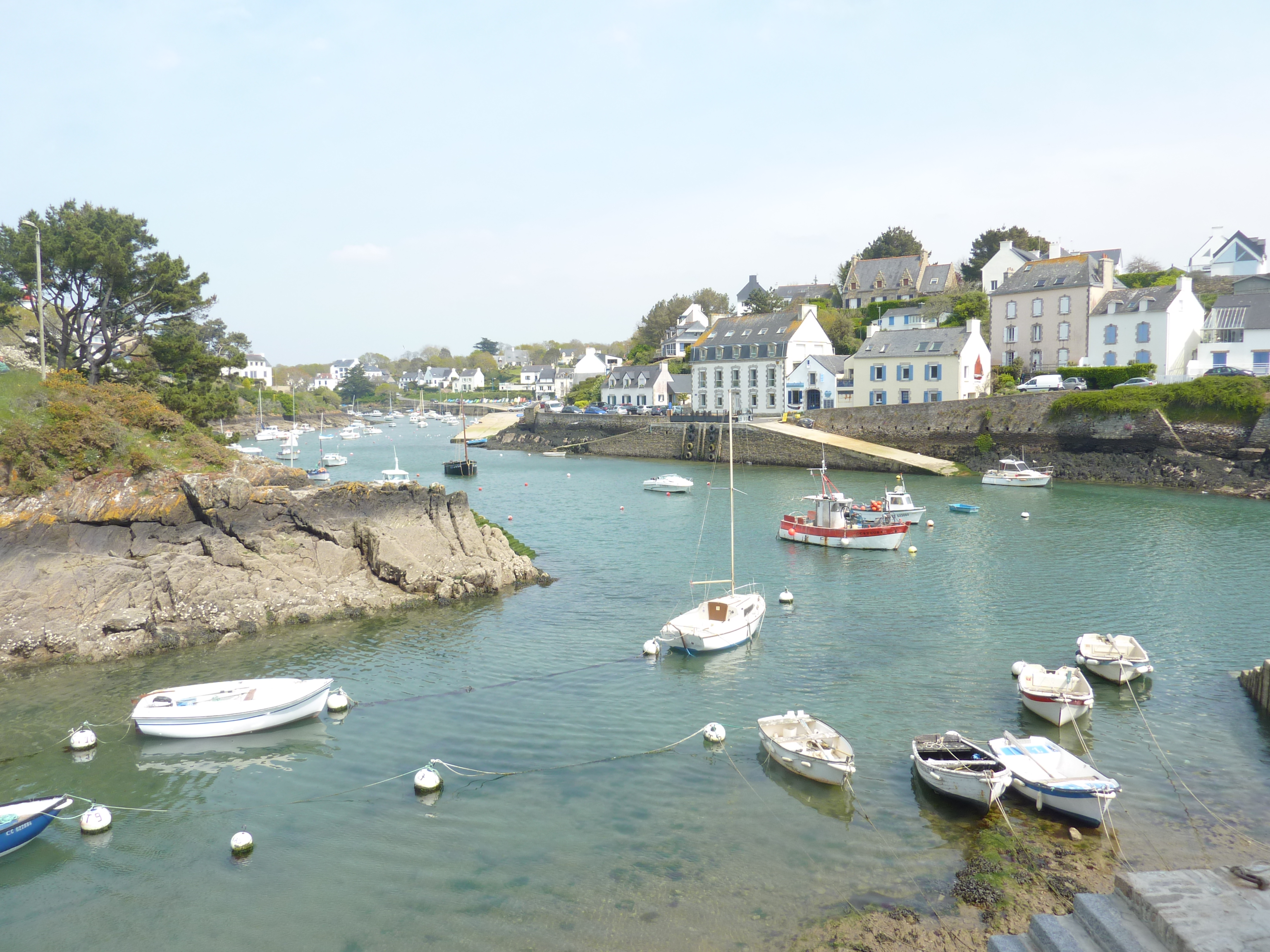
La ria et le port de Doëlan (vus de la rive droite) 2
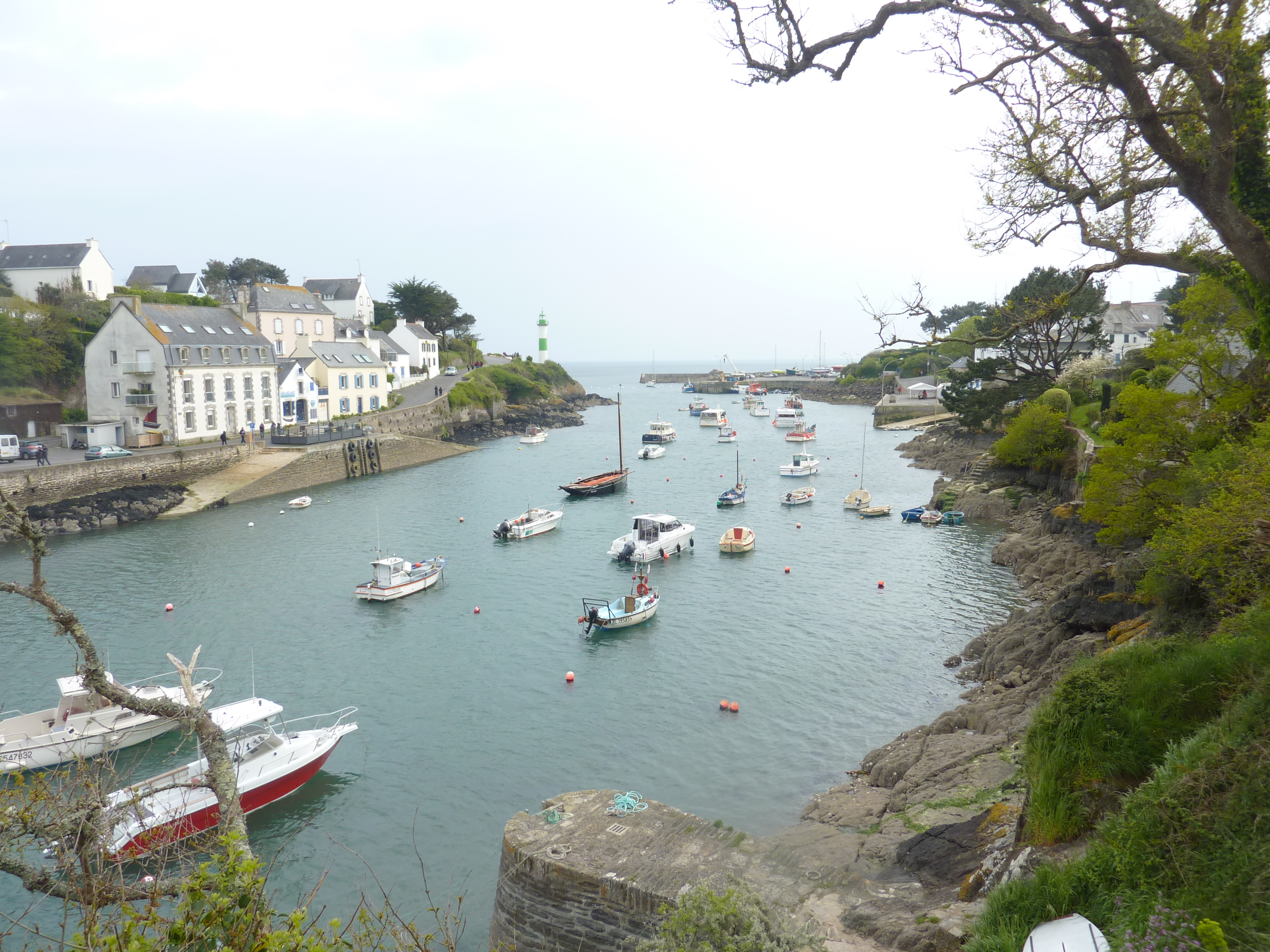
La ria et le port de Doëlan (vus de la rive droite) 6
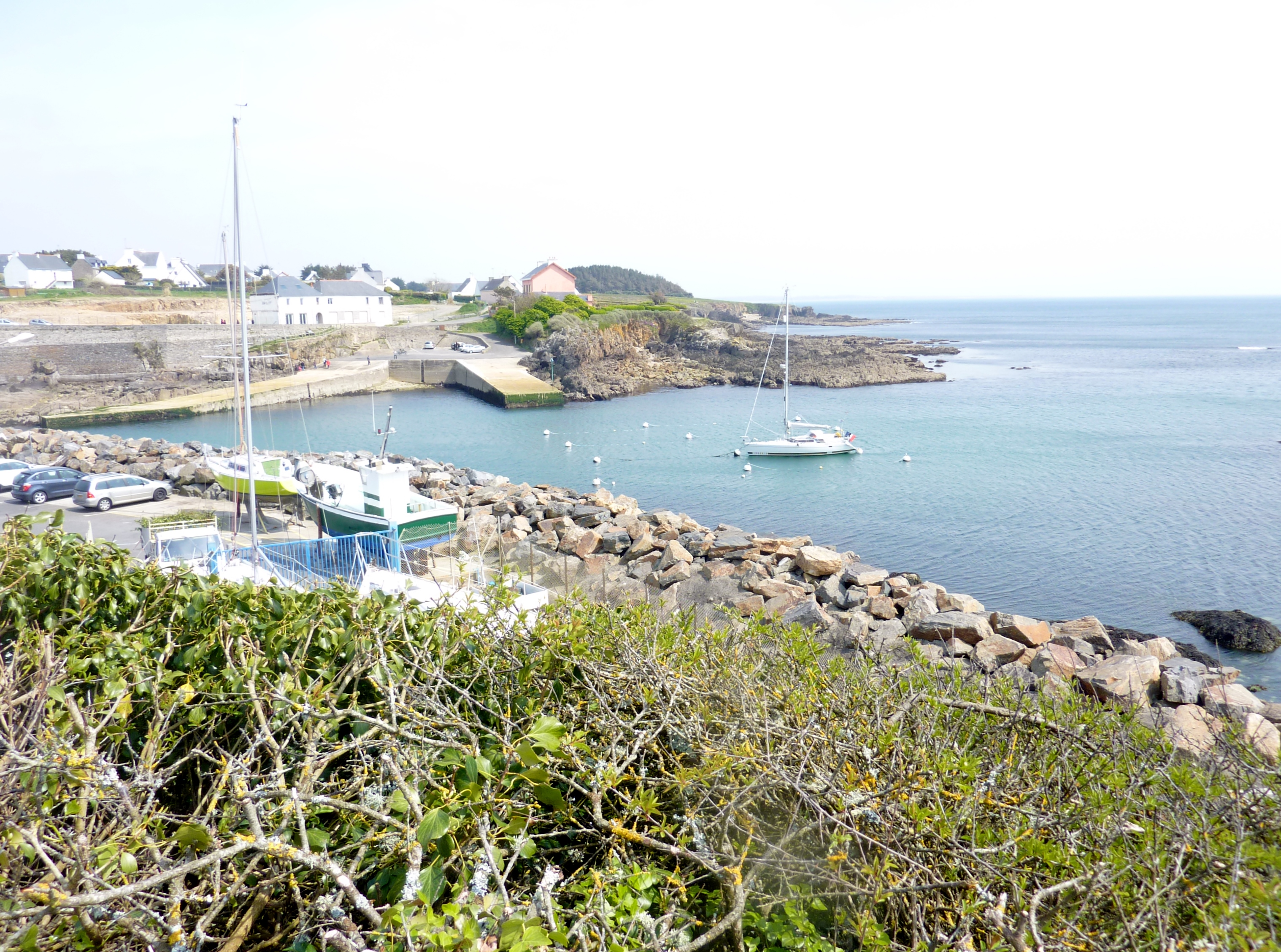
L'entrée de la ria et du port de Doëlan (vus de la rive droite) 1
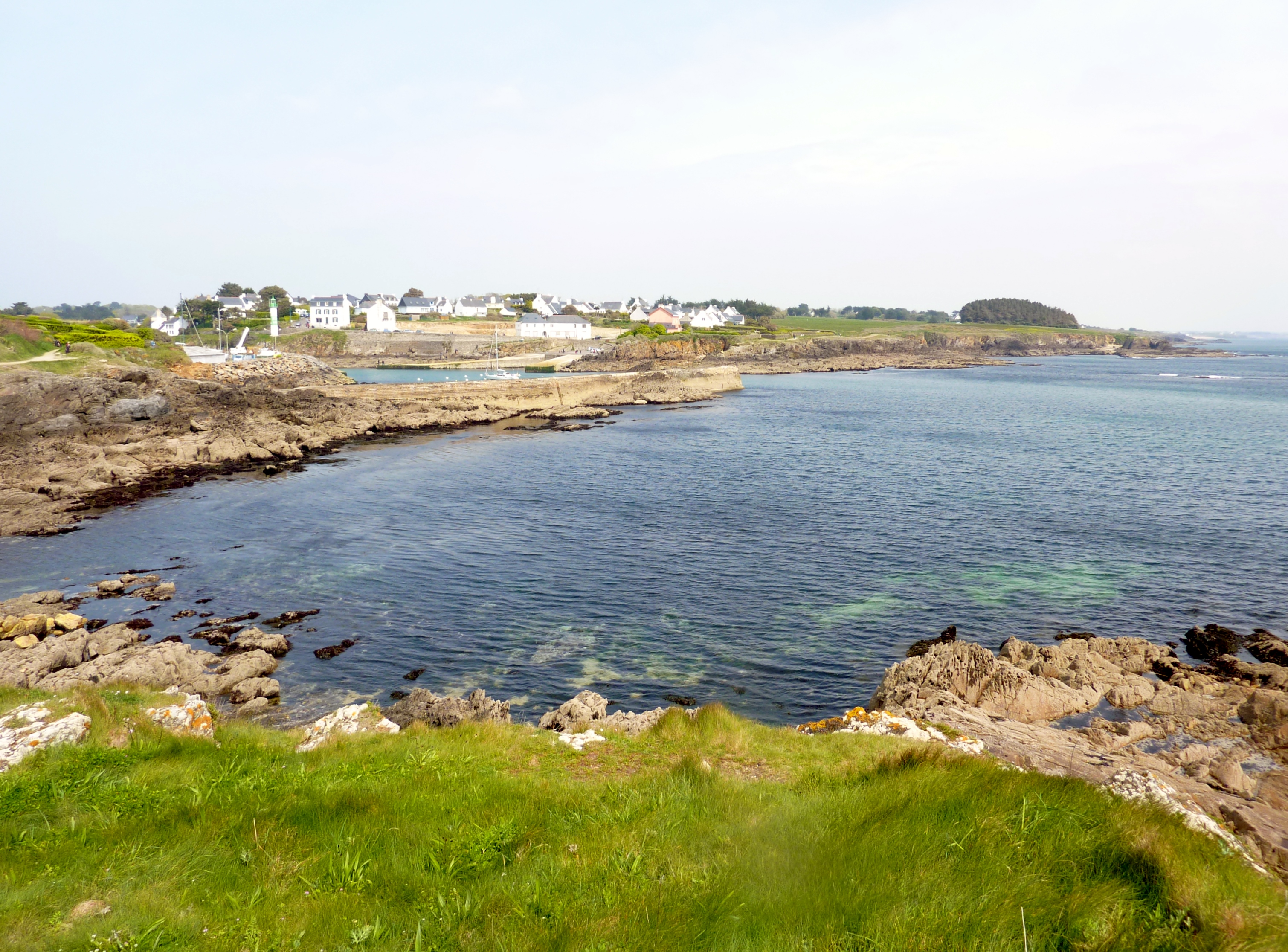
L'entrée de la ria et du port de Doëlan (vus de la rive droite à Beg an Tour) 2
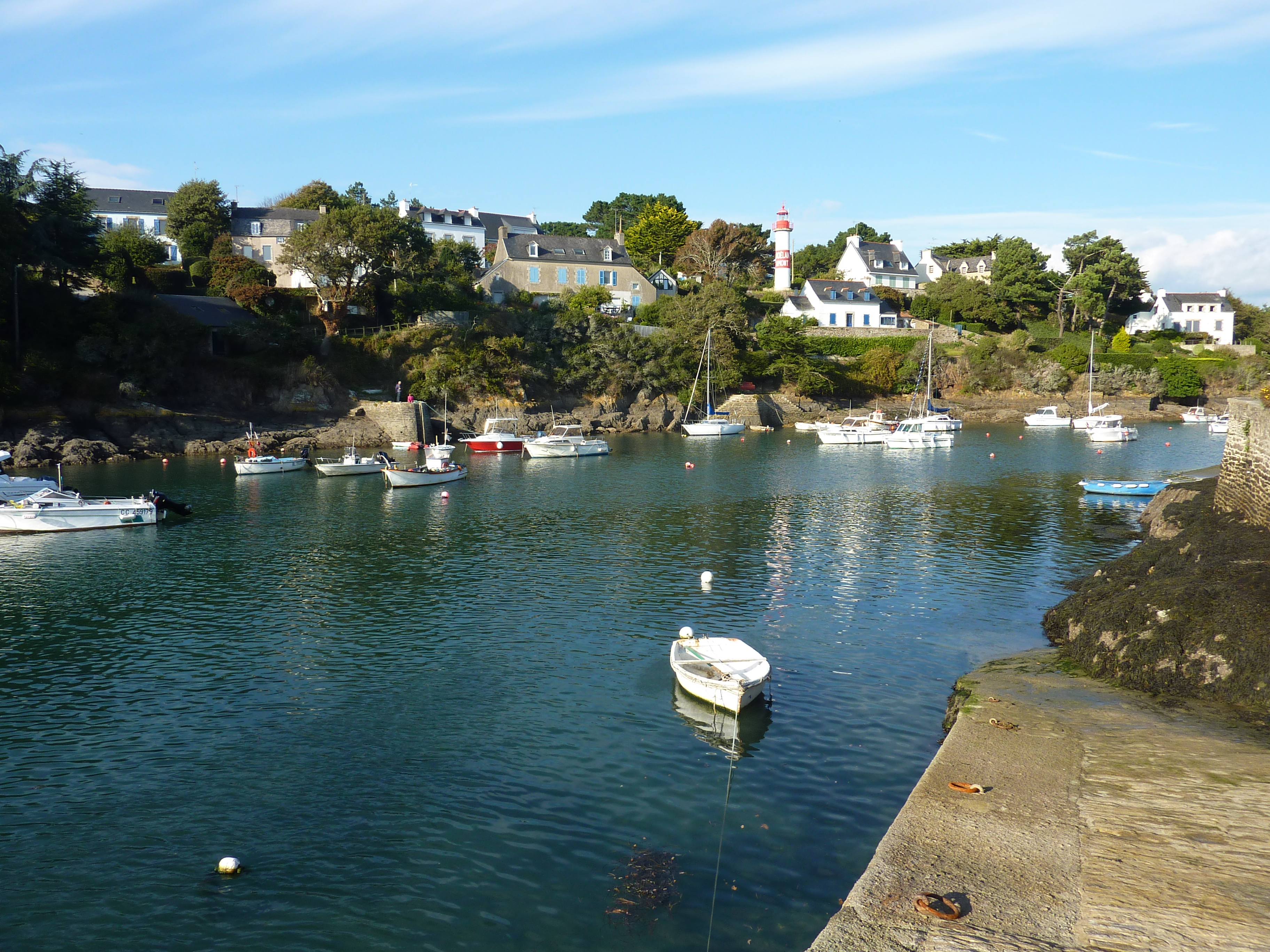
Doëlan (rive droite) vu de la cale de Kernabat (rive gauche)
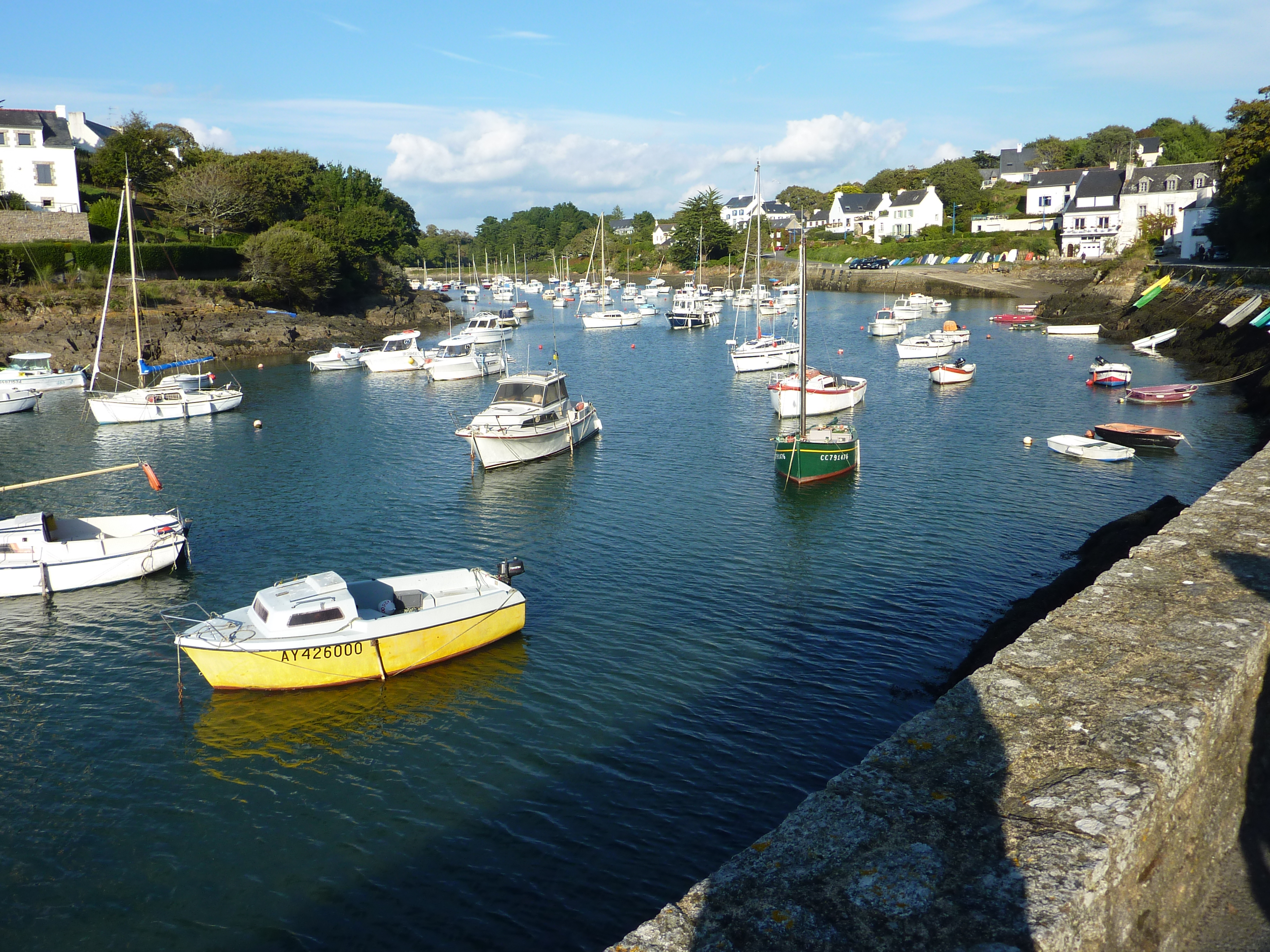
Doëlan (rive droite) vu de la cale Éric Tabarly (rive gauche)
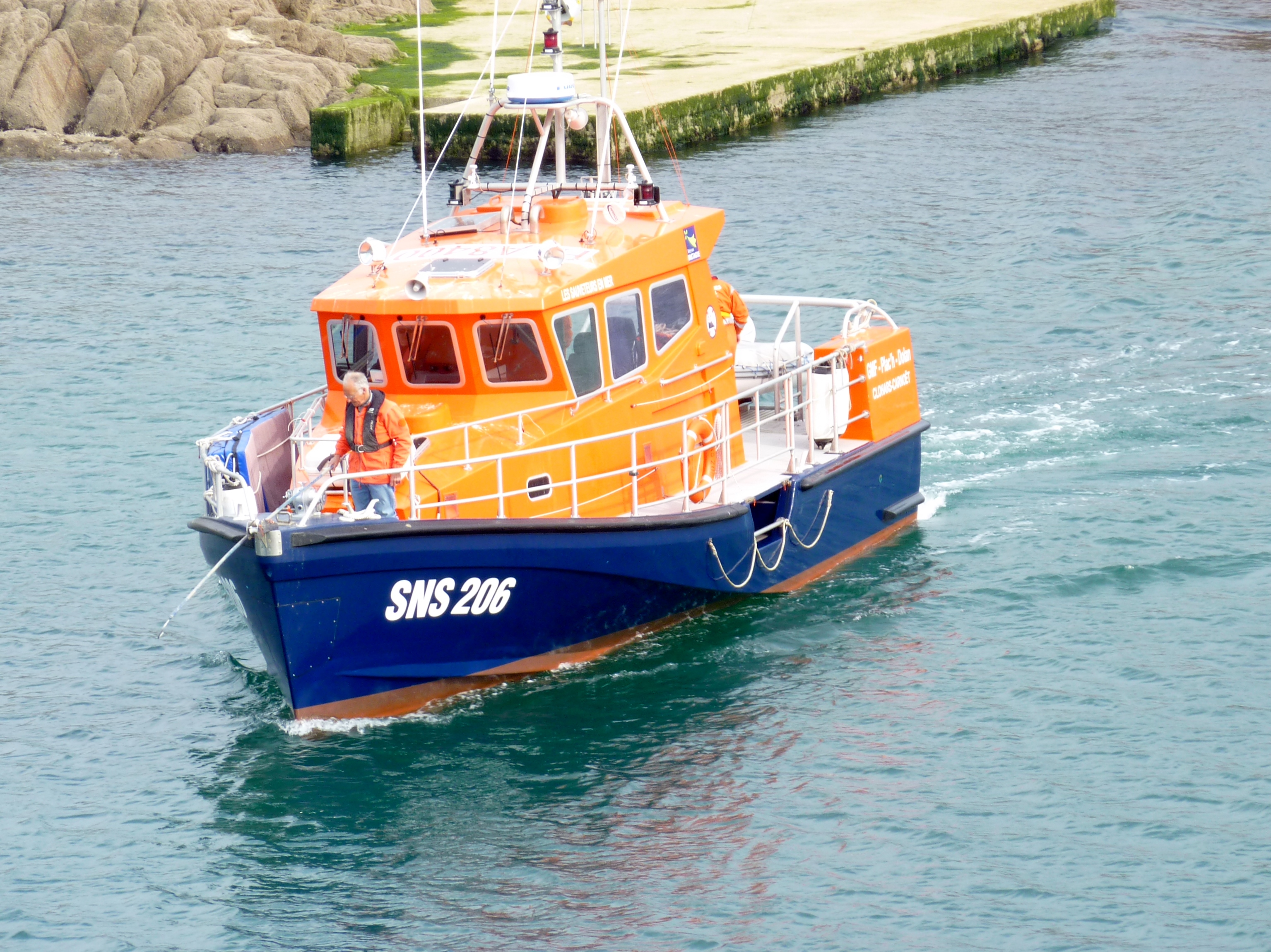
Doëlan : le canot de sauvetage Capitaine Cook
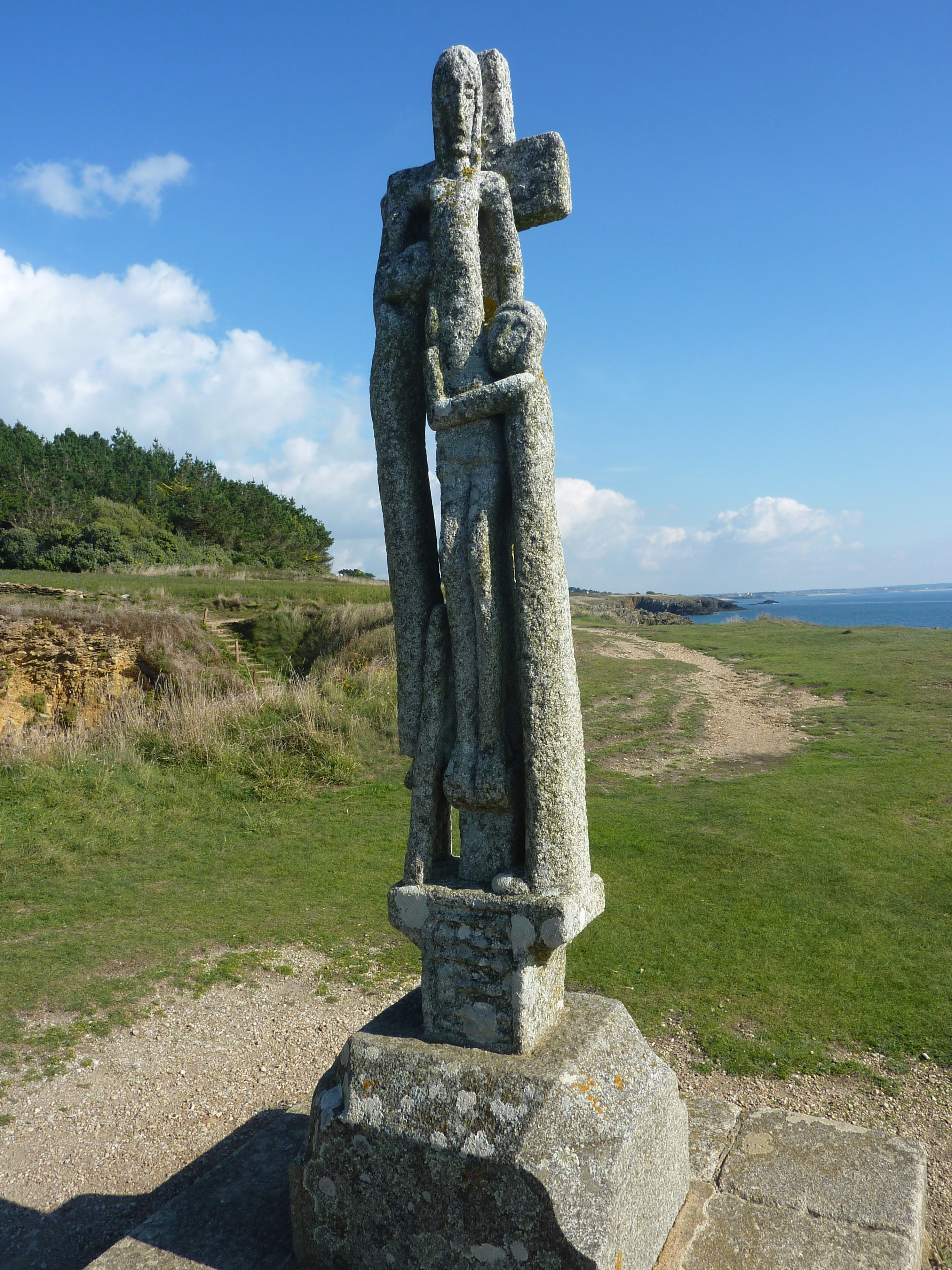
Le calvaire de Doëlan

Pendant la seconde moitié du XIXe siècle, Doëlan fut un port notable de pêche à la sardine, avec une centaine de bateaux sardiniers employant environ 500 marins (certains venant de Groix, du Guilvinec, de Concarneau, etc.) et quatre conserveries (la plus ancienne est la conserverie Peyron qui existait déjà en 1853 : cette année-là, les "filles de la conserve" y gagnaient de 700 à 1 000 F pour la saison ; la plus connue est construite en 1865 par le négociant lorientais Pierre Bois à l'entrée du port, sur la rive gauche ; elle est rachetée en 1895 par René Béziers, puis après la Seconde Guerre mondiale par Paul Larzul, l'usine s'appelant alors successivement La Doëlanaise, puis Capitaine Cook. Jusqu'en 1950, l'usine met aussi en conserve des petits pois et des haricots. Le conditionnement du poisson était alors un travail saisonnier : sardine et thon blanc de juin à novembre, maquereau de février à mai. « Plus appliquées et consciencieuses », une centaine de femmes s'occupent de la découpe et du remplissage des boîtes. Cette usine a fermé en 1998. Elle doit être démolie en raison d'un projet immobilier).
Un vieux gréement, le Rigolo, construit en 1922 au chantier Le Cœur de Lesconil, long de 26 pieds (8,87 mètres), qui a pêché la sardine et le maquereau jusqu'en 1945, fut transformé ensuite en bateau de plaisance et navigua jusqu'au début de la décennie 1980. Sa coque étant en très mauvais état, sa restauration fut impossible, mais il a été reconstruit à l'identique, à l'initiative de l'association Gouel Ruz, à partir de 1986 par le chantier du Guip situé dans l'Île-aux-Moines et achevé à Clohars-Carnoët en 1992. Sa gestion a été confiée en 1997 à une nouvelle association : La bande du Rigolo. Le 16 juin 2011 le Rigolo a reçu le label "Bateau d'intérêt patrimonial".

### Habitat et logement
L'habitat se caractérise par une forte proportion des résidences secondaires et logements occasionnels (38,2 %) par rapport au département (13,4 %) et la France entière (9,6 %). Au total on dénombrait en 2016, 2 076 résidences principales à Clohars-Carnoët contre 1 492 résidences secondaires et logements occasionnels et 335 logements vacants. Sur ces 3 903 logements 3391 étaient des maisons (86,9 %) contre 504 seulement des appartements (12,9 %). Le tableau ci-dessous présente la répartition en catégories et types de logements à Clohars-Carnoët en 2016 en comparaison avec celles du Finistère et de la France entière.
|                                                         | Clohars-Carnoët | Finistère | France entière |
| ------------------------------------------------------- | --------------- | --------- | -------------- |
| Résidences principales (en %)                           | 53,2            | 78,7      | 82,3           |
| Résidences secondaires et logements occasionnels (en %) | 38,2            | 13,4      | 9,6            |
| Logements vacants (en %)                                | 8,6             | 7,9       | 8,1            |

L'habitat est relativement récent. Une importante proportion des résidences principales date des années 1970 et des années 1980 (30,7 %) tandis que celles antérieures à 1919 sont peu nombreuses (11,2 %).

## Histoire

### Origines et toponymie
Clohars-Carnoët aurait fait partie, comme Baye, Moëlan et la majeure partie de Quimperlé de la ploue originelle de Mellac (dont le suffixe -ac témoigne d'une origine gallo-romaine), qui s'étendait sur 14 000 hectares et était limitée par l'Océan Atlantique, la Laïta, 'l'Isole et le Belon.
Le nom de la paroisse a évolué à travers le temps : Plebe Clutgual en 1031, Cluduual en 1139, Clouhal au XVIe siècle, Clouhar au XVIIe siècle. "Clohars" pourrait venir du vieux breton clut (renommée) et uual (valeur). Cependant, il est possible que le terme de Cluthgual désigne Kleuz Gwall ("Clos de la Vallée") en breton moderne, soit un point d'observation et de défense fortifié en hauteur pour les habitants du littoral et de la vallée de l'Ellé contre toutes sortes de pirates. En 1220, un recteur de la paroisse était désigné sous le nom de Jedecael de Crothgual.
Pour la différencier de son homologue, à savoir Clohars-Fouesnant, on lui a associé le terme Carnoët, désignant la forêt qui occupe la partie nord de son territoire.
Ce deuxième élément, Carnoët, vient du vieux breton carn (tas de pierre, tumulus), dont dérive le mot français cairn, auquel est associé le suffixe collectif etum. Un tumulus existe encore près des ruines du château de Carnoët.
Le nom « Doëlan » proviendrait de Doué, qui signifie « dieu, divinité », et de lan, « terre consacrée », étymologie non étonnante dans ces lieux où abondent les monuments religieux préhistoriques. Une autre hypothèse évoque un moine gallois du nom de saint Douë qui aurait fondé un ermitage à Doëlan. On trouve la forme Duelan en 1037.

### Préhistoire
L'occupation humaine est ancienne.

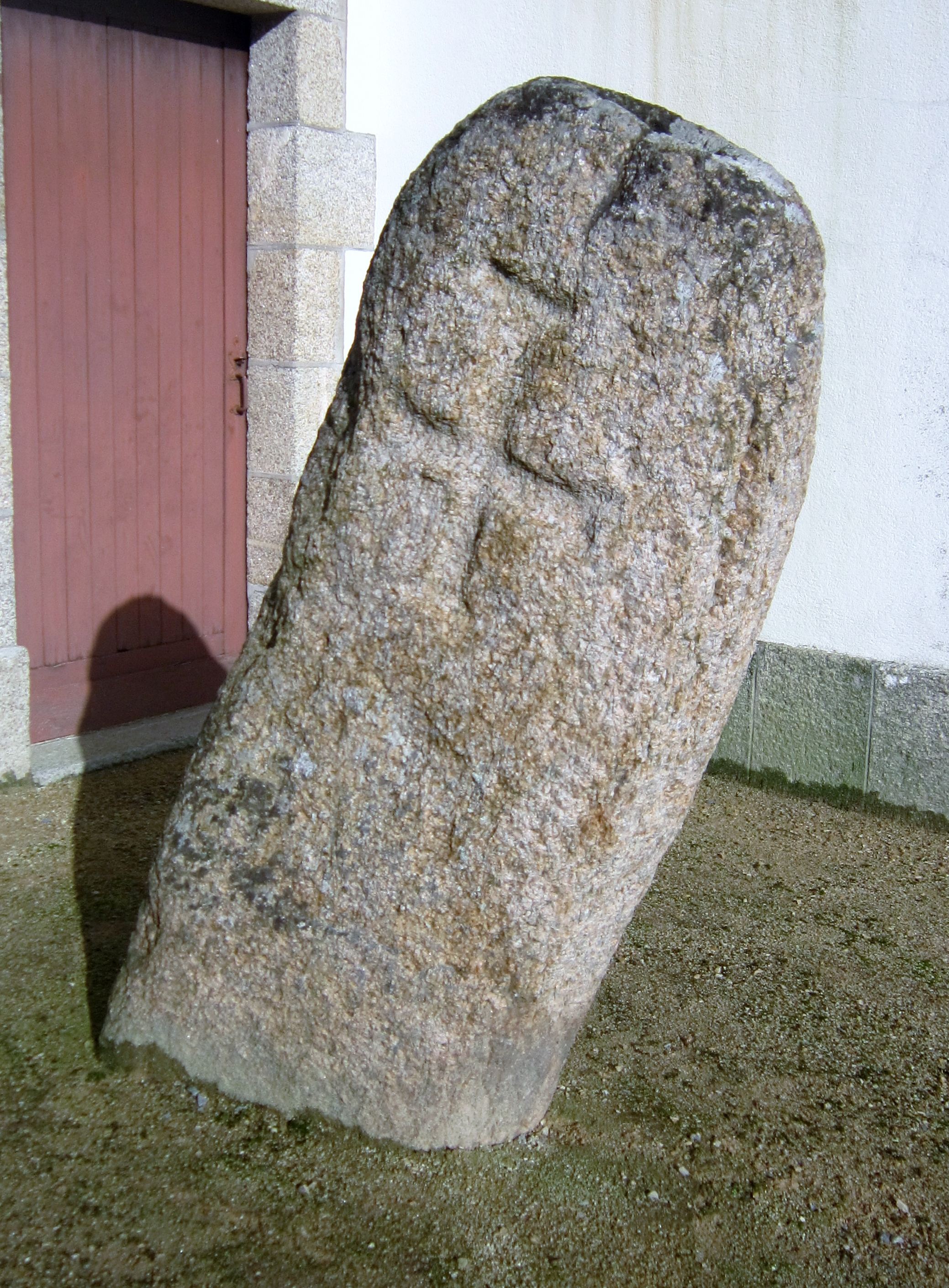
Menhir christianisé près de l'église paroissiale Notre-Dame de Trogwall.

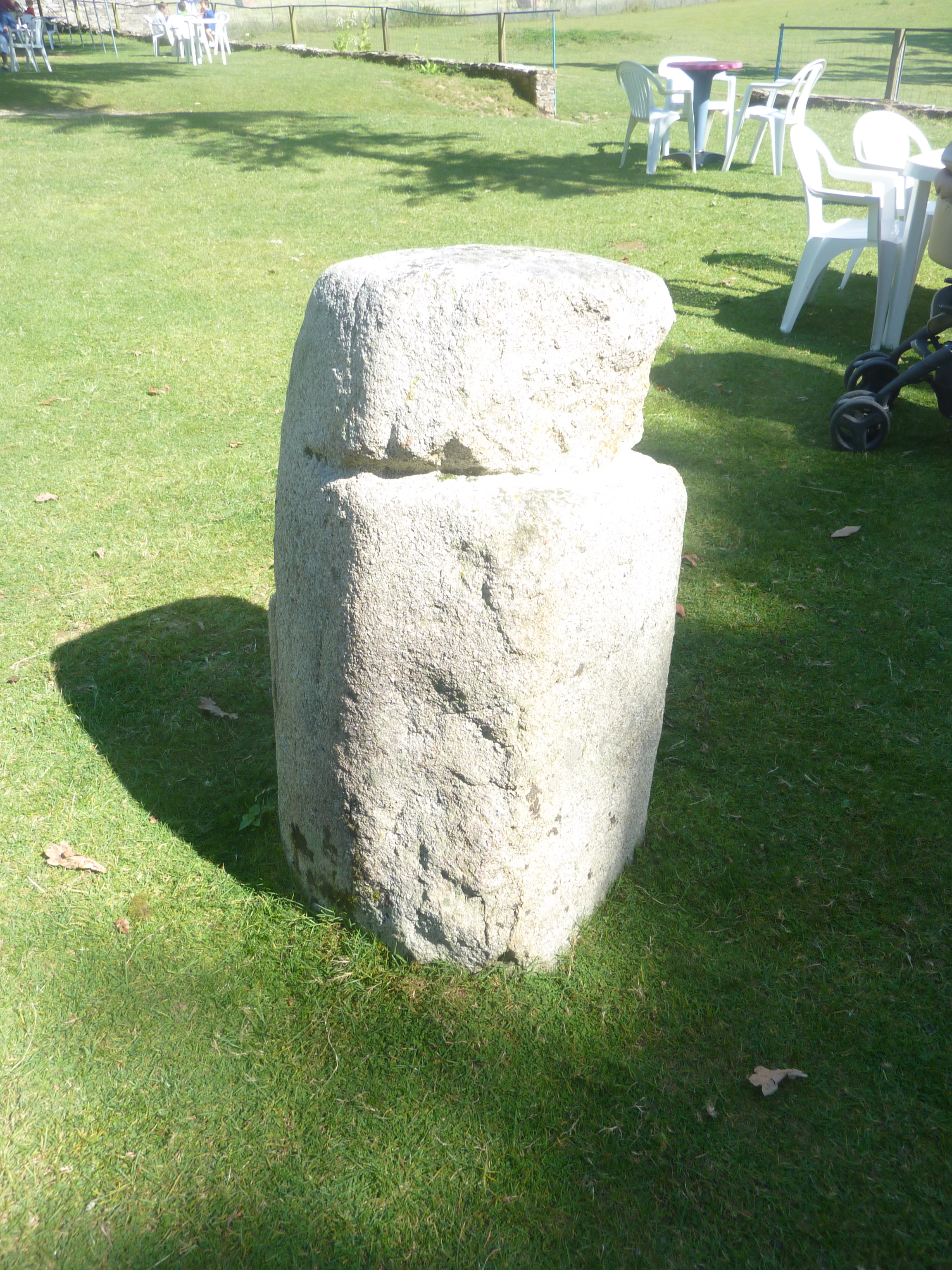
Stèle protohistorique de l'Âge du fer, époque de La Tène (parc animalier du Quinquis)

Des hommes sont déjà présents il y a plus de 300 000 ans (Homme de Néandertal). Un site de taille du moustérien a été découvert sur la commune utilisant une roche locale entre calcédoine et jaspe, ainsi que quelques outils très primaires (bifaces). Il est probable que, comme Plouhinec (site de Menez Dregan), Clohars-Carnoët possédait des abris en bordure de mer. L'éperon barré de Kergastel est situé sur la rive droite de la Laïta, face à celui d'Ar-Butten, situé sur la rive gauche et qui appartient à la commune de Guidel.
Au Néolithique, l'occupation humaine est attestée par la présence de dizaines de menhirs et d'allées couvertes dolméniques (une seule subsiste à Keroulic, mais très abîmée). Des menhirs subsistent à Lann ar Hoat (deux), Lanmeur et au bourg (Route de Quimperlé).
Pour l'âge du bronze, 203 haches en bronze servant de monnaie primitive ont été mises au jour au village de Kervennou-Pouldu.
Une stèle de l'Âge du fer, époque de La Tène, se trouve au lieu-dit Le Quinquis.

### Antiquité
Selon Félix Benoist, les Romains possédèrent un établissement au Pouldu : « On en voit les débris sur une pointe voisine de la baie et sur l'emplacement de la chapelle de Saint-Julien, où un tombeau de l'époque gallo-romaine a été découvert en 1846. Ce tombeau contenait, parmi des ossements, plusieurs flacons en verre ornés d'anses cannelées d'une forme élégante et deux médailles de Constantin. Ces objets antiques sont déposés au Musée de Quimper ».

### Moyen Âge
La région de Quimperlé formait au haut Moyen Âge le pagus Karnoued (ce nom se retrouve dans ceux de la forêt de Carnoët et de Clohars-Carnoët), un pays historique ; c'était un pagus, c'est-à-dire une subdivision administrative de la Cornouaille. La paroisse de Clohars-Carnoët provient du démembrement de l'ancienne paroisse primitive de l'Armorique de Mellac.

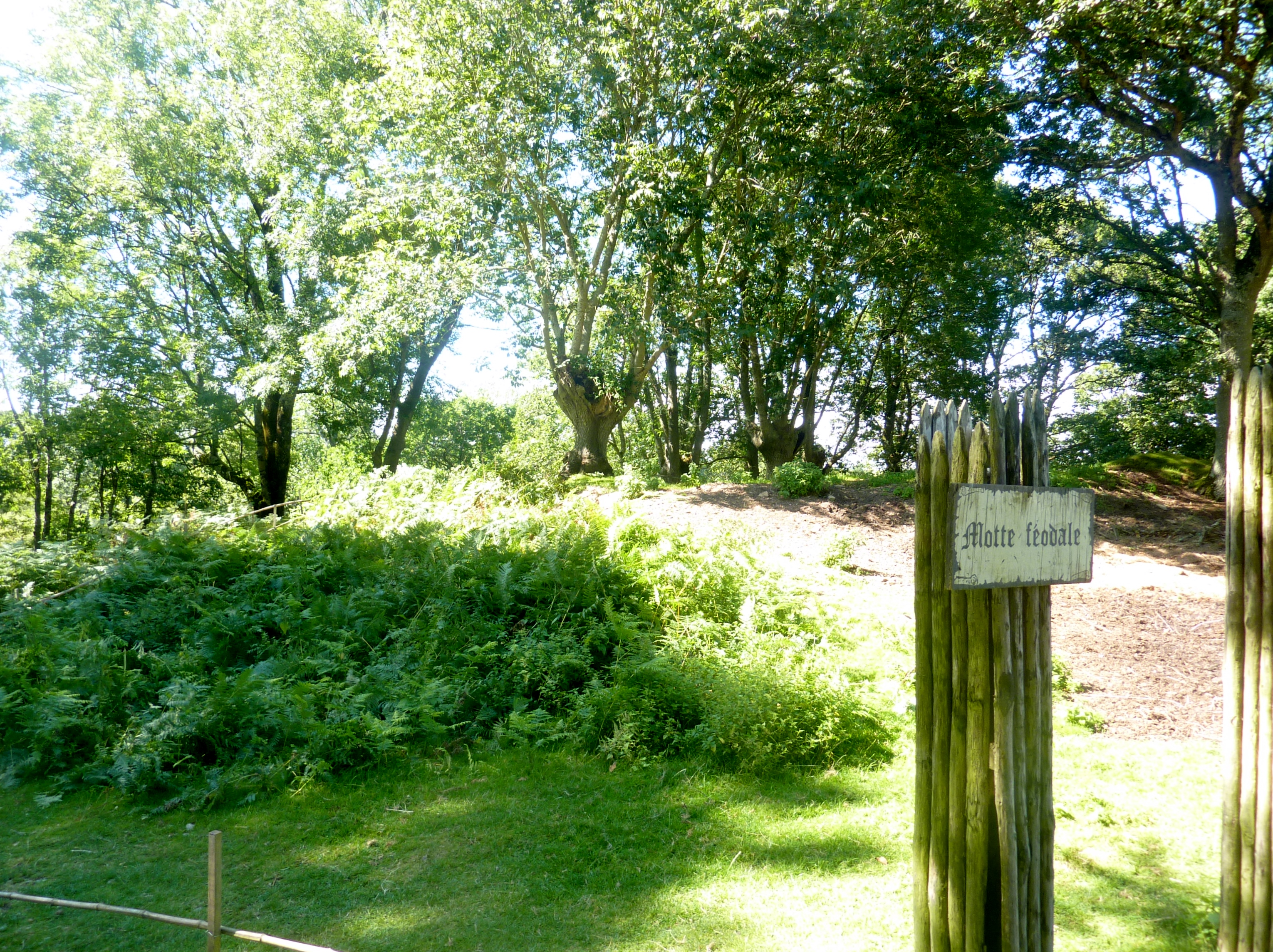
La motte féodale qui se trouve dans le parc animalier du Quinquis

Une motte féodale, qui a l'apparence d'un tumulus, se trouve au lieu-dit Le Quinquis, qui est un toponyme révélateur : quinquis en breton et son équivalent plessis en français, signifient clôture formée de branches entrelacées et a souvent pris le sens de manoir fortifié ou de motte féodale.
Vers 1031 la comtesse Judith, épouse d'Alain Canhiart, fait donation à l'abbaye Sainte-Croix de Quimperlé du petit port de Doëlan qui devient un prieuré, situé sur la rive droite de la ria, où les moines élèvent aussi une chapelle dédiée à saint Gurthiern.
En 1170, le duc Conan IV donne aux moines cisterciens de l'abbaye Notre-Dame de Langonnet plusieurs villages situés à proximité de la forêt de Carnoët. En 1177, Saint Maurice de Carnoët, alors abbé de l'abbaye Notre-Dame de Langonnet, y fonde près des rives de la Laïta une abbaye dénommée Notre-Dame de Carnoët, dont il est l'abbé jusqu'à sa mort en 1191. L'abbaye prend plus tard le nom d'abbaye Saint-Maurice de Carnoët.
Au début du XIIIe siècle, le duc de Bretagne Jean Ier Le Roux (1217-1286) fit construire autour de son château de Carnoët un « parc clos de bonnes murailles » où il élevait sangliers, cerfs et chevaux, le mur étant connu sous l'appellation de "Mur du Roi" ; ce parc (dit "Parc au duc") incluait la totalité de l'actuelle forêt de Carnoët, mais s'étendait bien au-delà vers l'ouest jusqu'aux abords du bourg de Moëlan.
Plusieurs chapelles fabriciennes existaient à la fin du Moyen Âge : Saint-Germain, Saint-Maudet, Saint-Julien, Saint-Morillon (aussi dédiée à saint Gurloës et située sur la rive gauche de Doëlan) ainsi qu'un prieuré Saint-Guillaume (ou Saint-Gurloes) situé sur la rive droite de Doëlan.

### Temps modernes
Dans son roman historique "Aliénor, prieure de Lok-Maria", Pitre-Chevalier évoque les « pâles habitants de Clohars et de Névez, à peine guéris de la famine et de la peste » à l'époque des Guerres de la Ligue.
En 1659, le père Julien Maunoir vint prêcher à Clohars-Carnoët.
Le port de Doëlan était depuis longtemps un port de pêche (pêchant principalement congres et merlus ; des sécheries de poisson sur la rive gauche et des presses à sardines sur la rive droite vers 1679) qui subit à partir du XVIe siècle la concurrence de la pêche lointaine à la morue et une sorte d'avant-port de commerce pour desservir Quimperlé (en évitant alors la remontée de la Laïta), mais devaient payer des redevances aux moines des deux abbayes de Saint-Maurice et de Sainte Croix.
Le cimetière entourant la chapelle du prieuré de Doëlan est utilisé jusqu'en 1739.

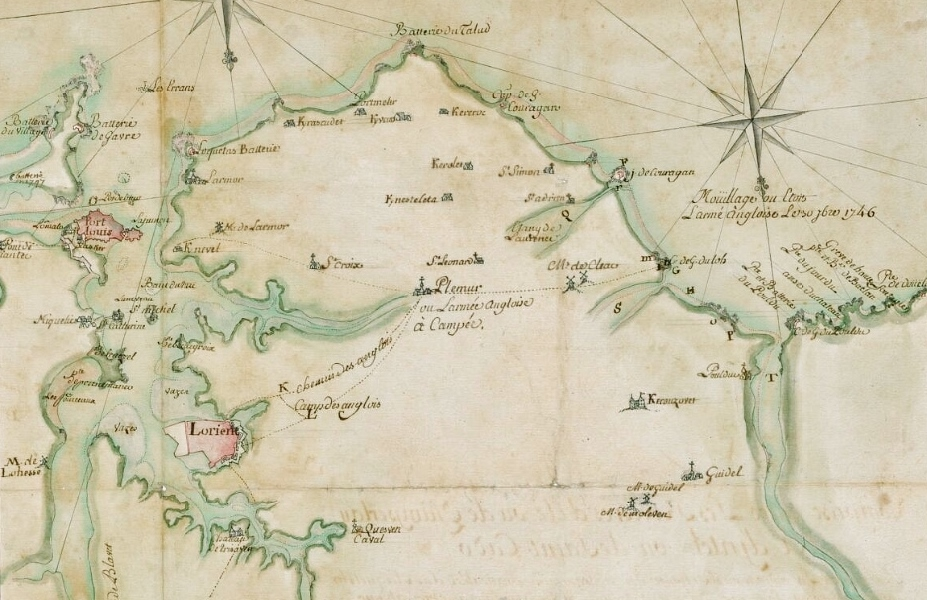
Carte de la Laïta et ses environs datant de 1758 et indiquant notamment l'emplacement des batteries.

Le 1er octobre 1746, dans le cadre de la Guerre de succession d'Autriche, une flotte anglaise de 52 navires, dirigée par Richard Lestock, débarque 5 000 hommes au Pouldu (côté Guidel, et non Clohars) dans le but d'attaquer Lorient. Mais une fois arrivés sous ses murs ils n'osent pas attaquer la ville, alors que celle-ci était sur le point de capituler. Ils rembarquent le 10 octobre, n'ayant perdu que 20 hommes et mettent le cap sur Quiberon.
En 1759 la paroisse de Clohars [le nom est écrit Clohar] devait chaque année fournir 33 hommes pour servir de garde-côtes.

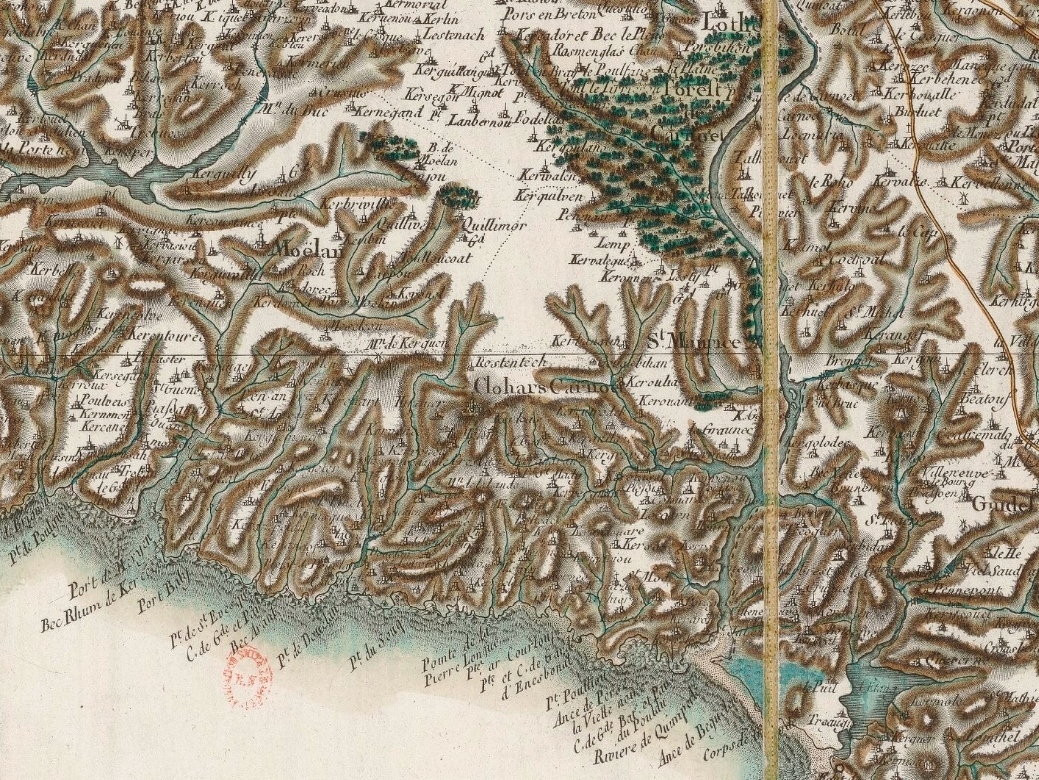
Carte de Cassini (1783) : paroisses de Moëlan et Clohars-Carnoët.

Jean-Baptiste Ogée décrit ainsi Clohars-Carnoët en 1778 :

« Cloharcarnoët ; à 9 lieues et demie au sud-est de Quimper, son évêché ; à 31 lieues de Rennes et à 2 lieues de Quimperlé, sa subdélégation et son ressort. Cette paroisse relève du Roi ; on y compte 2 400 communiants. La cure est à l'alternative. L'abbaye de Saint-Maurice est située dans Cloharcarnoët, au milieu de la forêt de Carnoët, qui appartient au Roi et contient environ 1 400 arpents de terrein [terrain] planté de bois, et plus de 600 autres arpents de landes. Outre cette forêt et les landes dont on vient de parler, ce territoire contient encre d'autres landes très étendues, dont le sol paraît excellent et qui seraient de bon rapport si elles étaient cultivées ; mais le peu d'activité et d'industrie des habitants les fait languir dans la misère, dans un pays où ils pourraient vivre avec aisance. Sa situation est très avantageuse, il est borné au sud par la mer et à l'ouest par la rivière de Laïta qui est considérable en cet endroit, par le flux et le reflux qui monte jusqu'à Quimperlé. »

Jacques Cambry écrit quelques années plus tard que « les communes maritimes de Clohars et de Moëlan ont de grands rapports, et par leur voisinage et par leur position : leurs terres sont excellentes, fortes sur la côte, couverte de froment ; légères dans l'intérieur. Le bétail est abondant, mais petit dans ce canton : on s'y procure des chevaux dans Pont-Croix, aux foires de Poul-David, on y nourrit peu de moutons, on pourrait en entretenir une grande quantité, dans un pays couvert de landes et de serpolet. Toute la côte, à trois quarts de lieue dans les terres, est dénuée de bois, excepté en quelques ormeaux. (...) Rien de curieux comme les anses variées de cette côte, garnies de forts, de postes, de signaux ».
.

### La Révolution française
En 1791, lors de la suppression de la commune, ancienne paroisse, de Lothéa, annexée par Quimperlé, quelques hameaux sont rattachés à Clohars-Canoët.
Sous l'influence de leur recteur Le Franc qui prêta le serment de fidélité à la Constitution civile du clergé (mais il abjura ce serment par la suite) et de Gabriel Hippolyte de Mauduit, 
capitaine au Régiment Royal de la Marine, qui acheta le château de Plaçamen (en Moëlan-sur-Mer) alors qu'il était bien national, major général des garde-côtes locaux, les habitants de Clohars-Carnoët se seraient montrés plutôt favorables à la Révolution française, du moins à ses débuts.
Gabriel de Mauduit mobilisa les garde-côtes, inspect les batteries d'artillerie de, Brigneau, Doëlan, Kerscecol et Kerhermain. Les ifs du cimetière de Clohars furent coupés afin que l'on puisse voir la mer et surveiller les vaisseaux ennemis depuis le clocher.
Le 27 messidor an III 3 000 Anglais débarquèrent à Belon et 2 000Chouans à Kervuen, entre Riec et Raguenez. Alexandre de Poulpiquet, dit "Sans-Quartier", lancé des actions punitive contre les "patriotes" (partisans de la Révolution), par exemple le soir du 24 fructidor an III à Moëlan. Il fut fusillé par les troupes révolutionnaires le 12 brumaire an III sur la place Saint-Michel, alors dénommée place au Soleil, à Quimperlé.
Le général Meunier fit disposer quelques navires pour garder le passage du Pouldu au niveau de l'embouchure de la Laïta, mais les Chouans passaient librement plus en amont, notamment au niveau de l'abbaye Saint-Maurice.

### LeXIXesiècle

#### Clohars-Carnoët décrit vers 1843
Pendant la monarchie de Juillet, la municipalité de Clohars-Carnoët refusa de voter les fonds nécessaires à la création d'une école en application de la loi Guizot, prétendant que l'instruction est nuisible et rend les ouvriers et les cultivateurs plus fainéants.
A. Marteville et P. Varin, continuateurs d'Ogée, décrivent ainsi Clohars-Carnoët en 1843 :

« Clohars-Carnoët (sous l'invocation de la Vierge, le 15 août). Principaux villages : Kernénez, Garlouer, Kerbalanen, Saint-Mady, Kervidelouze, Kerangoff, Kerdraval, Kerhaco, Pouldu. Superficie totale : 3 481 hectares dont (...) terres labourables 1 702 ha, prés et pâturages 173 ha, bois 114 ha, canaux et étangs 3 ha, landes et incultes 1 139 ha (...). Moulins : 8 (de Kerangoff, de Larmor, du Cag, de la Lande, de Saint-Mady, du Moign, à vent ; du Quinquis, de Douélan [Doélan], à eau). Maisons remarquables : château du Penclou [Pencleu], manoir de Saint-Maurice. Toute la côte de Clohars-Carnoët est très belle d'aspect et hérissée de rochers. On y remarque les corps de garde de Douélan, d'Enesbonal, et Poulliou (avec batterie) ; les petits ports du Pouldu et de Douélan (à ce dernier il y a un bureau de douane). Outre l'église, il y a plusieurs chapelles, entre autres Saint-Jacques, Saint-Maurice (ancienne abbaye), Saint-Maudez. (...) Il y a dans la commune de Clohars-Carnoët quatre établissements de pêche à sardines, appelés presses : trois se trouvent à Douélan, et le quatrième à Portsac'h. Vingt-sept bateaux attachés à ces établissements occupent cent trente-cinq hommes. Indépendamment de ces hommes d'équipage, qui fournissent plus tard bons matelots à la marine de l'État, beaucoup d'autres personnes vivent du produit de cet important commerce de sardines, en les transportant fraîches dans les différentes villes de consommation, au moyen de navires, de voitures ou de chevaux. (...) Géologie : constitution granitique ; micaschiste dans le sud du bourg. On parle le breton. »

En 1846 un sarcophage en plomb fut découvert dans l'ancienne chapelle Saint-Julien lors de travaux visant à la transformer en maison d'habitation.

#### Le Mât Pilote du Pouldu

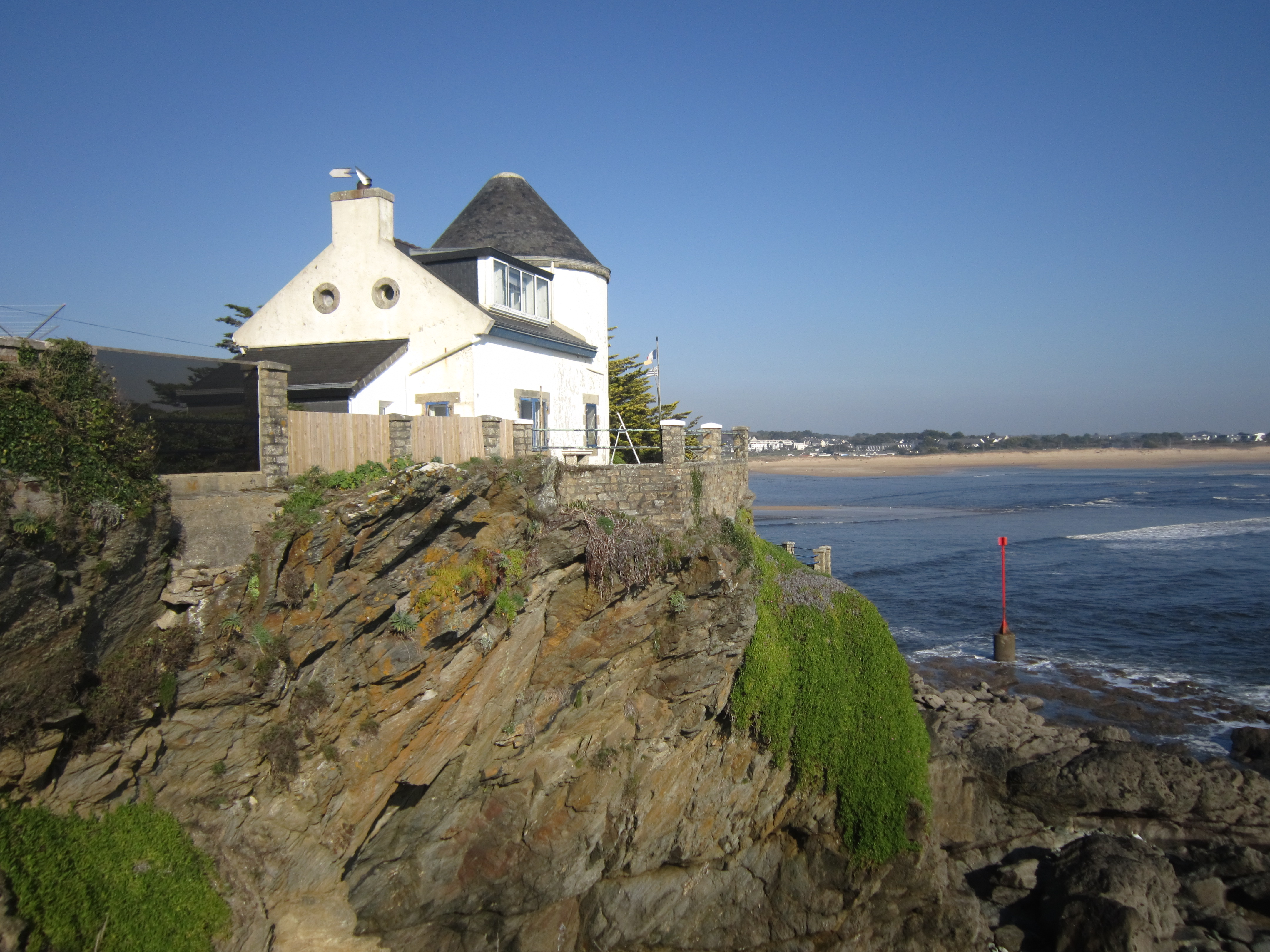
La maison du Mât Fénoux du Pouldu.

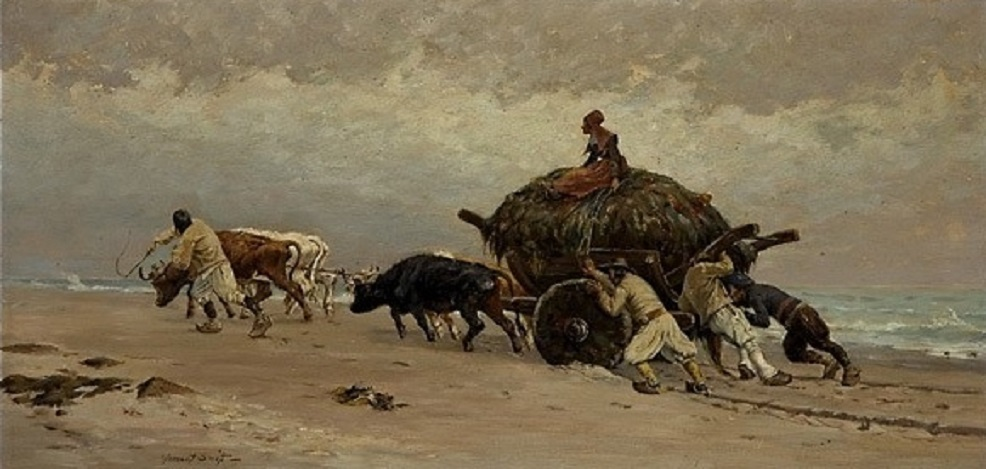
Clement Nye Swift : Ramasseurs de goémon (région de Pont-Aven)

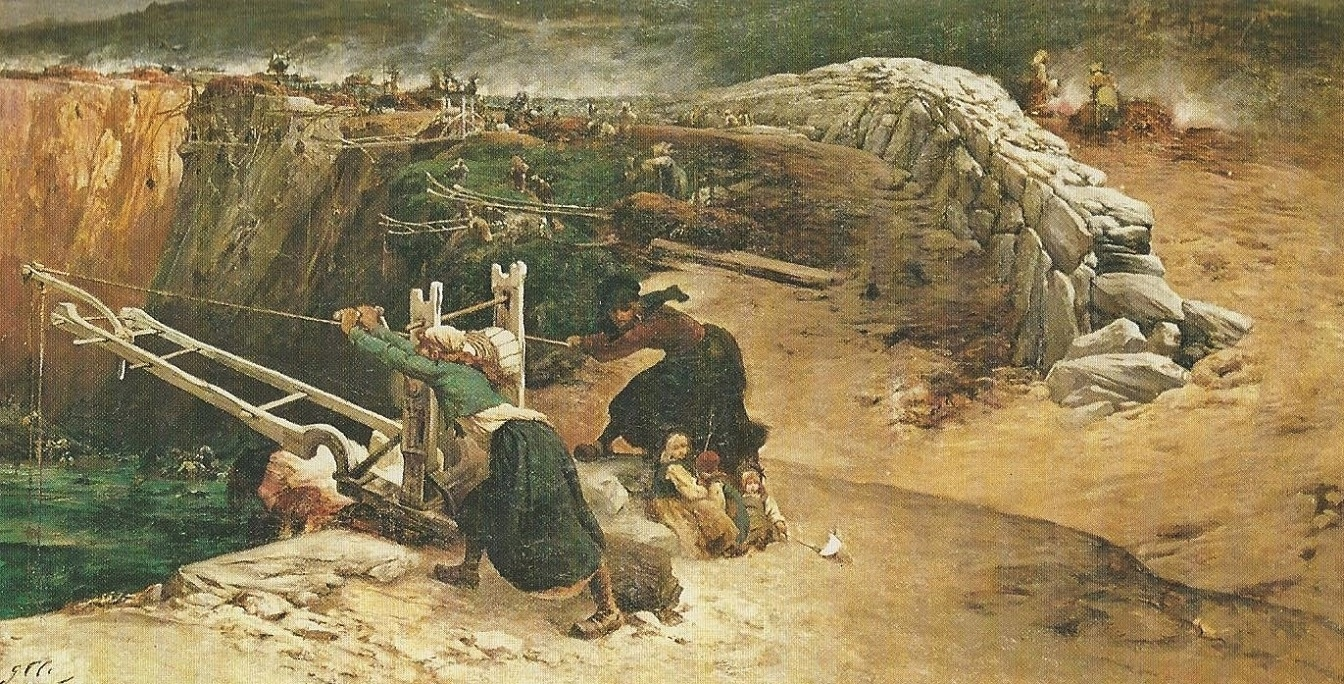
Georges Clairin : Les brûleuses de varech à la Pointe du Raz (1882). La scène représentée par le peintre correspond à la description ci-contre, même si l'endroit est différent

Le Mât Pilote (dit aussi Mât Fénoux) du Pouldu est mis en service en 1847. Cette sorte de sémaphore à usage civil était doté d'une tour servant de support à un mât de 15 mètres de haut équipé à son sommet d'une grande flèche mobile que l'on pouvait orienter à partir du sol. Il servait à guider les navires entrant dans la Laïta lorsque l'état de la mer ne permettait pas aux pilotes d'aller les guider et d'éviter les nombreux bancs de sable de l'estuaire. Des mâts Fénoux analogues furent installés à Audierne et Port-Louis. Celui du Pouldu fut désaffecté en 1924.

#### La vie agricole et le ramassage des goémons
Lors du recensement de 1851 Clohars- Carnoët comptait 1 504 personnes exerçant une profession agricole, soit 57,3 % de la population totale. En 1886 2 577 habitants vivent directement de l'agriculture (71 % de la population totale) et environ 500 personnes dans les professions liées à l'agriculture (selliers[Lequel ?], charrons, sabotiers, tonneliers, etc.) ; de plus 78 personnes étaient bûcherons ou charbonniers.
La vie agricole à Clohars-Carnoët est ainsi décrite en 1852 :

« À Clohars (...) on voit des landes immenses dont les habitants riverains et propriétaires jouissent en commun. (...) Il y a quelques prairies, comme celles qui bordent la Laïta, de Quimperlé à Clohars-Carnoët, où les animaux sont menés à la pâture, depuis la fauchaison jusqu'au mois de mars ; mais la vaine pâture sur les prés doit être considérée comme un fait exceptionnel ; en général, les prés sont clos et profités exclusivement par le propriétaire. (...) On voit sur les hautes falaises, ou les champs bordiers à pic, des travaux en maçonnerie ou en pierres sèches, soit pour déposer les goémons, soit pour faciliter leur transport sur les terres. Ces travaux sont souvent de véritables usurpations, et donnent à la longue un droit réel sur les fonds d'autrui ; car la possession publique et continue d'un travail de main d'homme est constitutive, lapsus temporis, d'une servitude active au profit de l'auteur de la construction. Le cultivateur qui ne possède pas un champ bordier recherche avec soin un lieu convenable pour déposer ses goémons, et surtout pour se procurer le goémon flottant, si difficile en certains lieux à hisser au haut des falaises escarpées où les flots l'entasse ordinairement. On nomme "croc à goémon" l'appareil consistant en un poteau solidement fixé sur la cime de la falaise, auquel on adapte une corde à poulie, servant à monter et à descendre le panier ou mannequin, dans lequel on met le goémon retiré des flots. C'est ainsi qu'on parvient à retenir un engrais qui autrement serait emporté sur des plages éloignées par la marée descendante. Le tout est de saisir les moments favorables ; car partout où la plage est étroite, le goémon flotte, mais n'échoue point. (...) Mais les pêcheurs de goémon ont à lutter contre une grande difficulté d'une autre espèce, le défaut de chemins et passages pour les charrettes. C'est ce qui décourage souvent le cultivateur, qui craint de perdre en procès le fruit des peines et soins qu'il prend pour avoir cet engrais estimé. »

Le site de Stang Nabec a conservé des traces de cette ancienne activité goémonière.

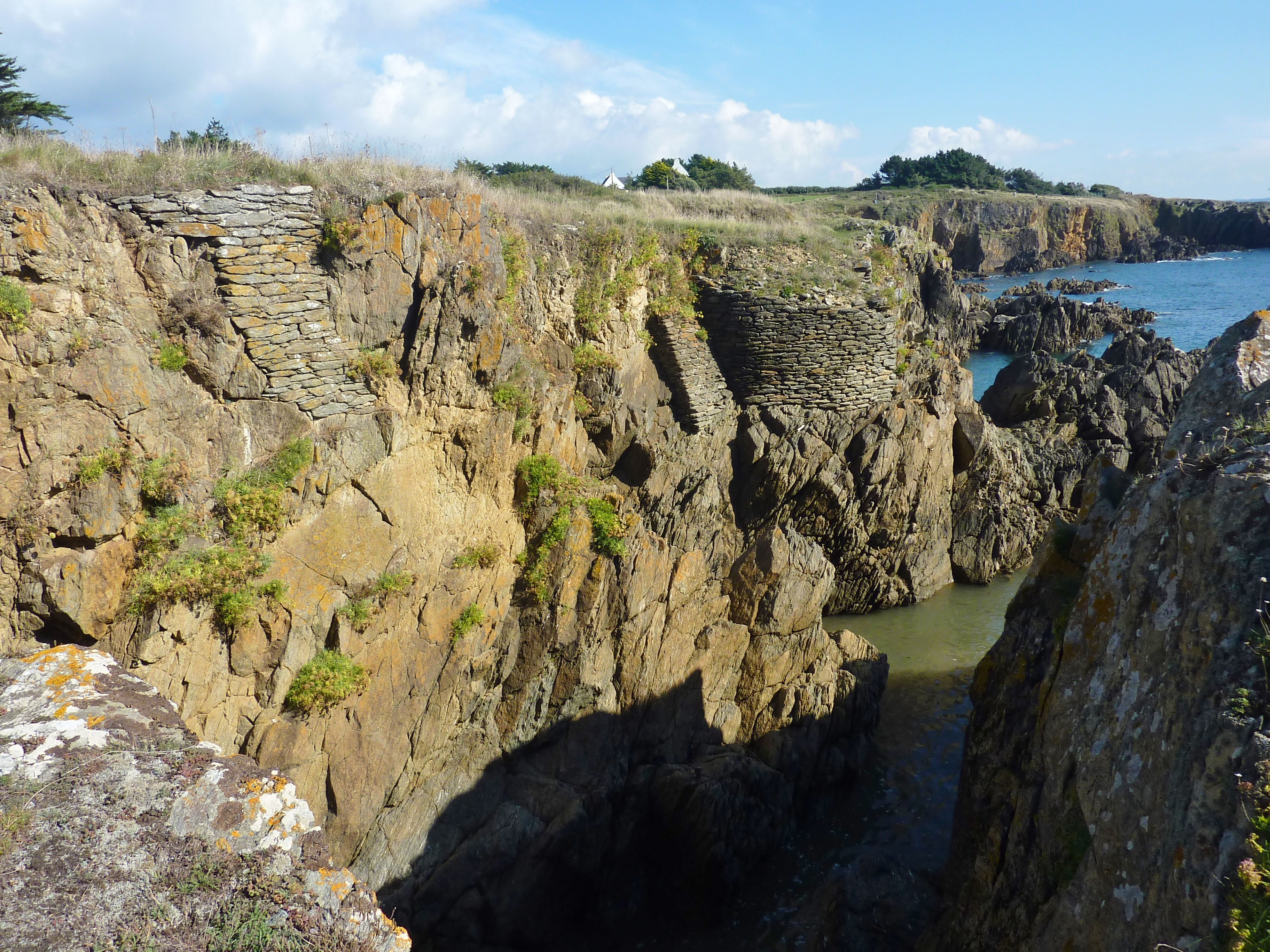
Stang Nabec : restes de murs construits à l'aplomb de la falaise par les goémoniers 1
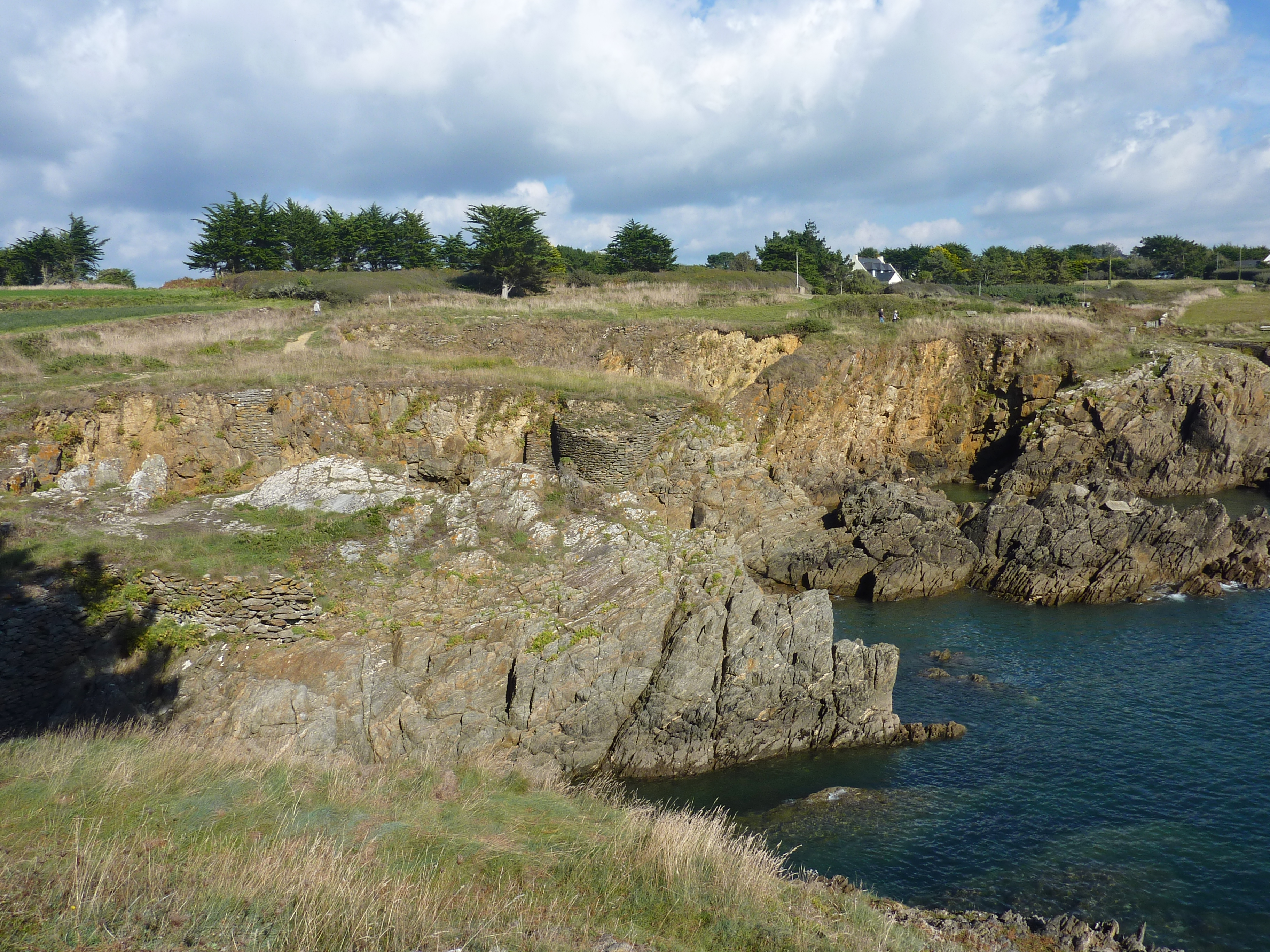
Stang Nabec : restes de murs construits à l'aplomb de la falaise par les goémoniers 2
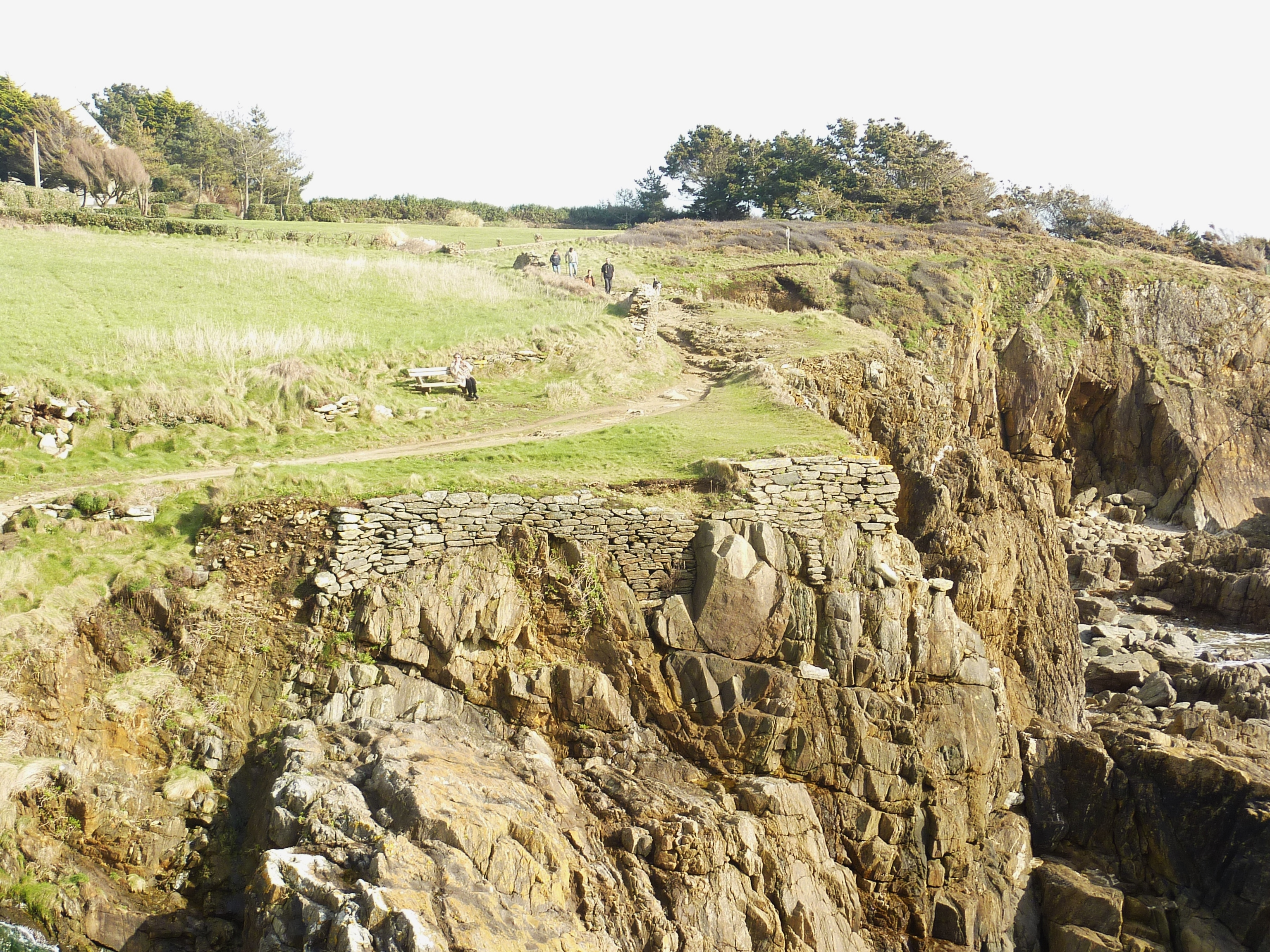
Stang Nabec : restes de murs construits à l'aplomb de la falaise par les goémoniers 3
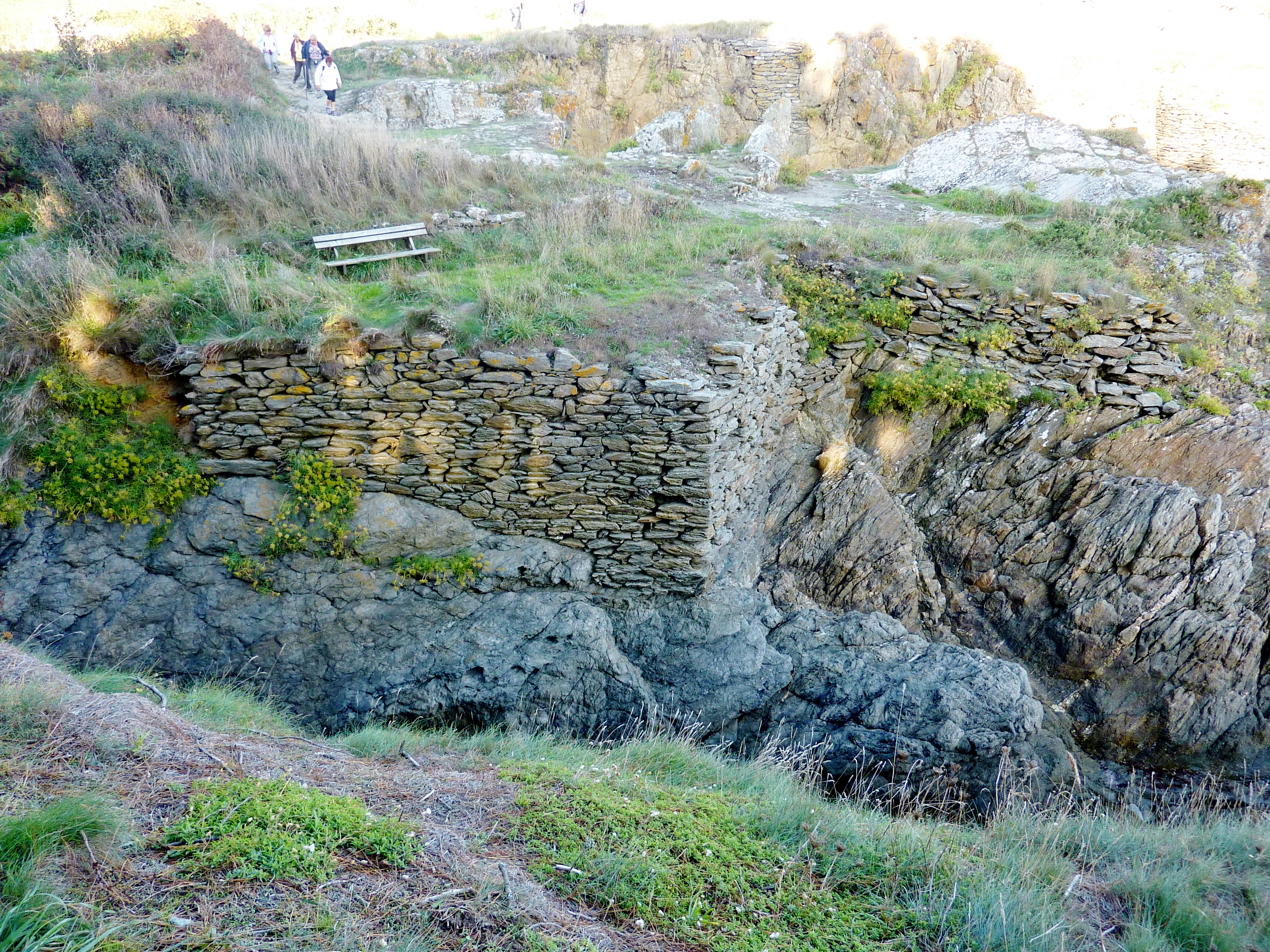
Stang Nabec : restes de murs construits à l'aplomb de la falaise par les goémoniers 4
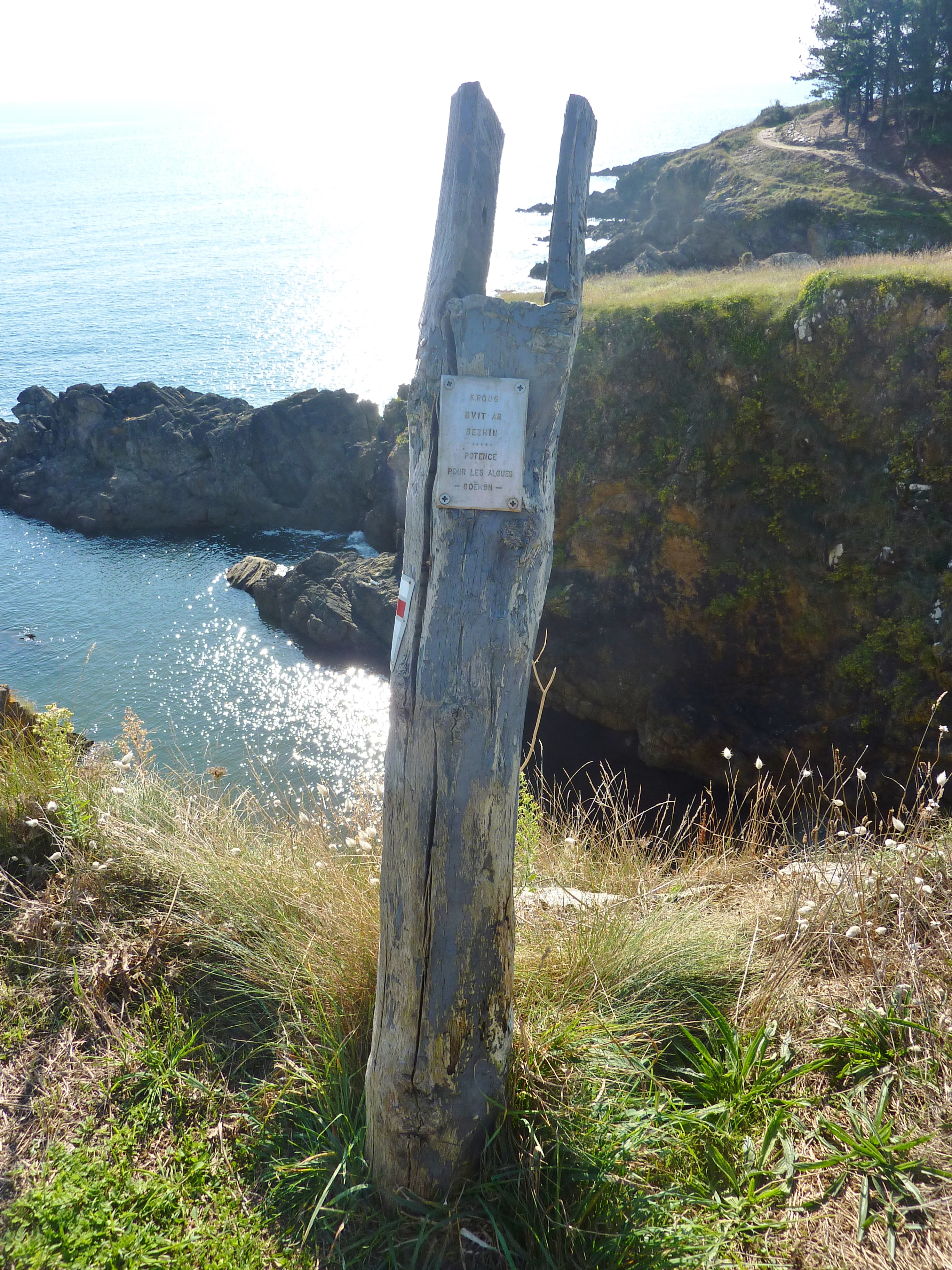
Stang Nabec : potence en bois ayant servi à la remontée du goémon depuis la plage jusqu'au sommet de la falaise

#### Les écoles de hameaux de Doëlan et de Saint-Maudet
Selon un document déposé au Corps législatif 245 des 326 conscrits de Clohars-Carnoët pour la période allant de 1858 à 1867 ne savaient ni lire ni écrire.
Fin XIXe la construction de 67 écoles de hameaux a été autorisée dans le Finistère par deux décrets :
- Le décret du 25 octobre 1881 qui a délégué une subvention pour 18 écoles de hameaux sur l'arrondissement de Quimperlé ; toutes ont été bâties  dont 2 à Clohars-Carnoët (Doëlan et Saint-Maudet).
- Le décret du 14 mars 1882 qui a délégué une subvention pour 50 écoles de hameaux sur les quatre autres arrondissements du département (Brest, Châteaulin, Morlaix, Quimper) à choisir dans les communes « dont le territoire est le plus étendu et les ressources les plus restreintes » ; 49 ont été bâties[74].

#### Une épidémie de fièvre typhoïde en 1878
En 1878, une épidémie de fièvre typhoïde oblige le sous-préfet de Quimperlé à fermer temporairement l'école des Sœurs.
Un témoignage atteste qu'un dernier loup a été tué à Clohars-Carnoët en 1892 ; un ruisseau de la forêt de Carnoët s'appelle le "ruisseau de la Fontaine au Loup".

#### Les peintres du Pouldu

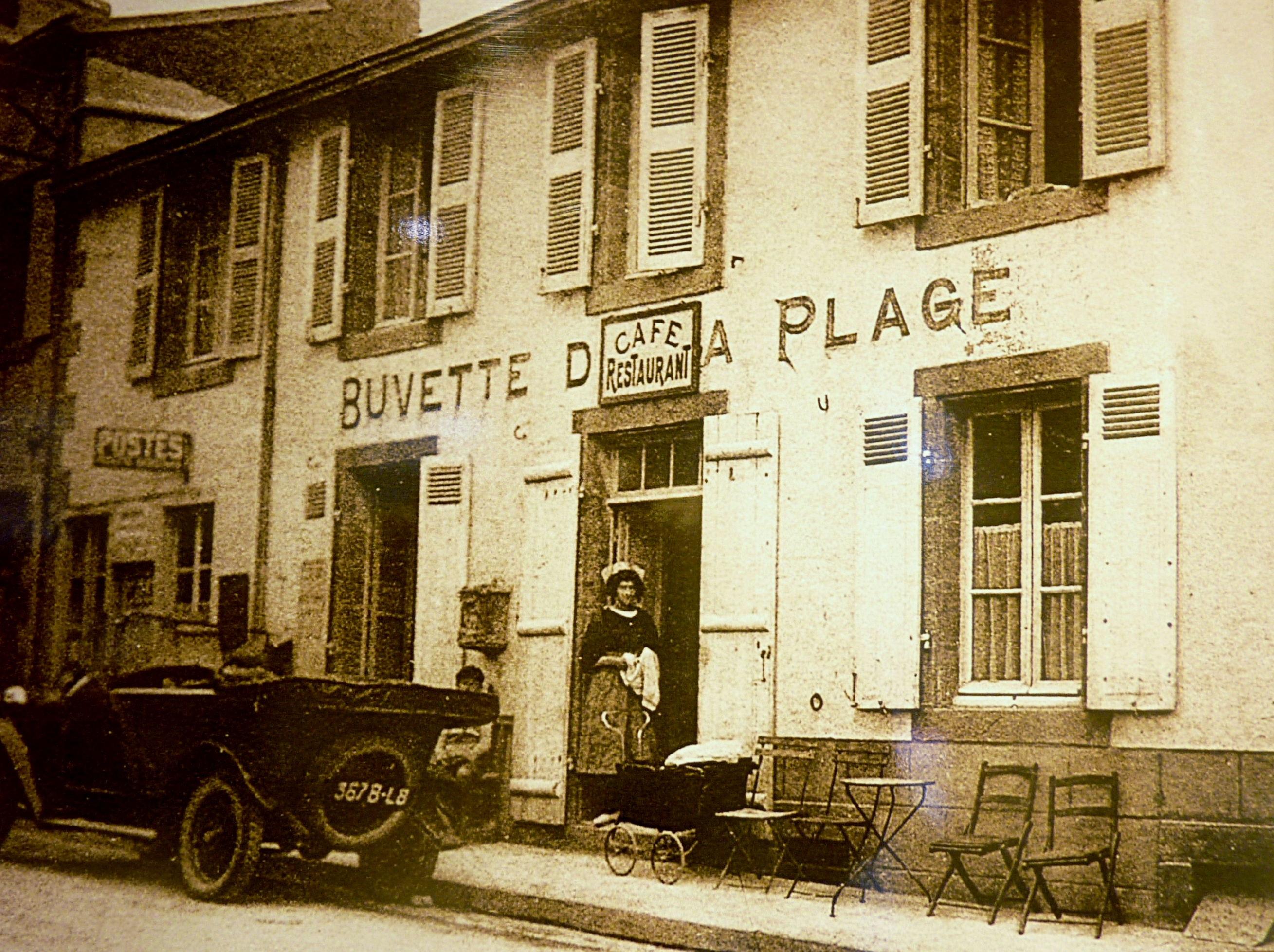
La "Buvette de la Plage" ("Maison de Marie Henry") au Pouldu vers 1900.

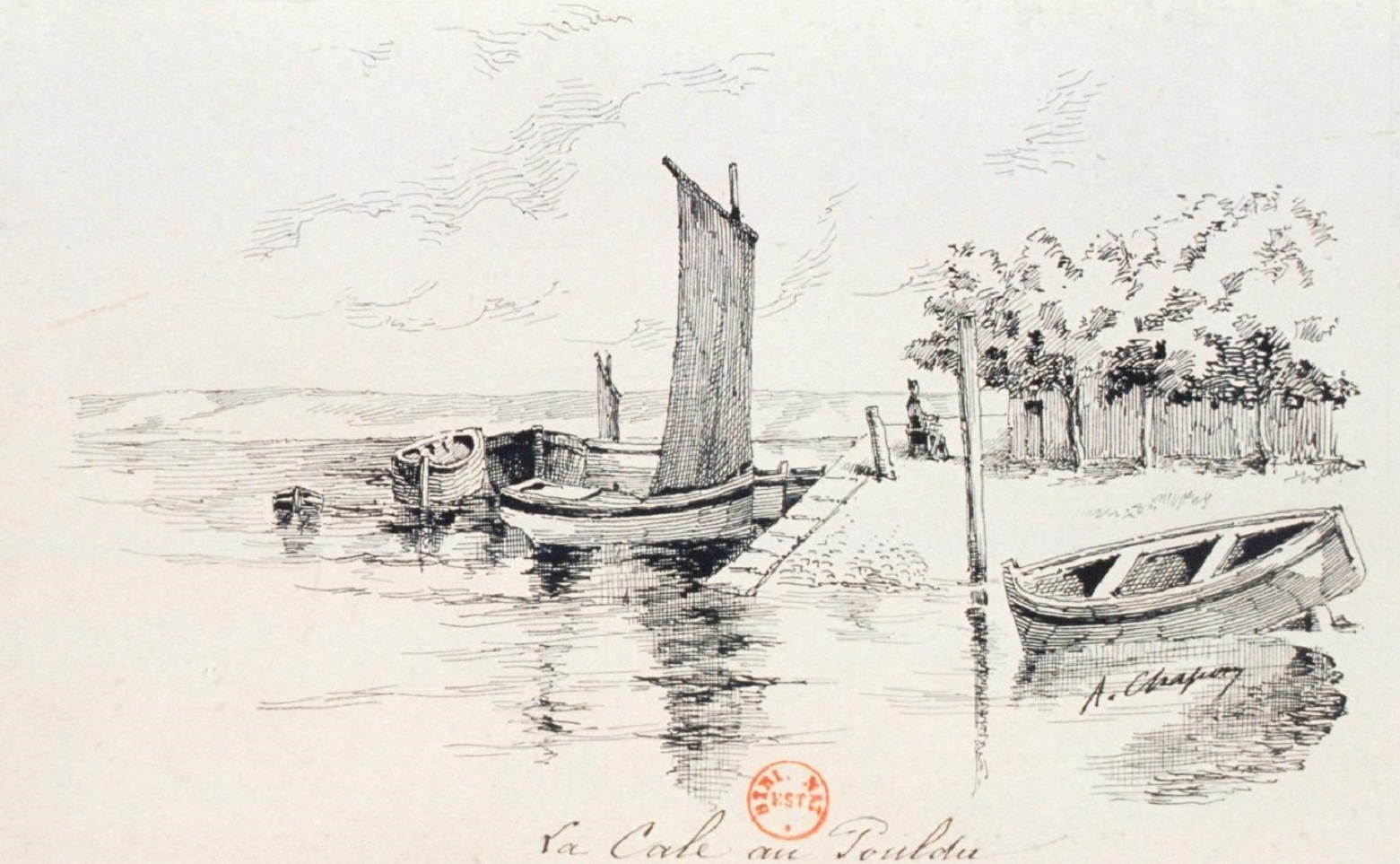
La cale au Pouldu au XIXe siècle (dessin de A. Chapon, Bibliothèque nationale)

Plusieurs peintres et artistes de l'École de Pont-Aven ont aussi fréquenté le village du Pouldu à la fin du XIXe siècle et au tout début du XXe siècle. En 1887, Marie Henry fait construire la Buvette de la Plage qui a au début pour clientèle les pêcheurs et goëmoniers locaux. Mais le 2 octobre 1889, Paul Gauguin et le hollandais Meyer de Haan, viennent y prendre pension, rejoints ensuite par Paul Sérusier et Charles Filiger. Peu après, Henry Moret s'installe à proximité, au port du Bas-Pouldu. D'autres peintres (Émile Bernard, Maxime Maufra, etc.) et écrivains (par exemple André Gide) fréquentent aussi la Buvette de la Plage où sont organisées de joyeuses soirées musicales. À l'automne 1889, les pensionnaires de l'auberge de Marie Henry décorent de fresques tout l'intérieur de la maison ; parmi elles, le tableau le plus connu est probablement Marie Henry allaitant son enfant, de Meyer de Haan, qui fut son amant. Paul Gauguin quitta définitivement la Buvette de la Plage et Le Pouldu le 7 novembre 1890. Les fresques de la Buvette de la Plage ont été vendues et dispersées par la suite, mais une reconstitution en a été faite dans une maison analogue en 1989.
L'auberge de Marie Henry a donc été un lieu d'accueil et de rencontre des peintres. Un itinéraire appelé Le Chemin des peintres parcourt la commune, autour des tableaux représentant divers endroits qui ont inspiré ces peintres. Parmi eux Henry Moret, Paul Gauguin, Meyer de Haan, Paul Sérusier, Armand Seguin, Roderic O'Conor, Émile Dezaunay, Charles Filiger, Alfred Jarry, Jan Verkade, Jean-Bertrand Pégot-Ogier, Maurice Denis, Marius Gourdault, Childe Hassam,  Nicolas Tarkhoff, Wladyslaw Slewinski, Adolphe Otto Seligmann, Élisabeth Sergueevna Krouglikova,, etc. et la sculptrice Olga Popoff, sculptant notamment Famille bretonne près d'un puits (Le Pouldu) (1907, musée des beaux-arts de Pont-Aven).

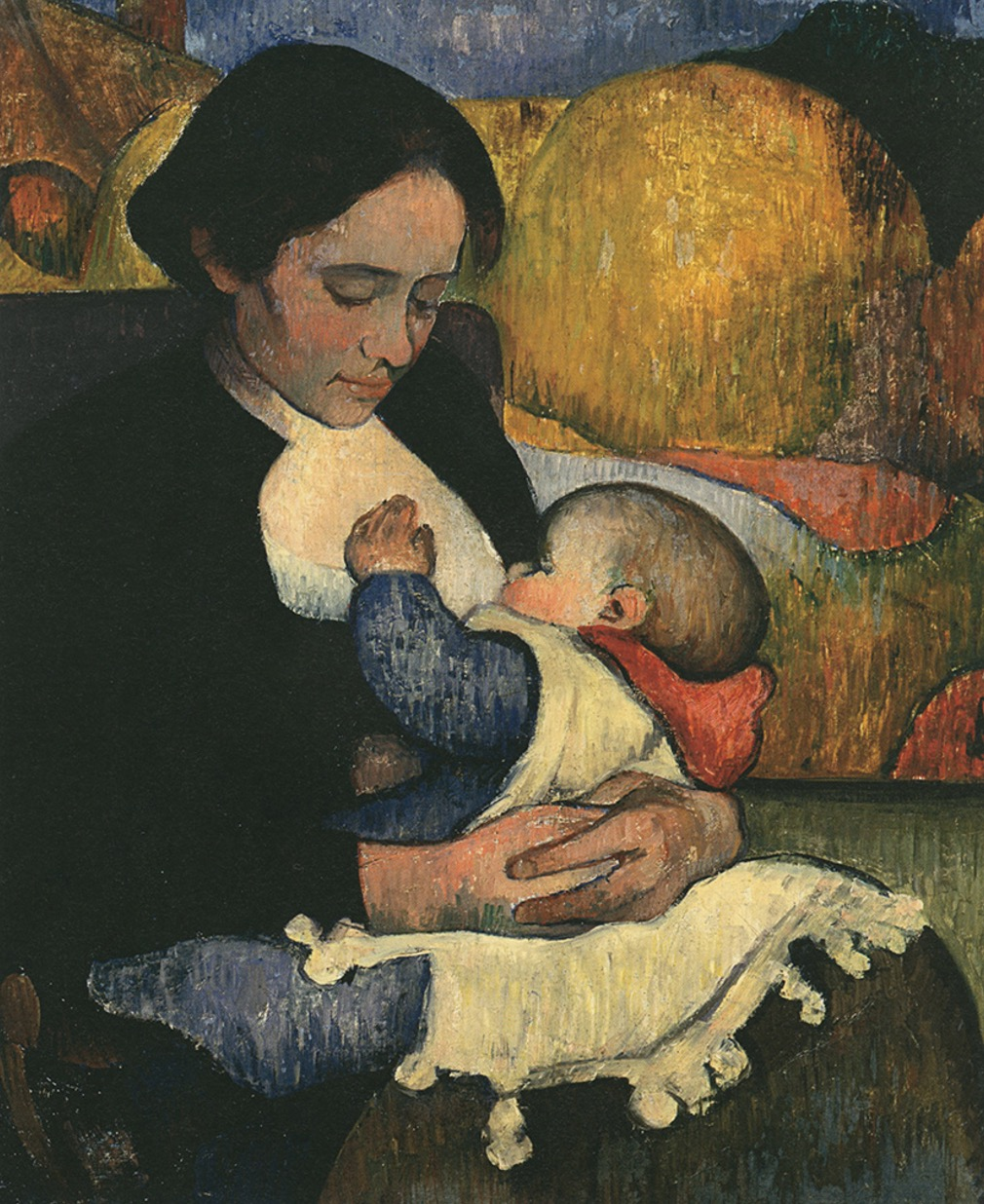
Meyer de Haan : Marie Henry allaitant son enfant (1889).
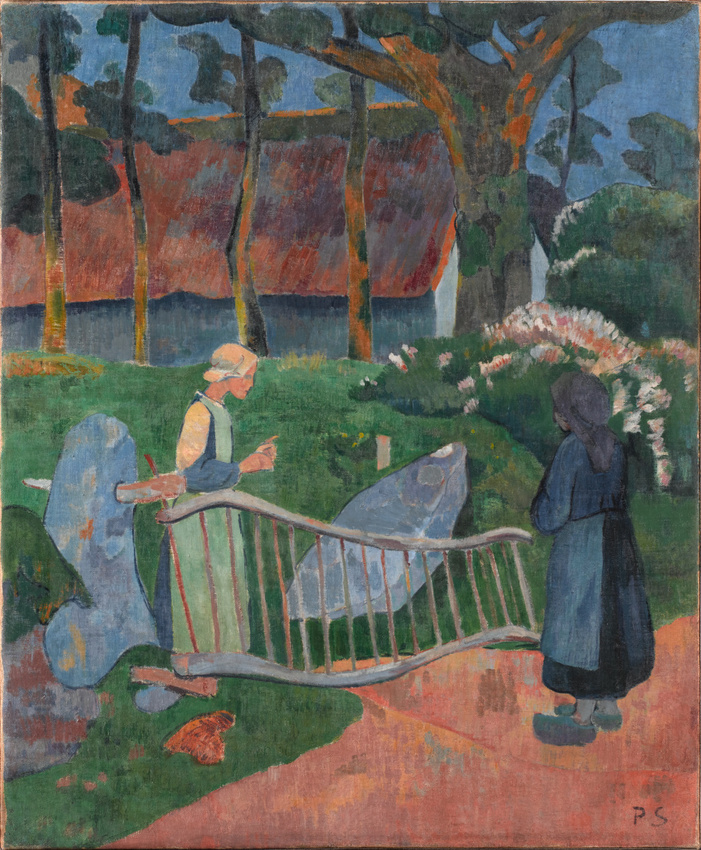
Paul Sérusier : La barrière fleurie, Le Pouldu (1889).
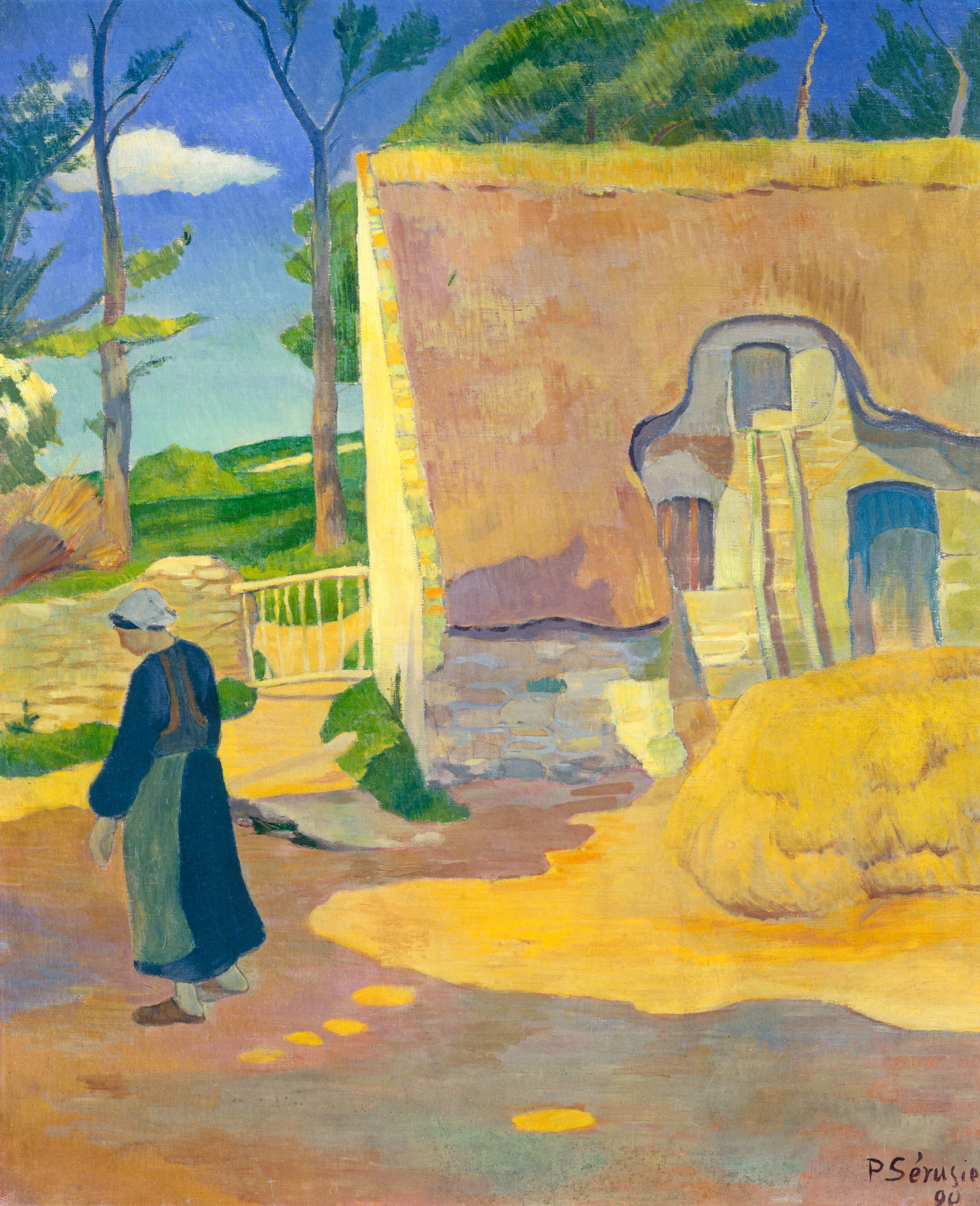
Paul Sérusier : Ferme au Pouldu (1890).
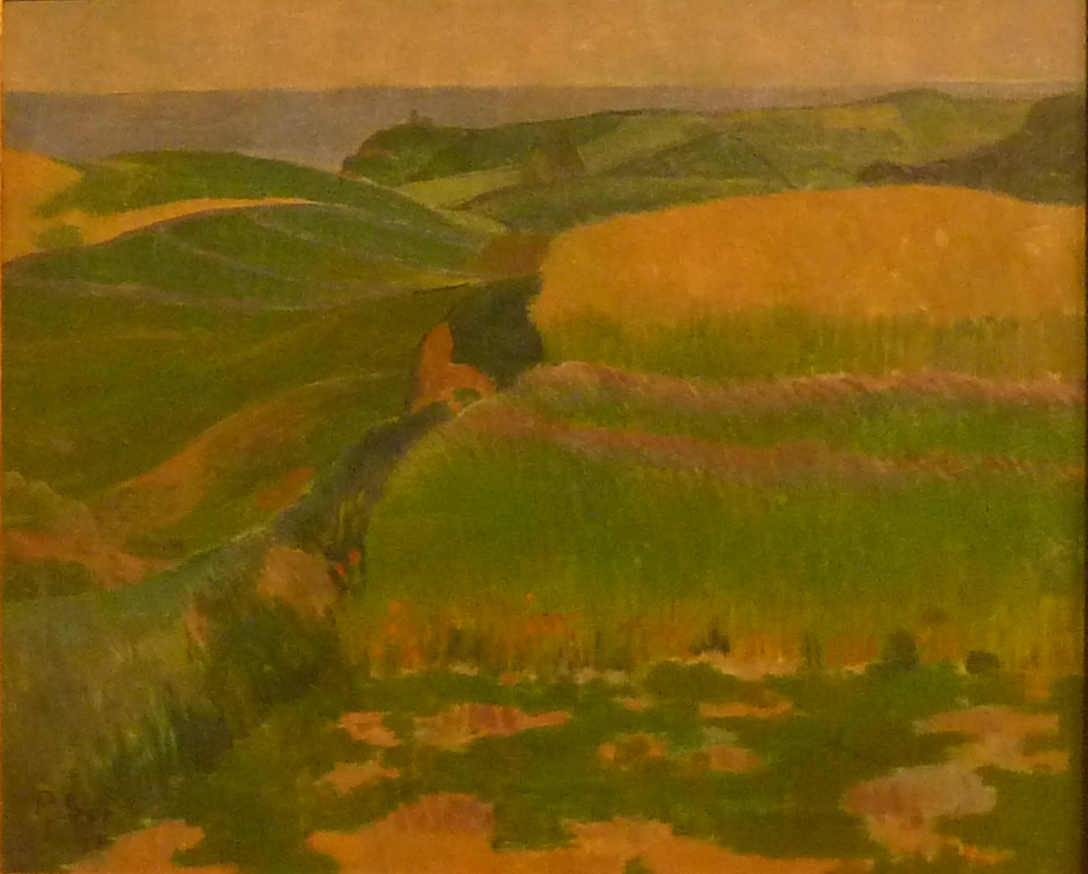
Paul Sérusier : Les blés verts (huile sur toile, 4e quart du XIXe, musée des beaux-arts de Brest).
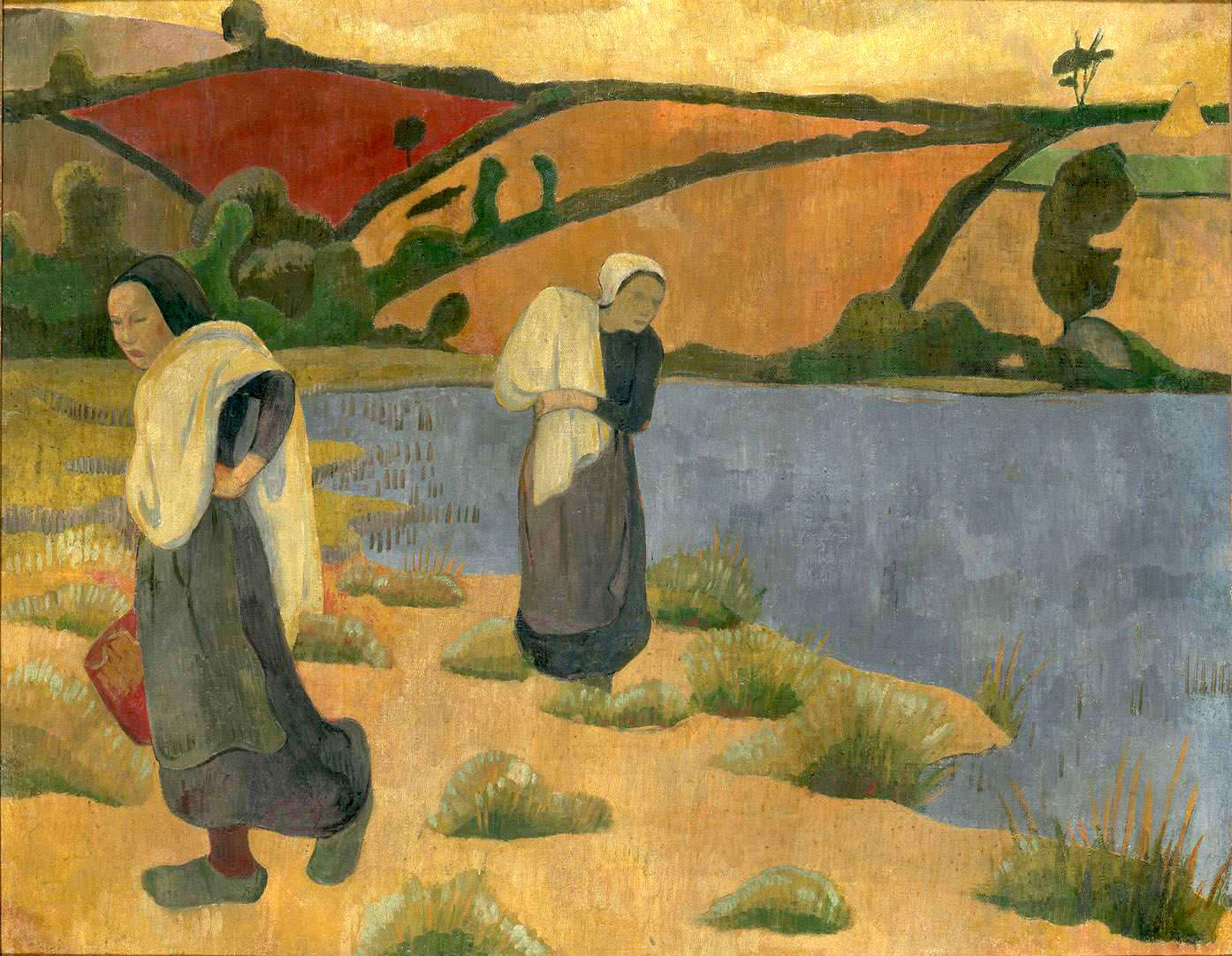
Paul Sérusier : Les laveuses à la Laïta.
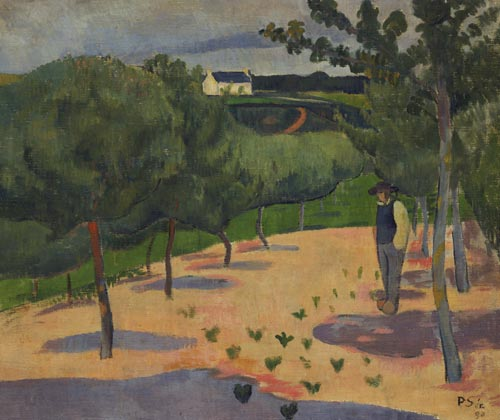
Paul Sérusier : Printemps à Pouldu.
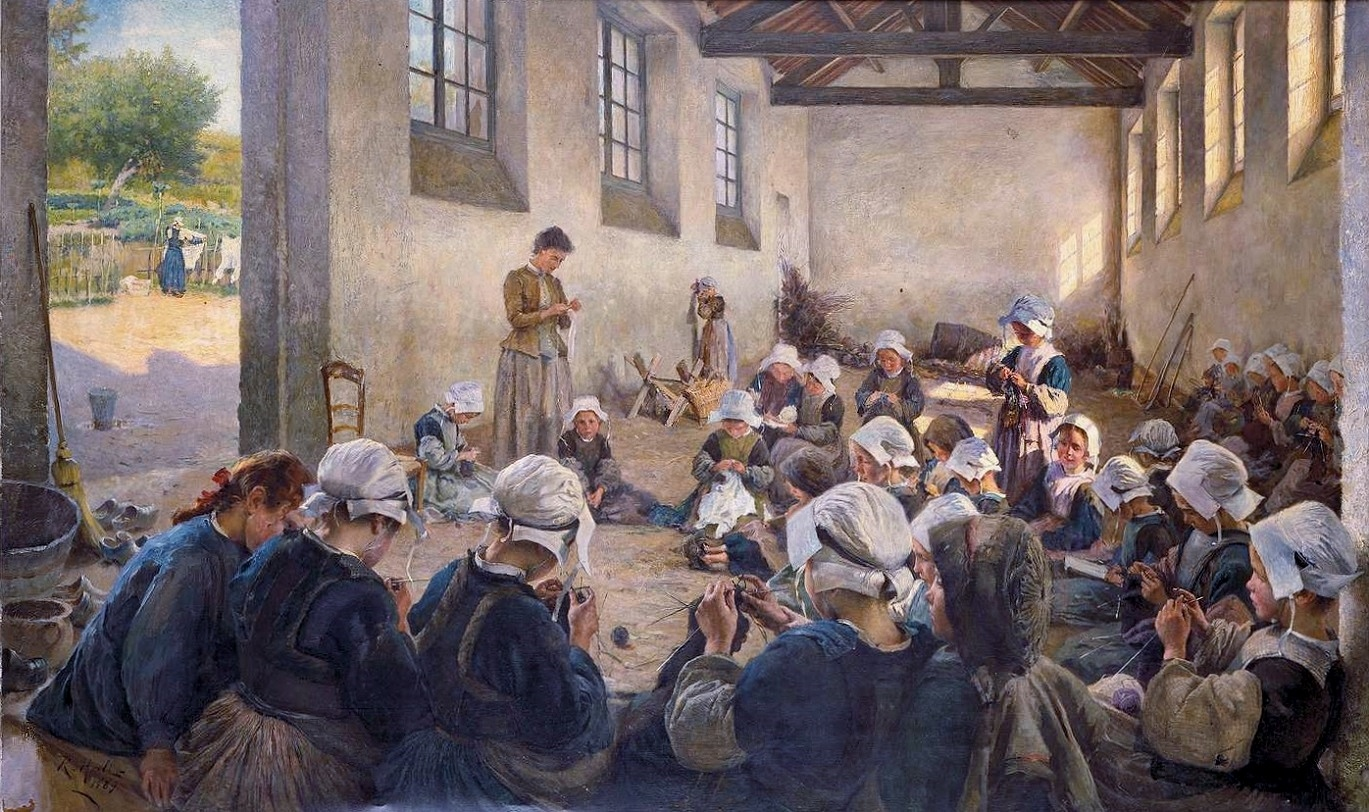
Richard Hall : La classe manuelle. École de petites filles (1890, musée des beaux-Arts de Rennes).
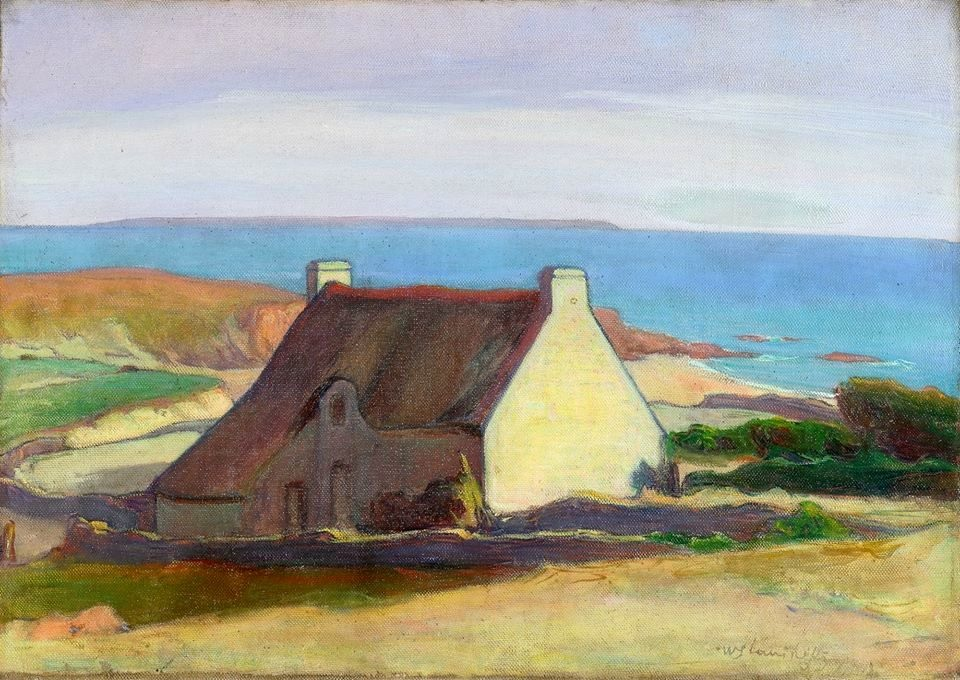
Wladyslaw Slewinski : Chaumière au Pouldu (vers 1892).
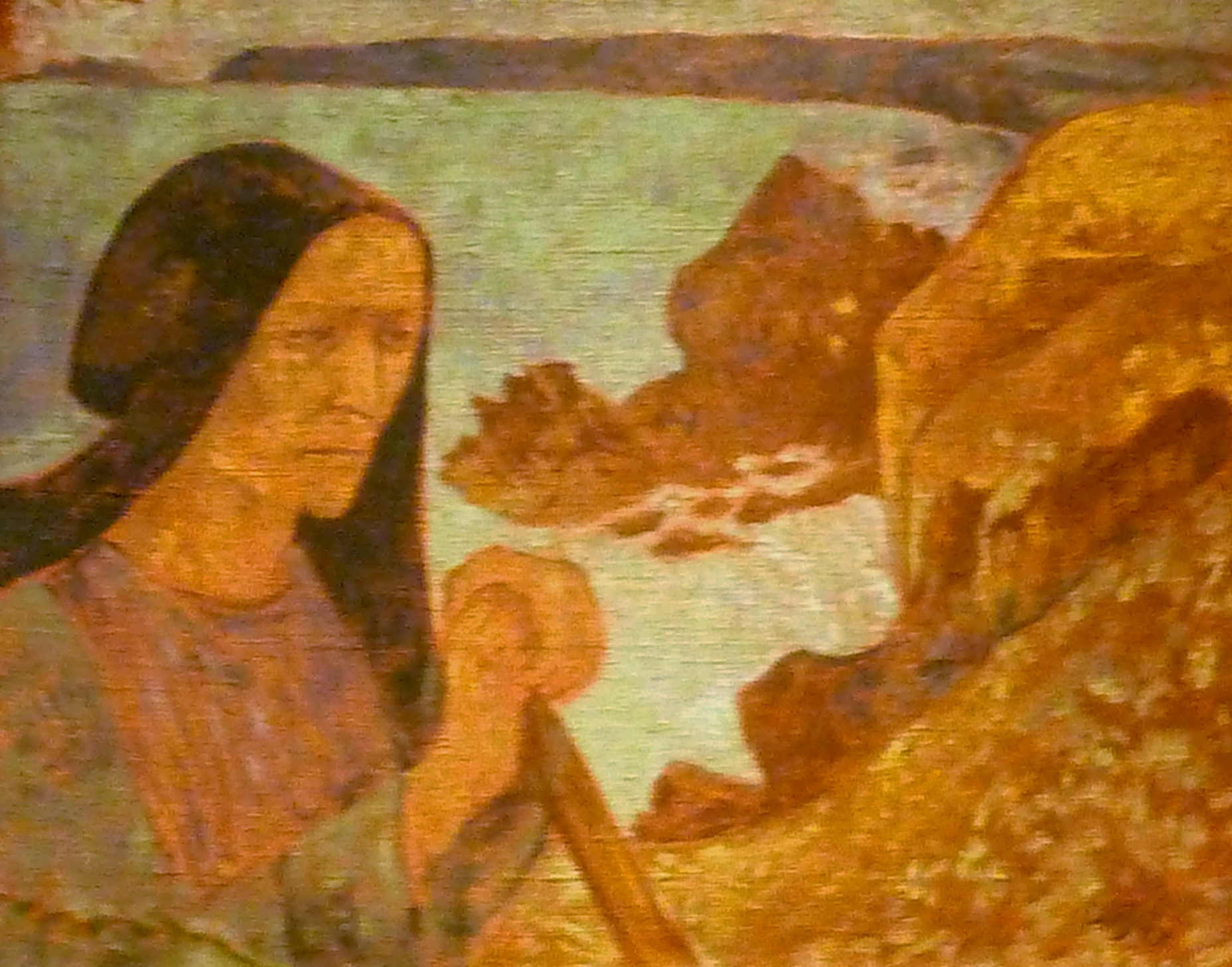
Paul Sérusier : La vieille du Pouldu (vers 1889-1893, musée des beaux-arts de Quimper).
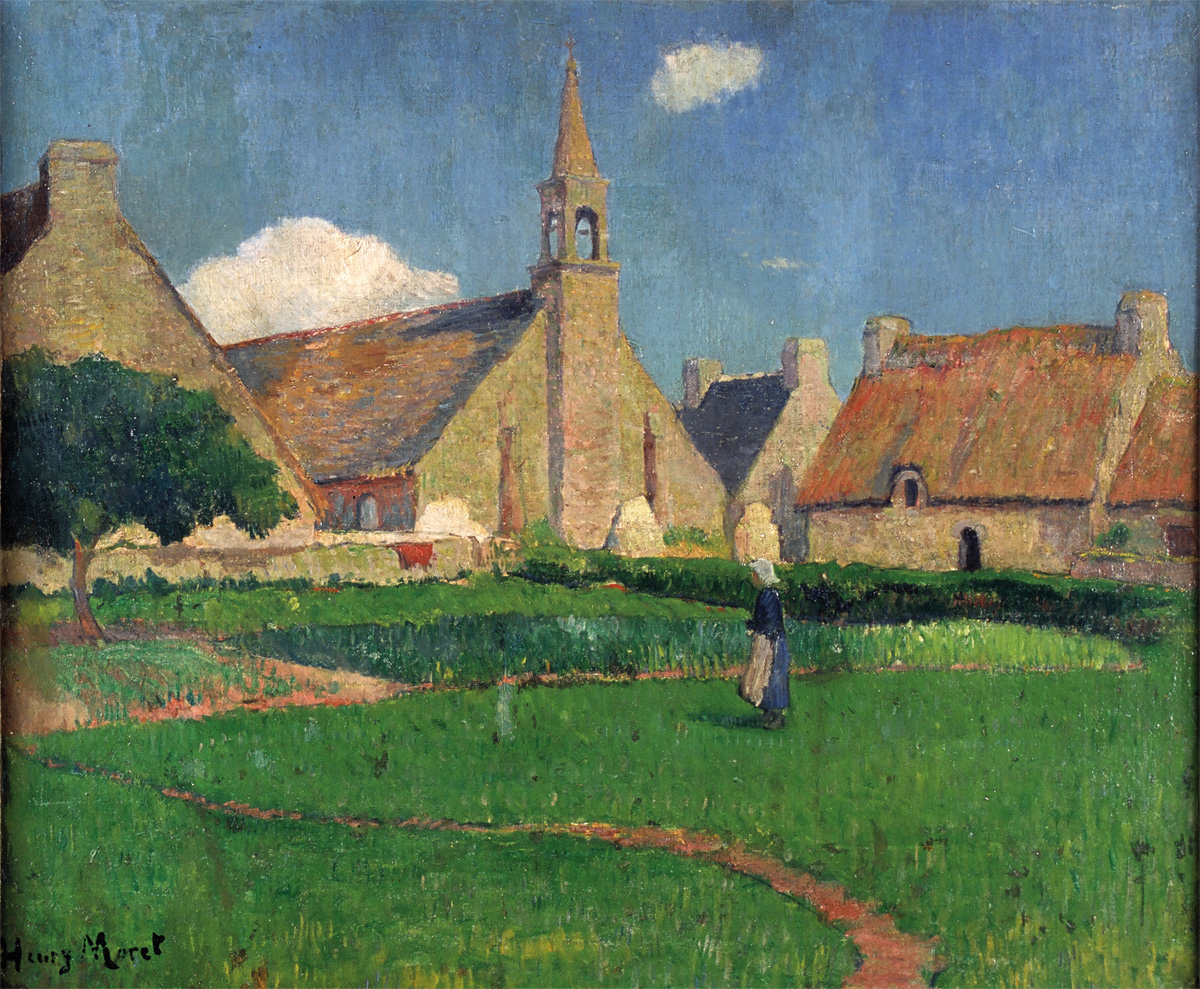
Henry Moret : La chapelle du Pouldu (huile sur toile, 1889, musée des beaux-arts de Brest).
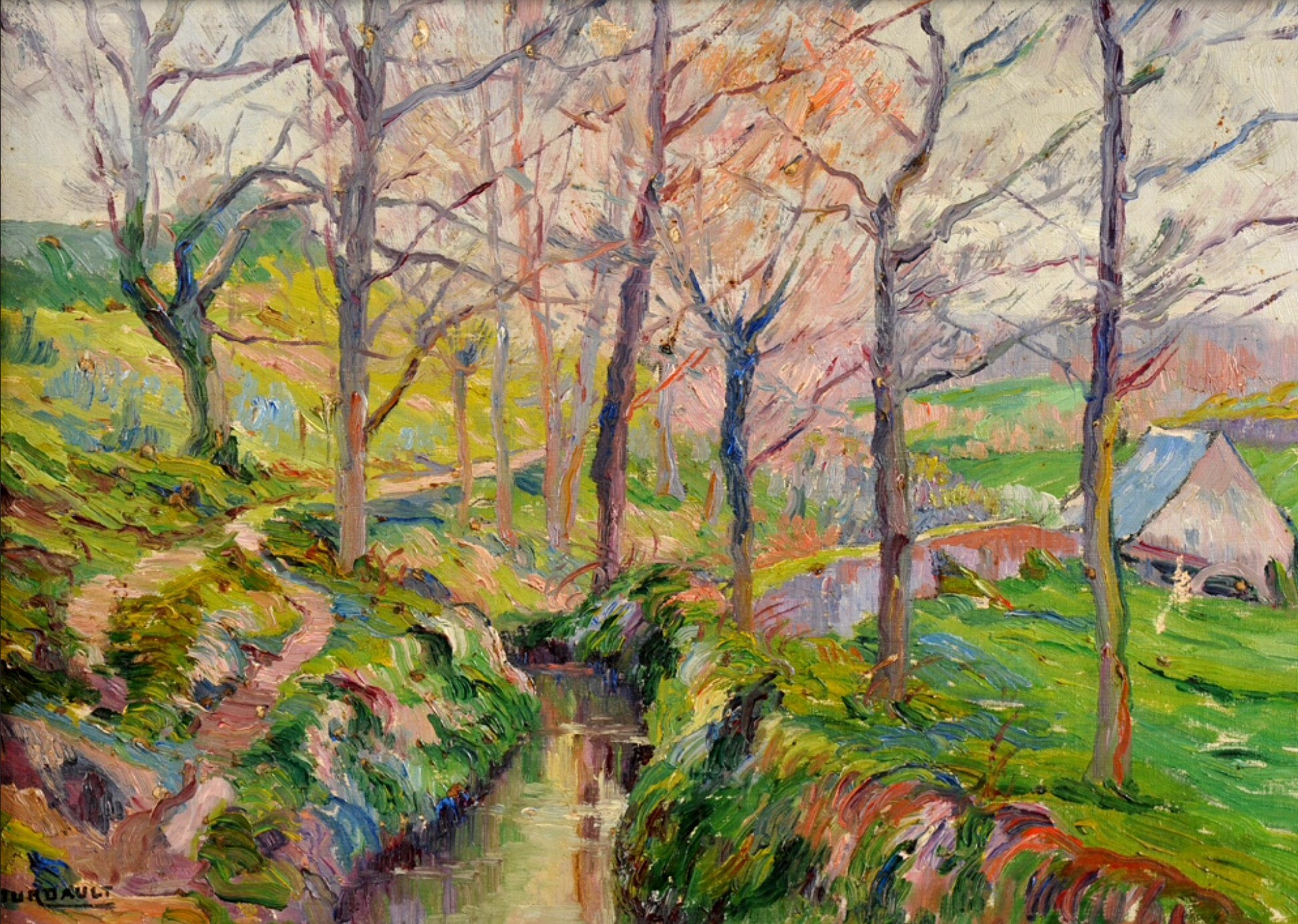
Marius Gourdault:, "Le moulin à Clohars-Carnoët" Huile sur toile signée en bas à gauche (46cmx33cm).
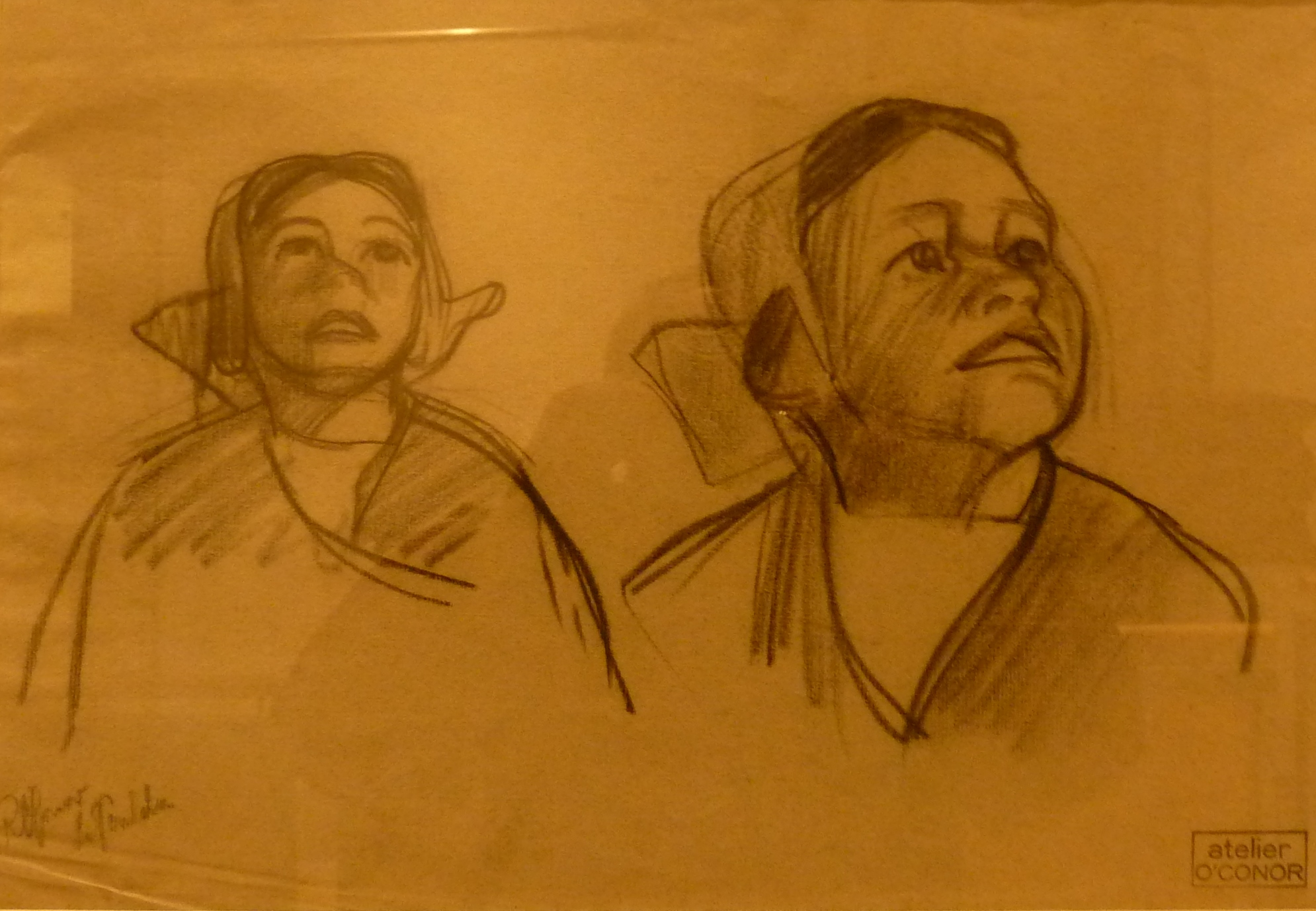
Roderic O'Conor ; Bretonnes au Pouldu (vers 1893-1895, fusain sur papier gris, musée des beaux-arts de Quimper).
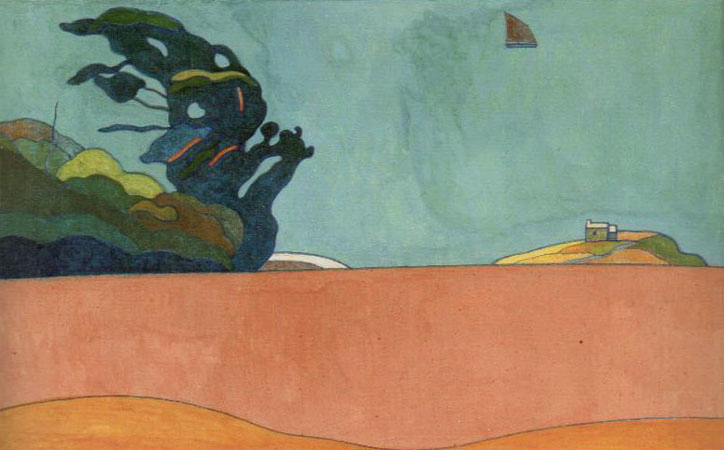
Charles Filiger : Paysage du Pouldu (vers 1892, musée des beaux-arts de Quimper).
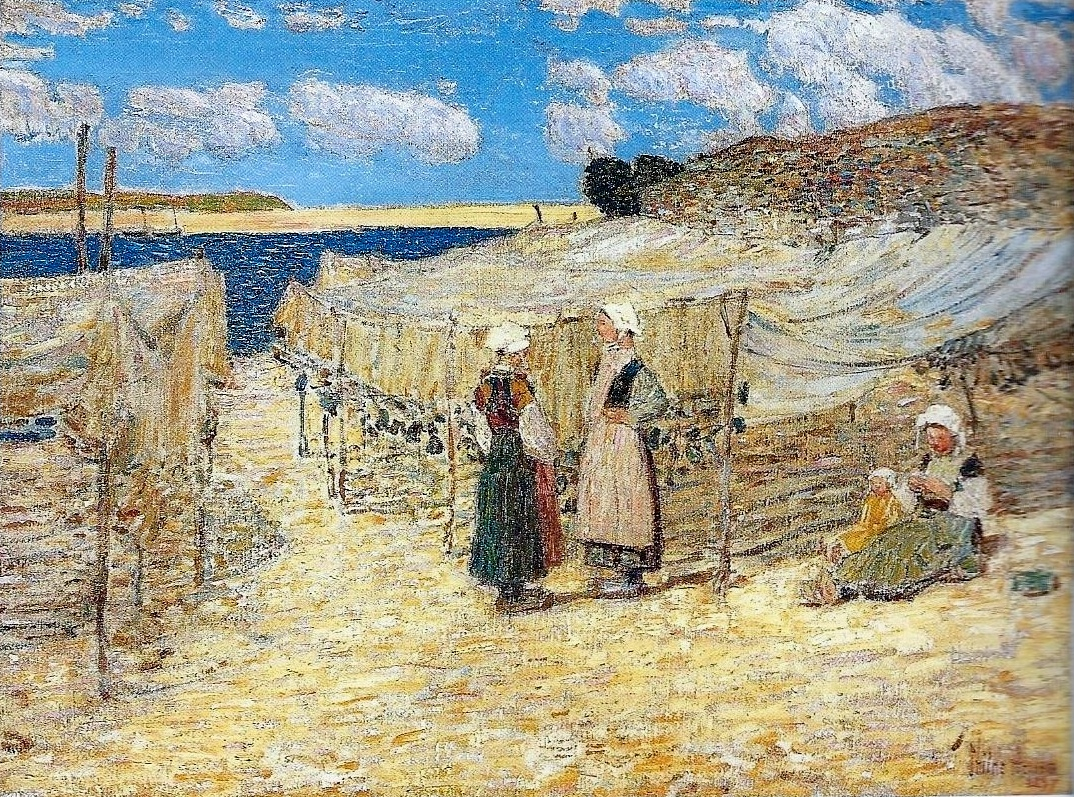
Childe Hassam : Bretonnes réparant les filets, Le Pouldu (1897, collection Josefowitz).
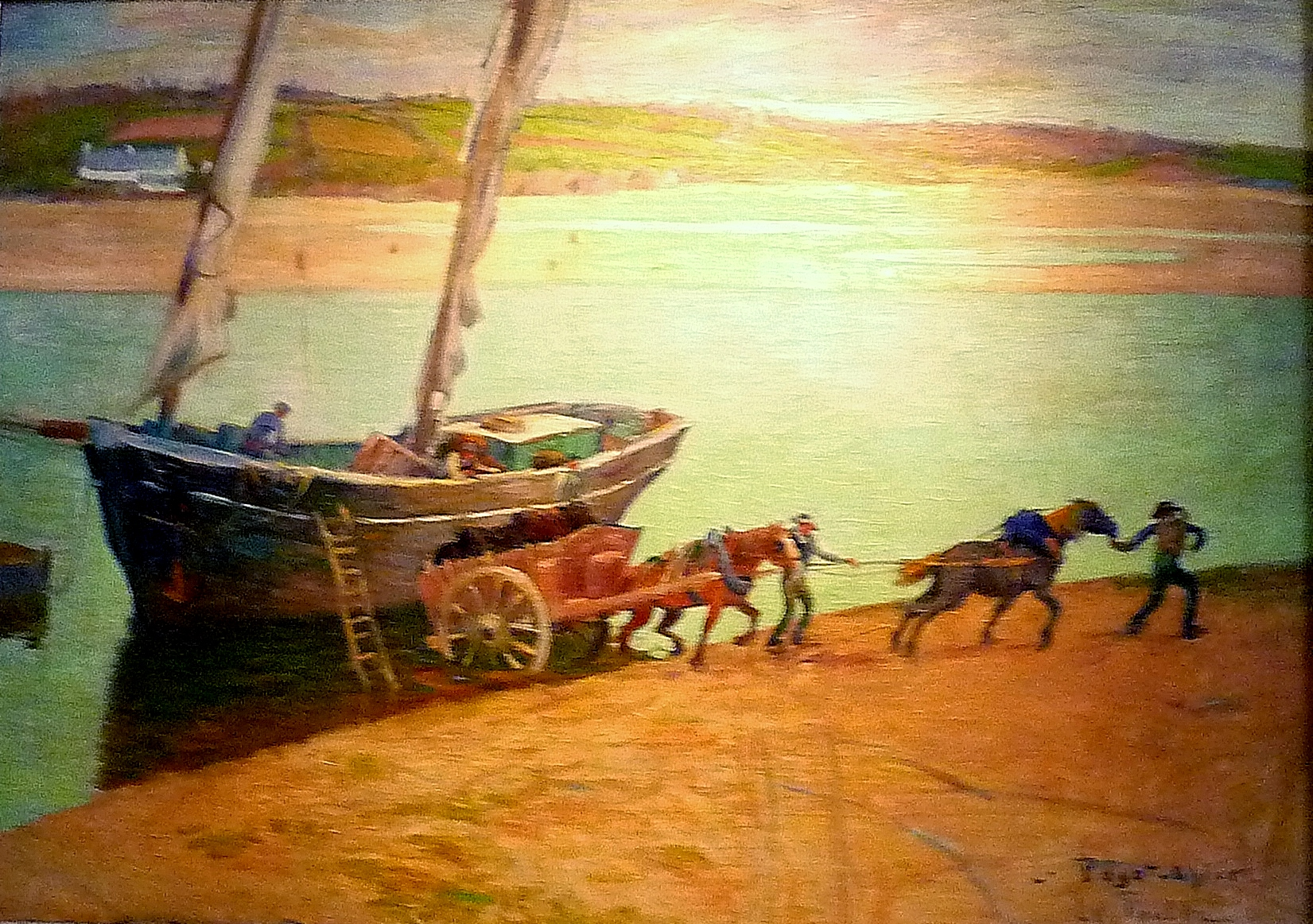
Jean-Baptiste Pégot-Ogier : Chasse-marée au Pouldu (1898).
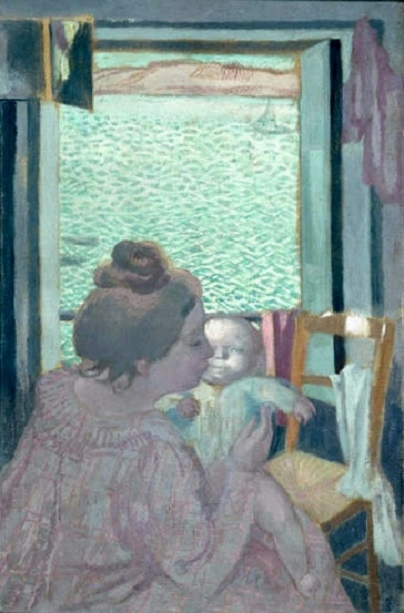
Maurice Denis : Maternité devant la mer ou Maternité au Pouldu (1899, musée des beaux-arts de Pont-Aven).
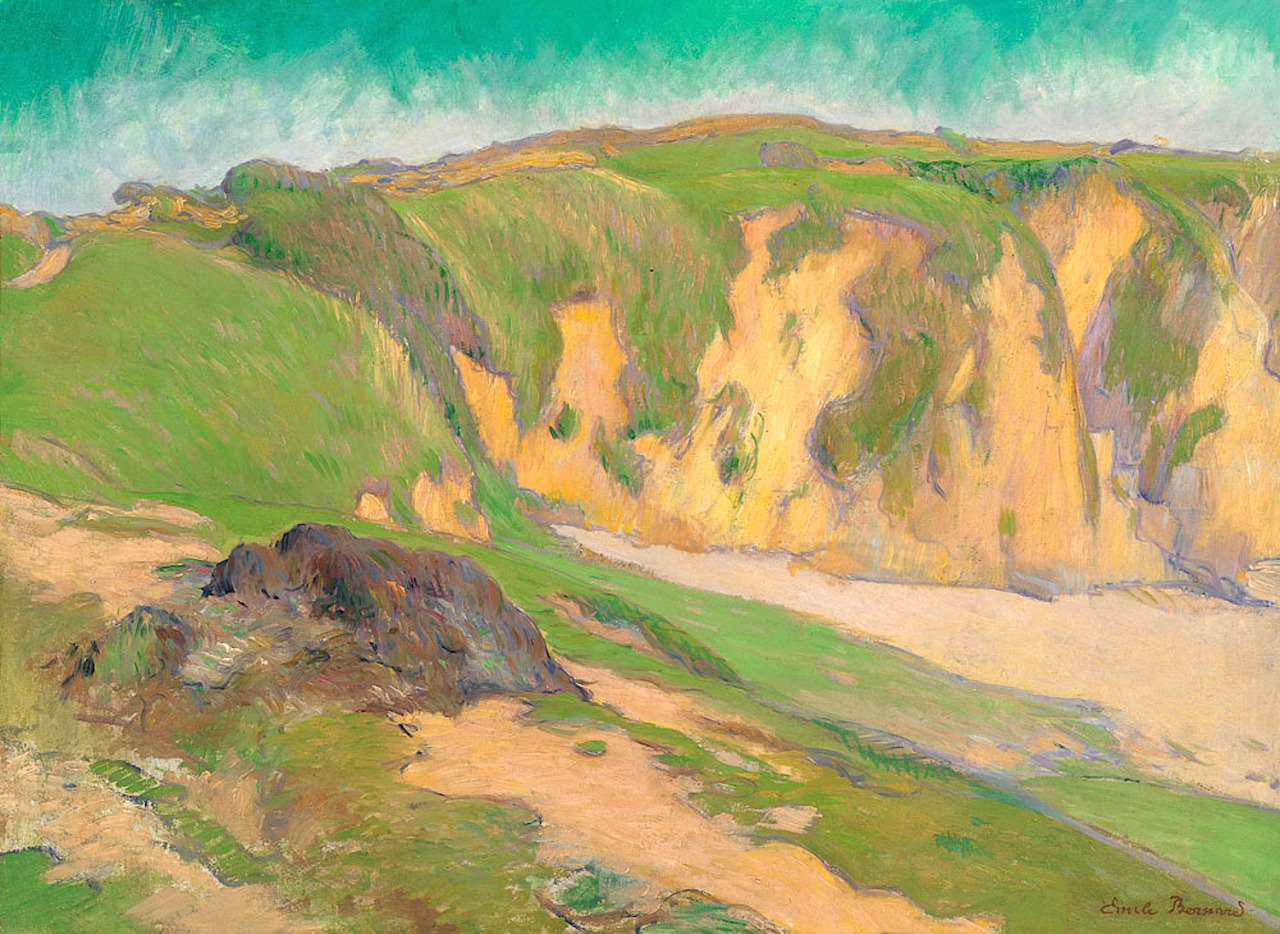
Émile Bernard : Falaises, Le Pouldu (non daté).
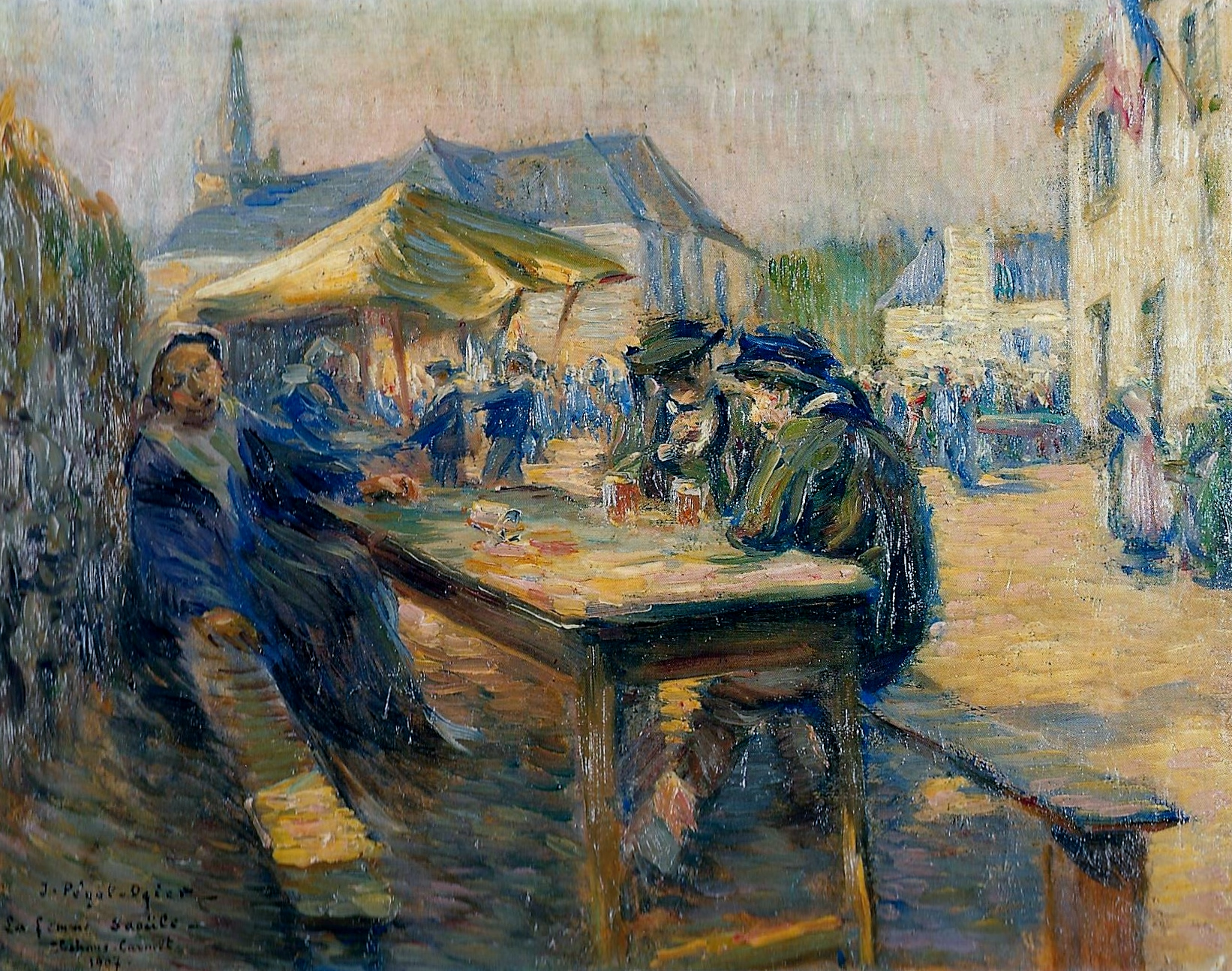
Jean-Bertrand Pégot-Ogier : La femme saoûle. Clohars-Carnoët (1907).

De nombreux autres tableaux représentent Le Pouldu : par exemple Henry Moret a peint Le roulage au Pouldu et Maurice Denis Feux de la Saint-Jean au Pouldu en 1895 ; Ferdinand du Puigaudeau a peint Le Pouldu le feu sur la plage ; etc..
André Gide évoque son passage au Pouldu en 1889 dans Si le grain ne meurt :

« Ce village ne se composait que de quatre maisons et de deux auberges ; la plus modeste me parut la plus plaisante (…). La rareté des meubles et l'absence de tenture laissaient remarquer d'autant mieux, rangés à terre, un assez grand nombre de toiles et de chassis de peintre, face au mur. (…) Il me parut qu'il n'y avait là que d'enfantins bariolages. (…) Le souhaitai connaître les artistes capables de ces amusantes folies. (…) L'un d'eux (…), c'était Gauguin. L'autre était Sérusier. Je n'ai pas pu identifier le troisième (Filiger je crois). »

#### Doëlan et les peintres
Le port de Doëlan a été fréquenté par de nombreux peintres (Henry Moret, Émile Jourdan, Marius Gourdault, Maurice Asselin, Émile Compard, Lucien Demouge, Harald Heiring, etc.) et des écrivains (Pierre Mac Orlan avant la Première Guerre mondiale, Paul Guimard et Benoîte Groult plus récemment). Ils fréquentaient l'auberge de la mère Bacon à Malachappe. Le peintre Pierre Jacob, plus connu sous le pseudonyme de Tal Coat, est le fils d'un marin-pêcheur de Doëlan.

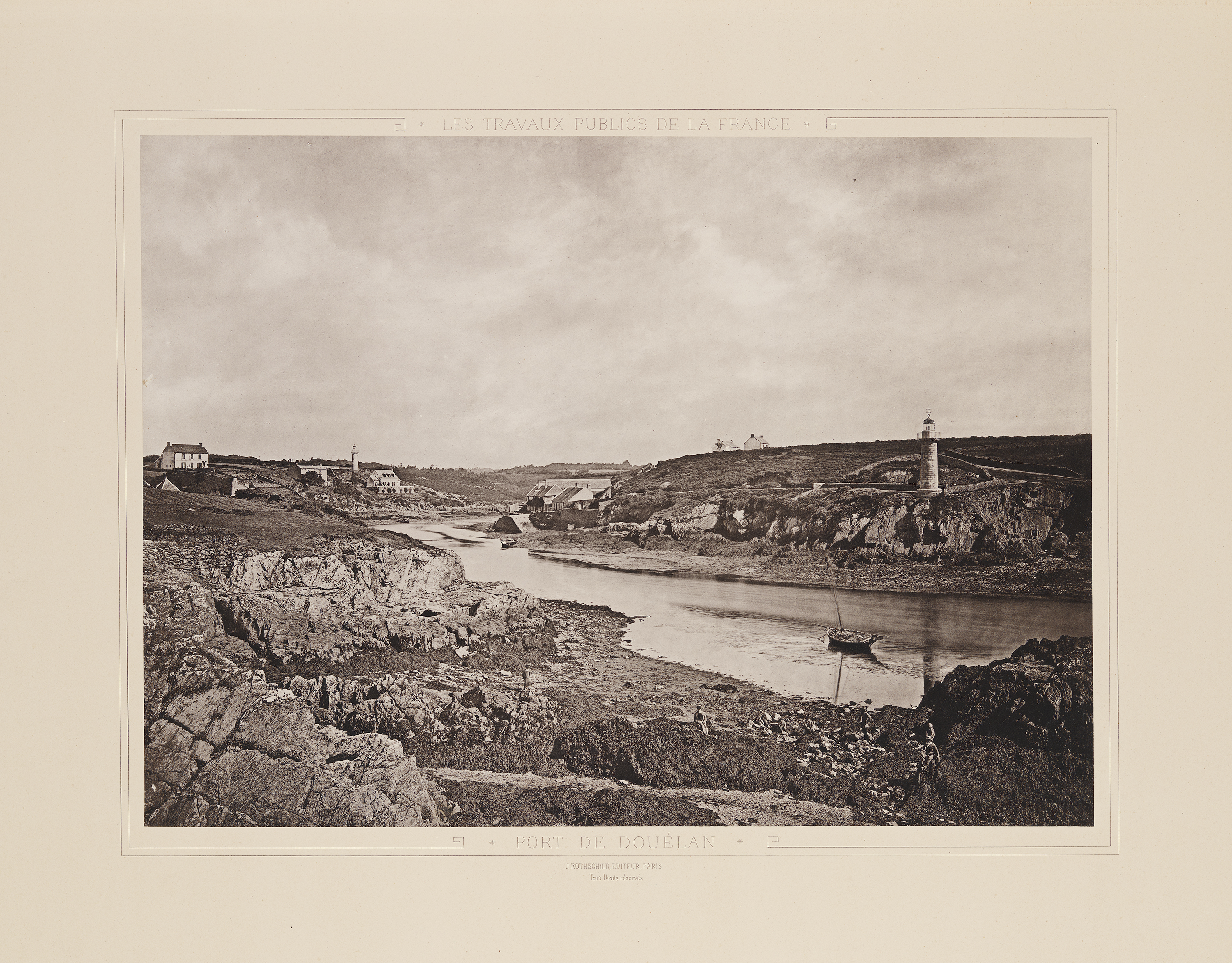
Le port de Doëlan (photographie datant de 1883)
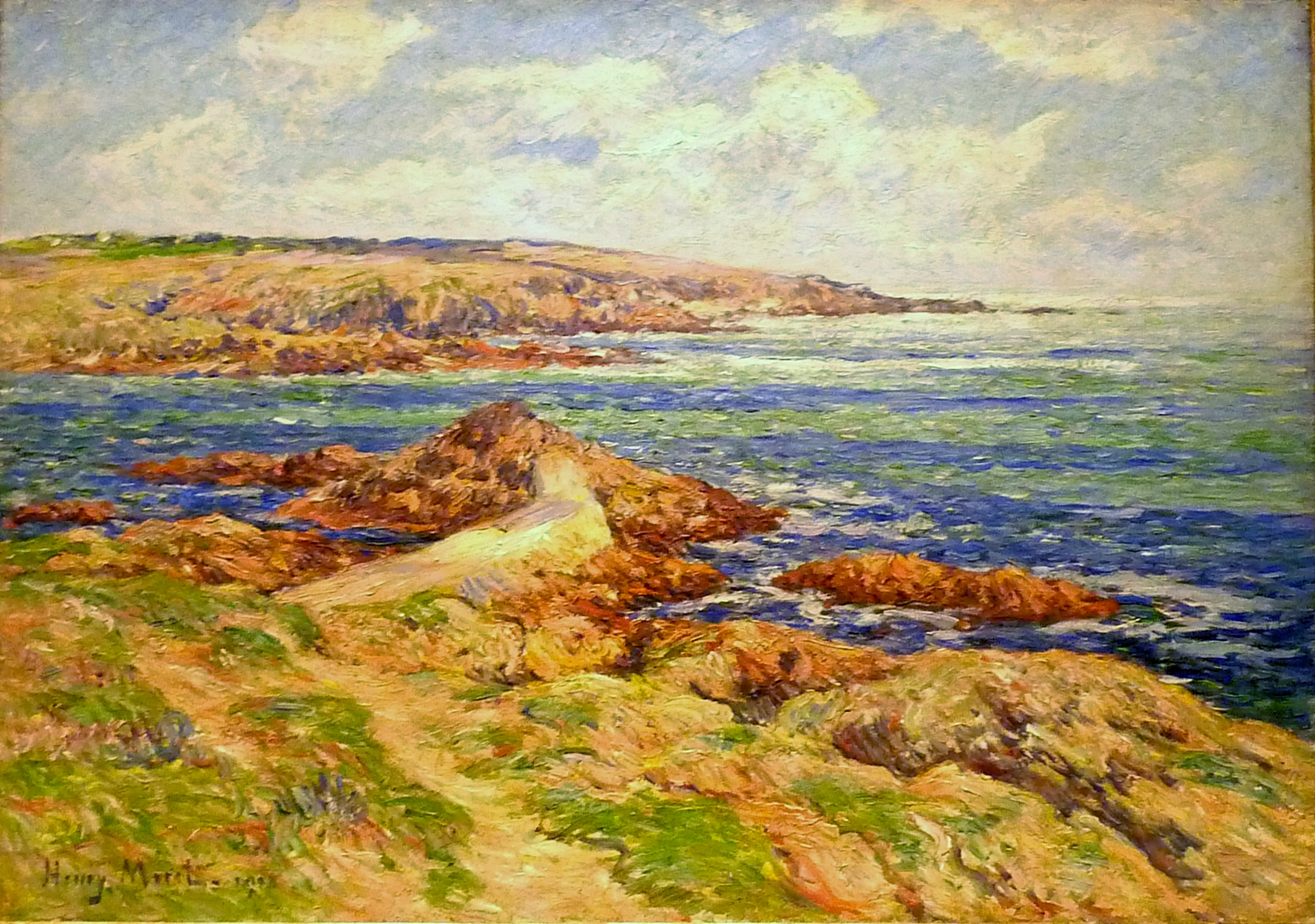
Henry Moret : Entrée du port de Doëlan (1908, musée des Beaux-Arts de Quimper)
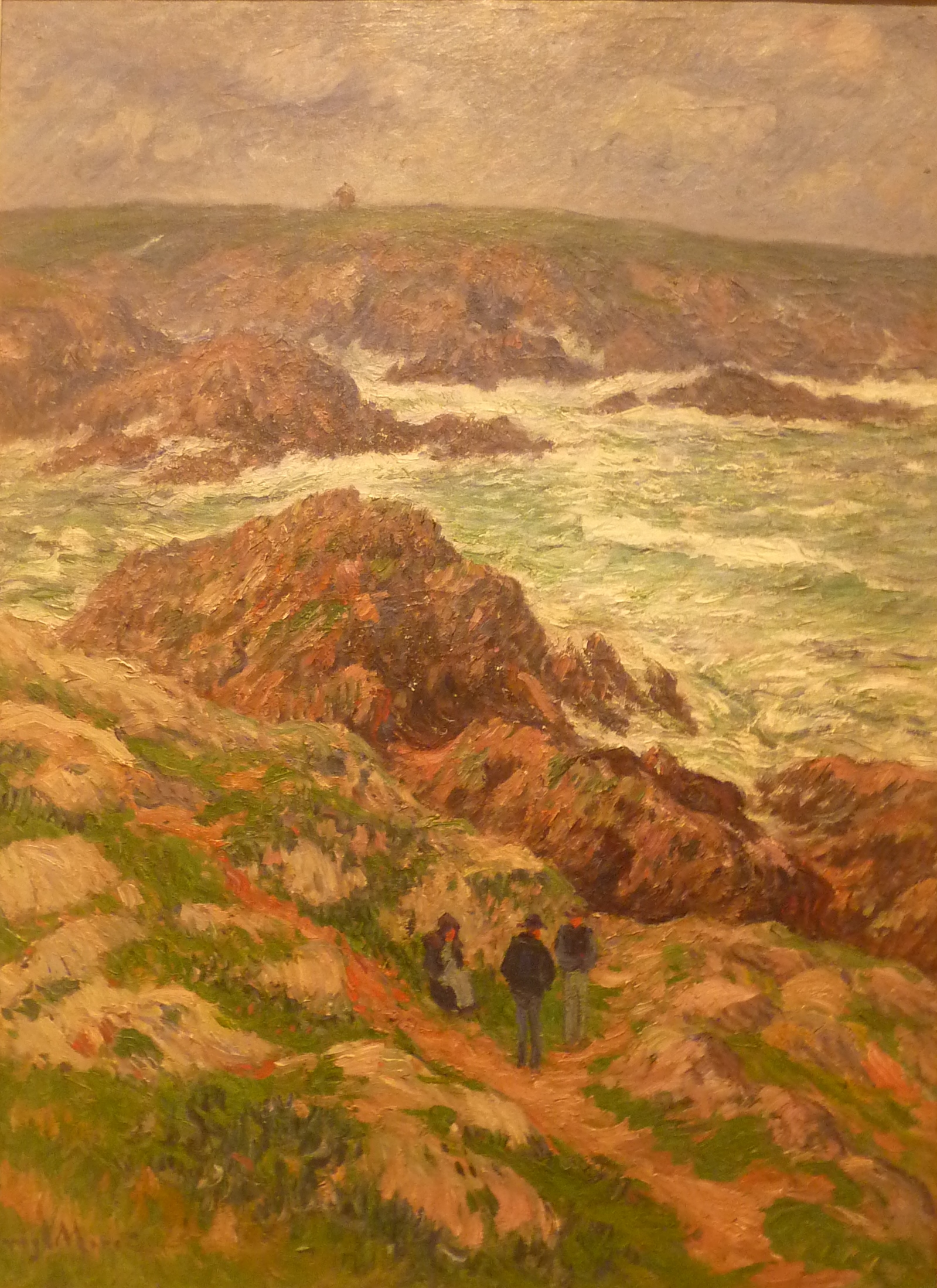
Henry Moret : Gros temps à Doëlan (non daté, huile sur toile, Musée des beaux-arts de Vannes)
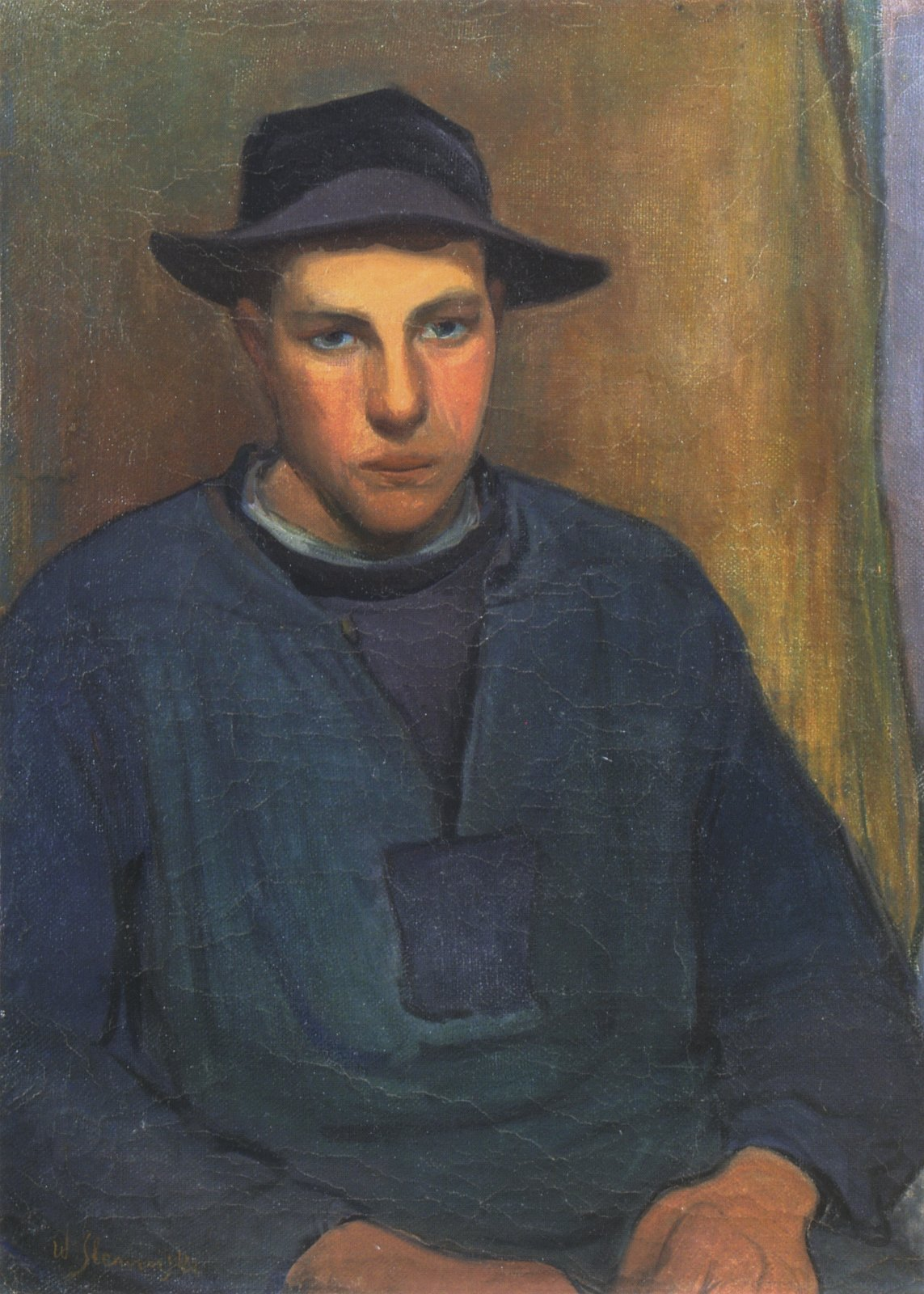
Wladyslaw Slewinski : Jeune pêcheur de Doëlan (vers 1897, Galerie Nationale d'Art de Lviv [Ukraine])

De nombreux autres tableaux représentent Doëlan : par exemple Henry Moret a peint Barques de pêche à Doëlan, Pêcheur en barque à Doëlan, etc.

### LeXXesiècle

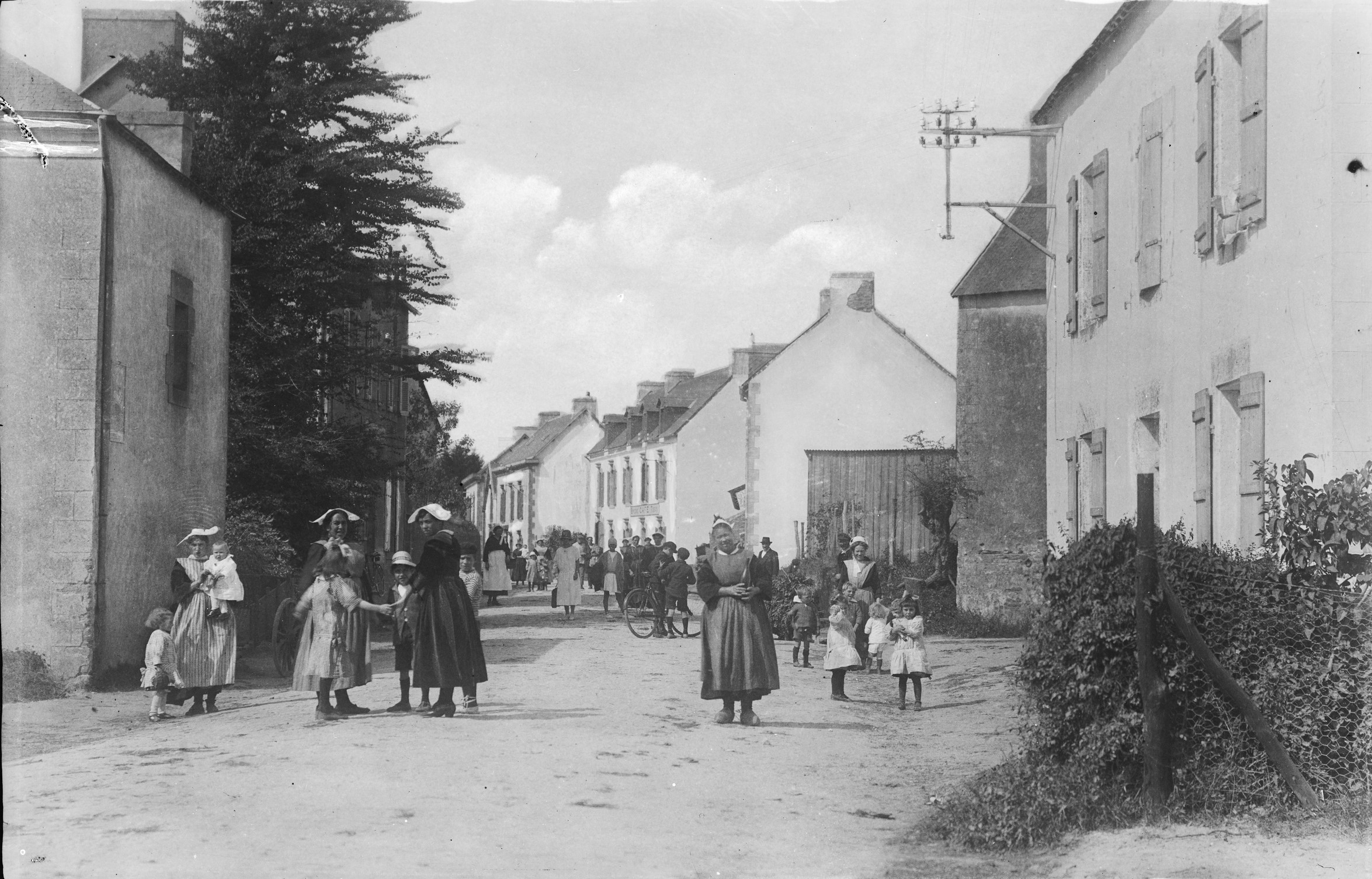
La rue de Lannevain (photographie de Laurent-Nel Henri, première moitié du XXe siècle).

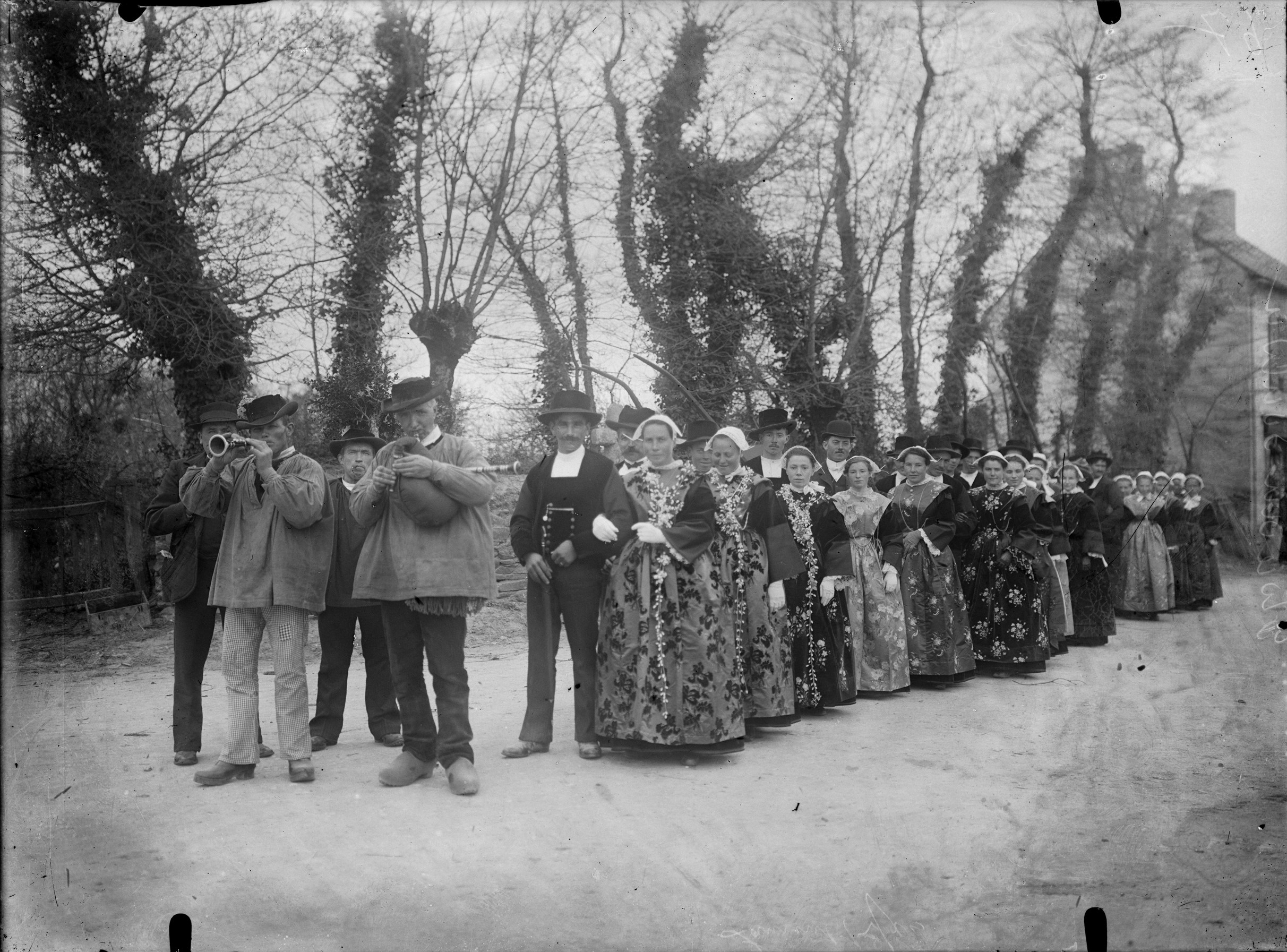
Un cortège de noces vers 1908 au Pouldu (photographie de Laurent-Nel Henri, début du XXe siècle).

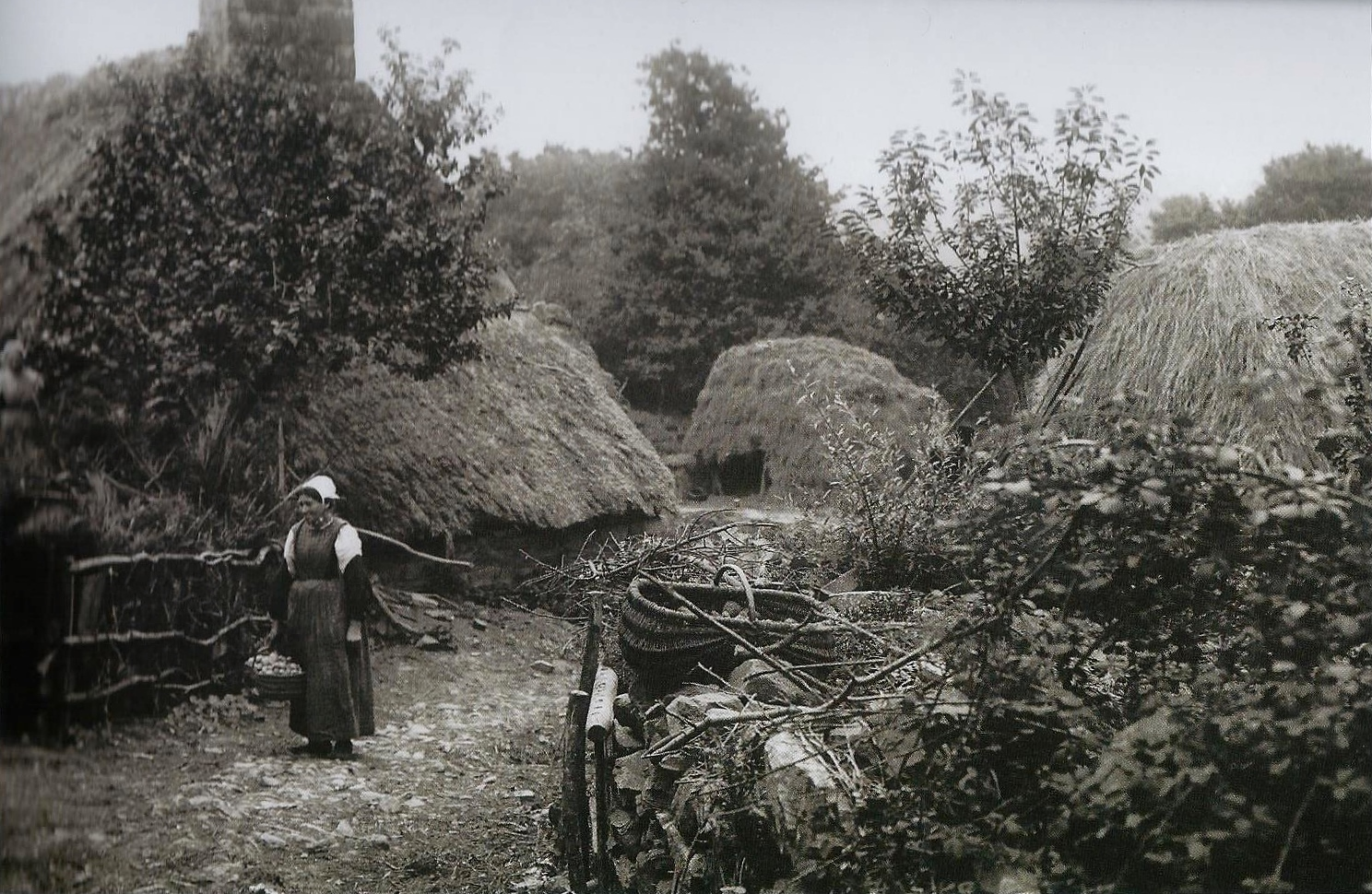
Chaumières au Pouldu (photographie de Philippe Tassier, vers 1910).

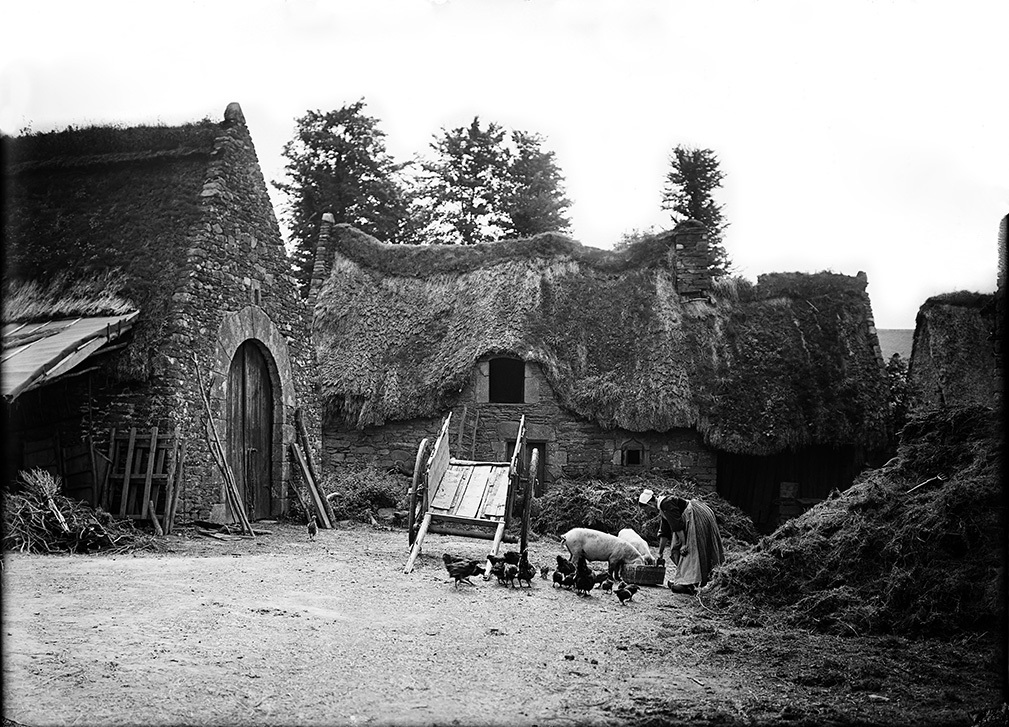
Cour de ferme du Pouldu (photographie de Philippe Tassier, vers 1910).

#### Le Pouldu, colonie anglaise?
Gustave Geffroy écrit en 1905 que Le Pouldu et Quimperlé « constituaient une manière de colonie anglaise, régulièrement établie, qui aurait pu avoir son consulat et son pavillon. (...) Au Pouldu, c'était l'envahissement (...). L' Anglais y avait sa maison, son bateau, sa voiture, il battait la côte, il parcourait la forêt, partout on apercevait son chapeau blanc, son voile vert, son complet à carreaux. Car il se donne, par orgueil d'affirmation sans doute, l'apparence de l'Anglais classique de nos vaudeville, et il amène avec lui des femmes et des enfants qui exagèrent comme lui l'anglomanie ».

#### Les querelles liées  à la laïcité
En réponse à une enquête épiscopale organisée en 1902 par François-Virgile Dubillard, évêque de Quimper et de Léon en raison de la politique alors menée par le gouvernement d'Émile Combes contre l'utilisation du breton par les membres du clergé, le recteur de Clohars-Carnoët, l'abbé Labasque, écrit : « 25 enfants sur 90 ont demandé le catéchisme français (…). Quinze de ces enfants sont à l'école laïque où l'instituteur leur impose le catéchisme français, car c'est en breton qu'ils disent leurs prières, et leurs parents du reste ne parlent que breton. Quant aux dix autres, ils comprennent aussi mieux l'explication en breton qu'en français ».
Le journal La Croix du 9 juin 1903 écrit : 

« Des commissaires de police, envoyés par le gouvernement, viennent de se rendre dans ceux des établissements enseignants du Finistère dirigés par les anciens Frères de Ploërmel, qui devaient se fermer le 31 mai dernier, pour voir si la fermeture avait eu lieu réellement. (…) À Clohars-Carnoët (…), les commissaires ont trouvé les Frères revêtus d'habits laïques, continuant à faire l'école, se déclarant sécularisés et libres, par conséquent, d'enseigner. »

En juillet 1902 le conseil d'arrondissement de Quimperlé se fait l'interprète de l'émotion soulevée dans tout l'arrondissement par la fermeture des écoles confessionnelles de Clohars-Carnoët, Querrien, Locunolé, Tréméven, Arzano et Guilligomarc'h, décidée par le gouvernement Émile Combes ; il « proteste énergiquement contre une mesure contraire aux vœux exprimés par les conseils municipaux et devant avoir pour effet de laisser un grand nombre d'enfants privés d'instruction. »
En décembre 1904, l'abbé Labasque, recteur de Clohars, devenu propriétaire de l'école privée afin d'en maintenir l'activité, poursuivi pour reconstitution d'une école congrégationniste, fut acquitté par le tribunal de Quimperlé.
Le 14 octobre 1907, les prêtres furent expulsés du presbytère de Clohars-Carnoët ; « l'opération a été effectuée sans incident ni manifestation. »

#### La Première Guerre mondiale
Le monument aux morts de Clohars-Carnoët porte les noms de 143 soldats morts pour la France pendant la Première Guerre mondiale ; parmi eux, le sous-lieutenant François Cariou, décoré de la Croix de guerre ou encore Benjamin Cariou, né le 20 janvier 1891 à Clohars-Carnoët, sergent au 62e régiment d'infanterie, blessé plusieurs fois, tué au combat le 20 décembre 1917 à Sinceny (Aisne), décoré à titre posthume de la Médaille militaire et de la Croix de guerre.

#### L'Entre-deux-guerres

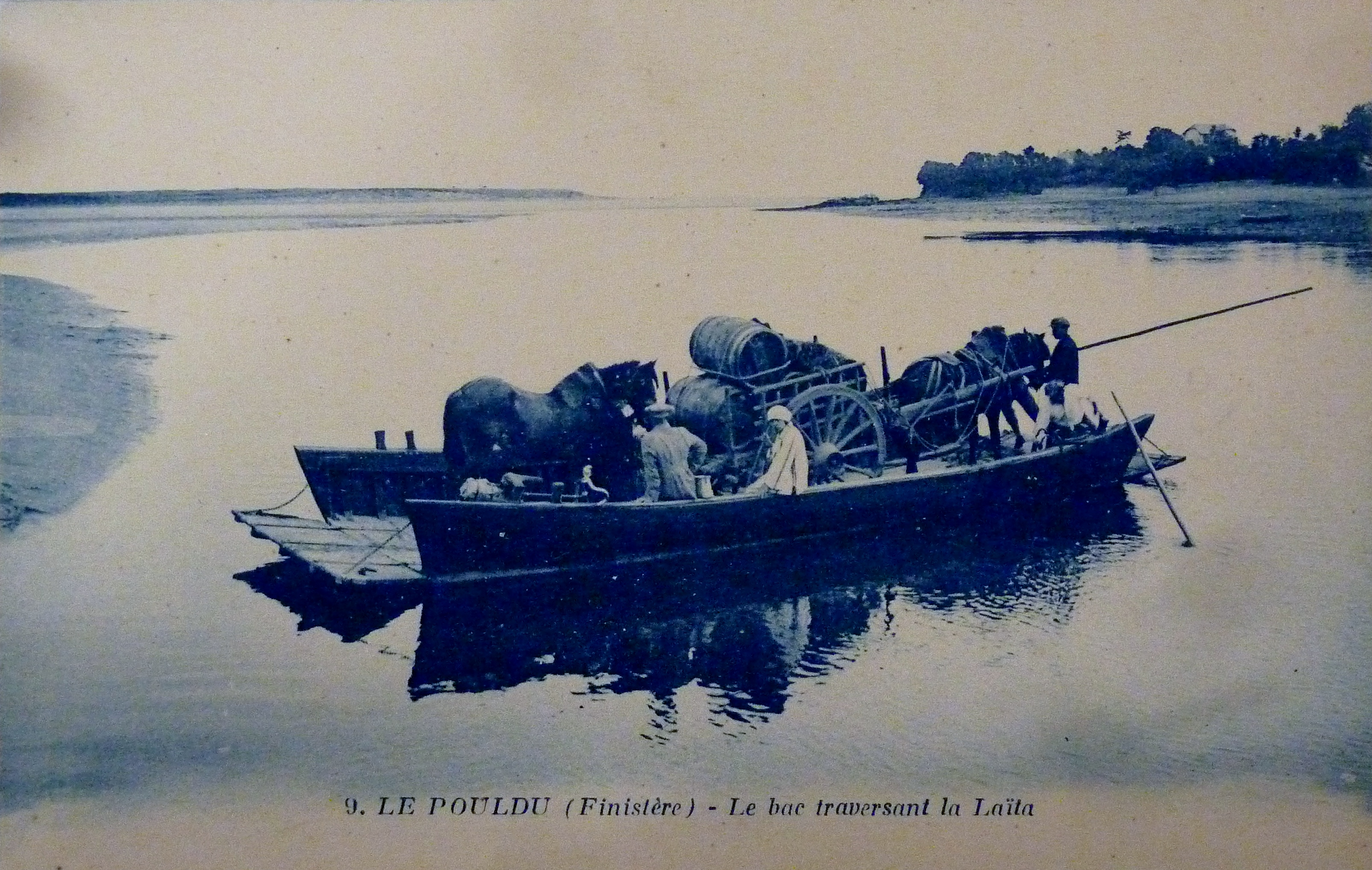
Le Pouldu : le bac traversant la Laïta (vers 1900).
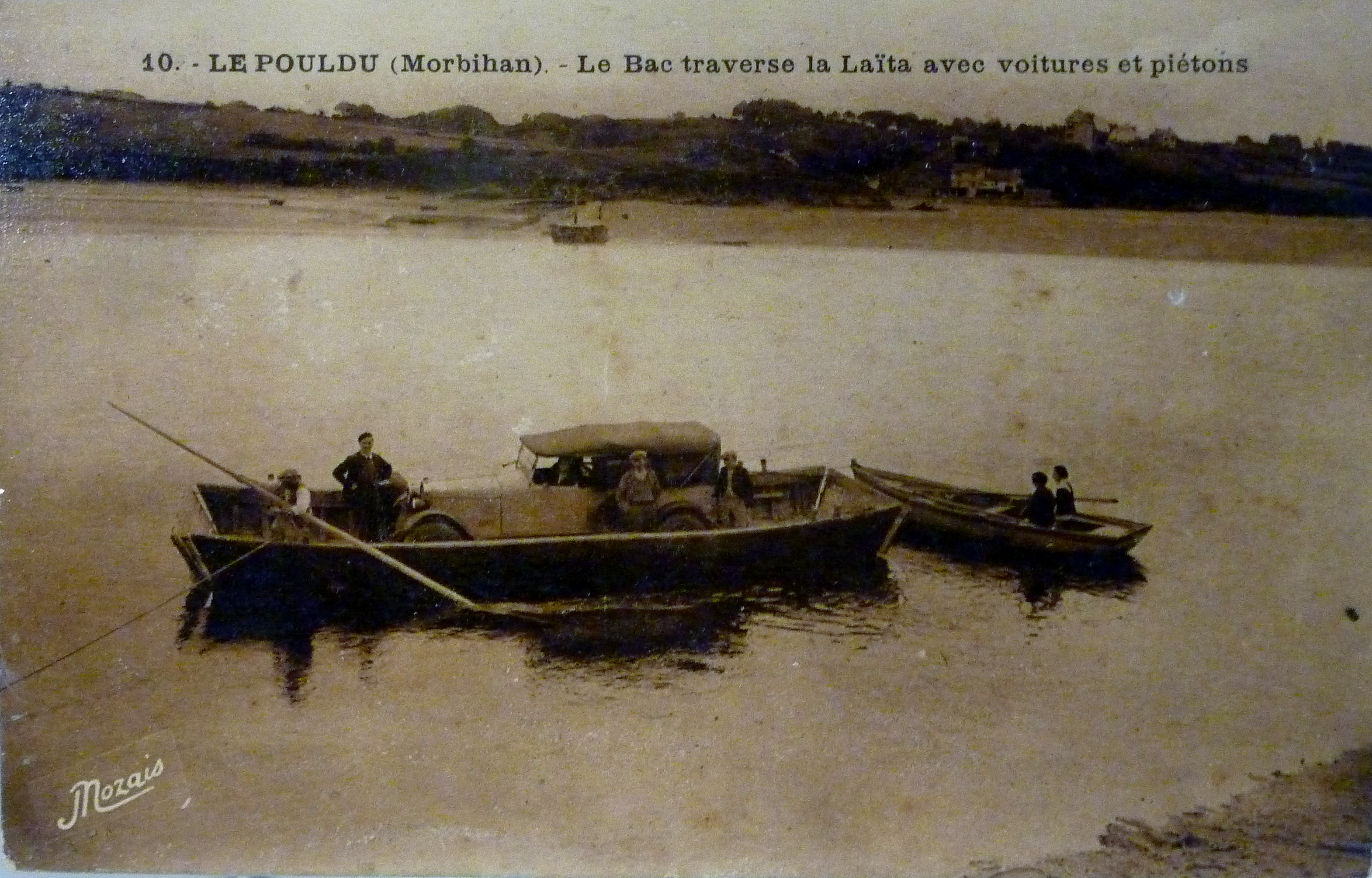
Le Pouldu : le bac traversant la Laïta avec voitures et piétons (carte postale Mozais, vers 1920).
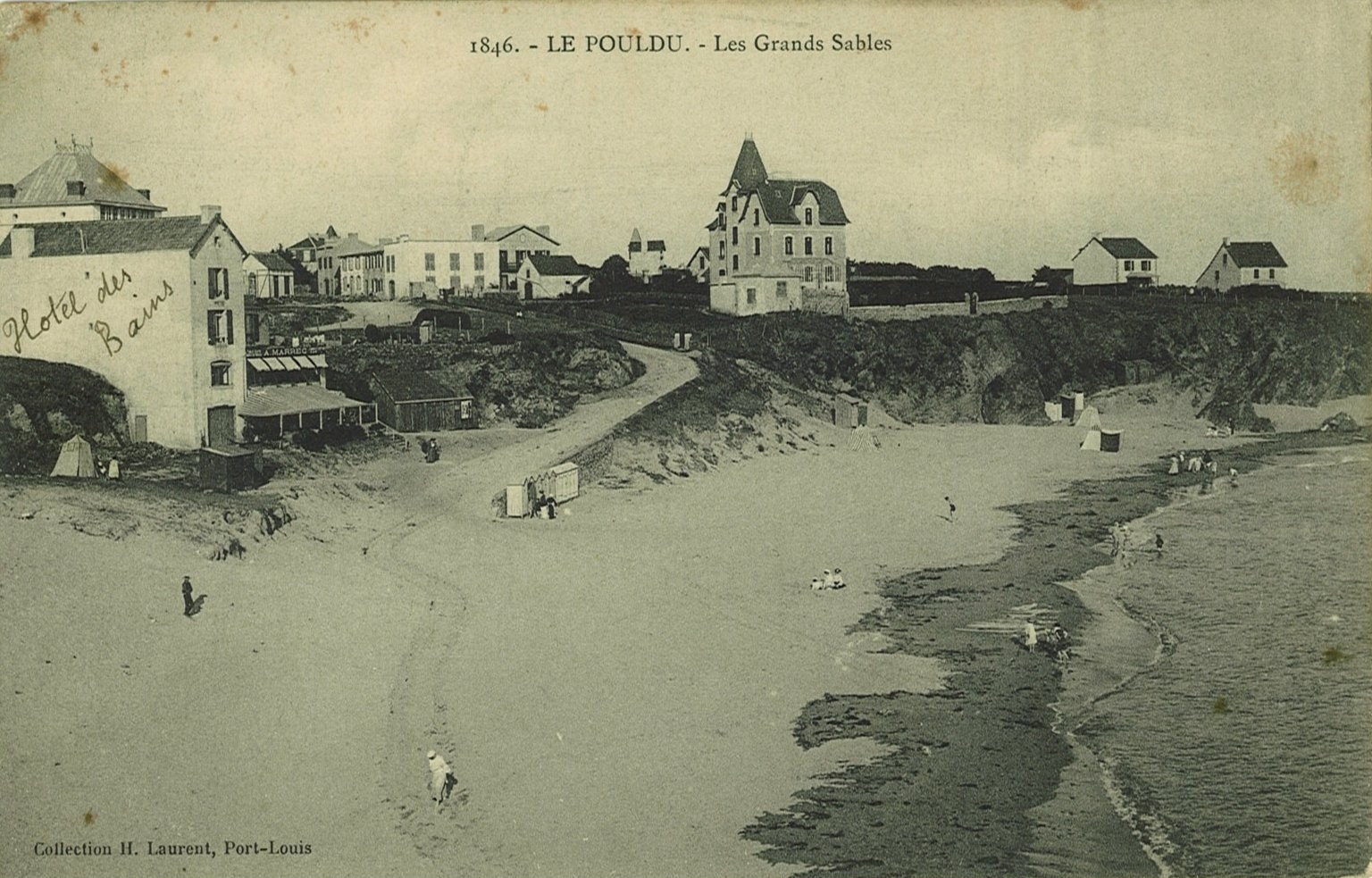
La plage des Grands Sables vers 1920 (carte postale H. Laurent).
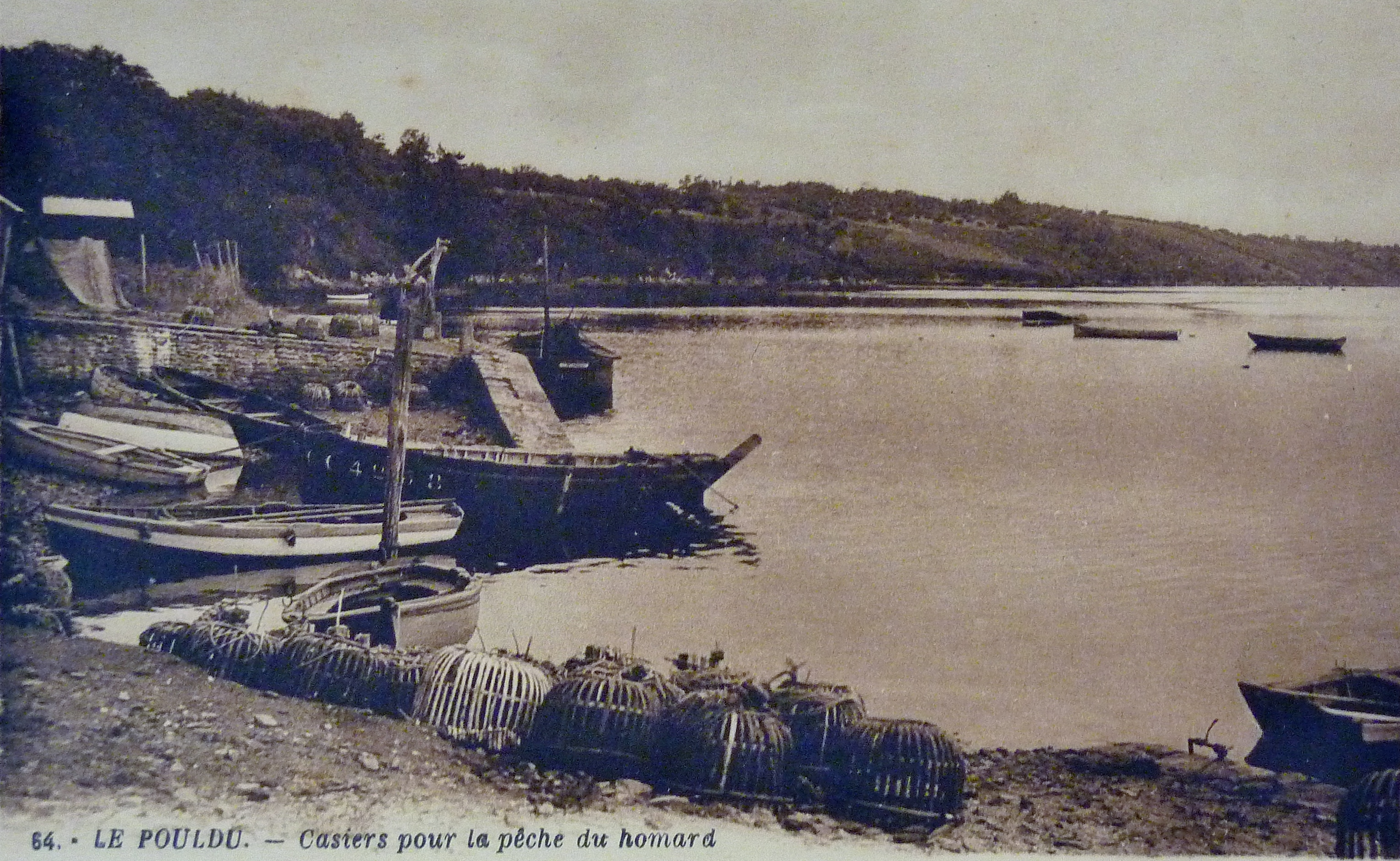
Le Pouldu : le port sur l'estuaire de la Laïta et casiers de pêche pour le homard (carte postale, vers 1930).

##### La vie maritime
En 1911 le port de Doëlan comptait 450 marins pour 78 bateaux et un tonnage de 312 tonneaux.
Le 14 avril 1924 l'épave d'une chaloupe de pêche de Doëlan, immatriculée 4 105 à Concarneau, chavirée sur tribord et le mât brisé, fut retrouvée sur la côte de Gâvres.

##### La culture des pommiers

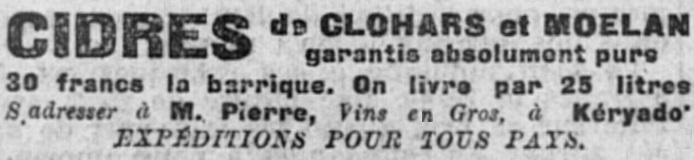
Publicité en faveur du cidre de Clohars parue en 1914

La culture des pommiers était alors une activité importante : par exemple en octobre 1907, à Quimperlé, appartenant à des cultivateurs des environs de Clohars, Moëlan et Riec, « on voit, emplissant la cour de la gare ou rangés des deux côtés de la route quand la cour se trouve insuffisante pour les contenir, des chargements de pommes, attendant qu'on leur donne accès auprès d'un wagon qui se fait longtemps attendre ; et il n'est pas rare de voir ces braves gens attendre durant un jour entier et même quelquefois pendant deux jours qu'on en mette enfin un à leur disposition ».
Le journal L'Ouest-Éclair écrit en 1936 :

« Dans la région quimperloise comprise entre Guilligomarc'h et Mellac de l'Est à l'Ouest, Nizon et Clohars-Carnoët du Nord au Sud, la culture du pommier est poussée très activement. Les crus de Clohars et de Riec surtout sont reconnus unanimement pour être les meilleurs, avec ceux du secteur voisin de Fouesnant. Cette année, contrairement à 1935, la récolte s'annonce magnifique. (...) Une délégation s'est rendue à Paris dans le but de faire revaloriser la pomme à cidre et pour obtenir du gouvernement que les mêmes ressources soient prises dans les années d'abondance comme pour le vin. »

#### La Seconde Guerre mondiale

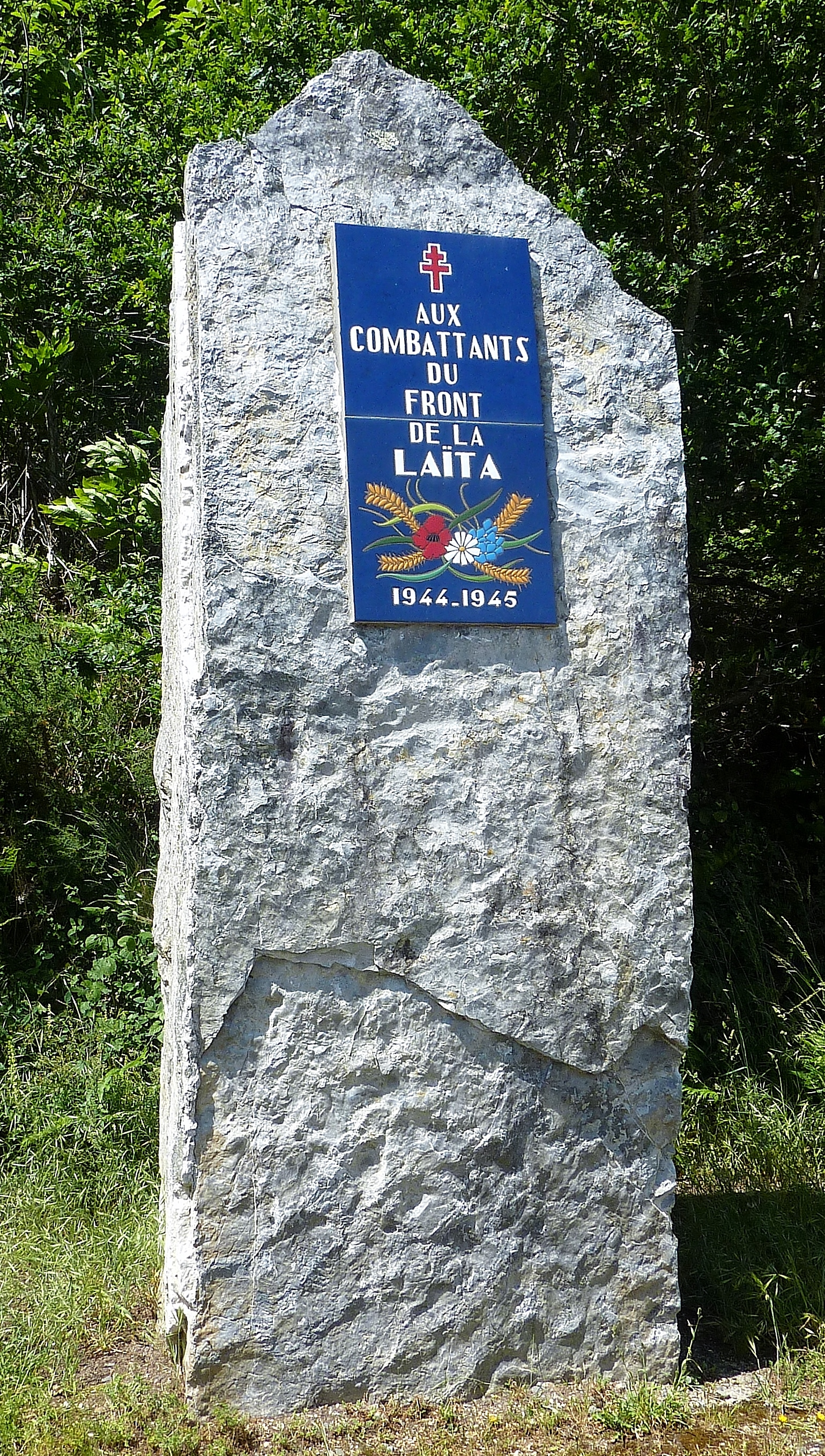
Le monument commémoratif "Aux combattants du Front de la Laïta 1944-1945" situé à proximité du pont de Saint-Maurice (rive droite de la Laïta, en Clohars-Carnoët).

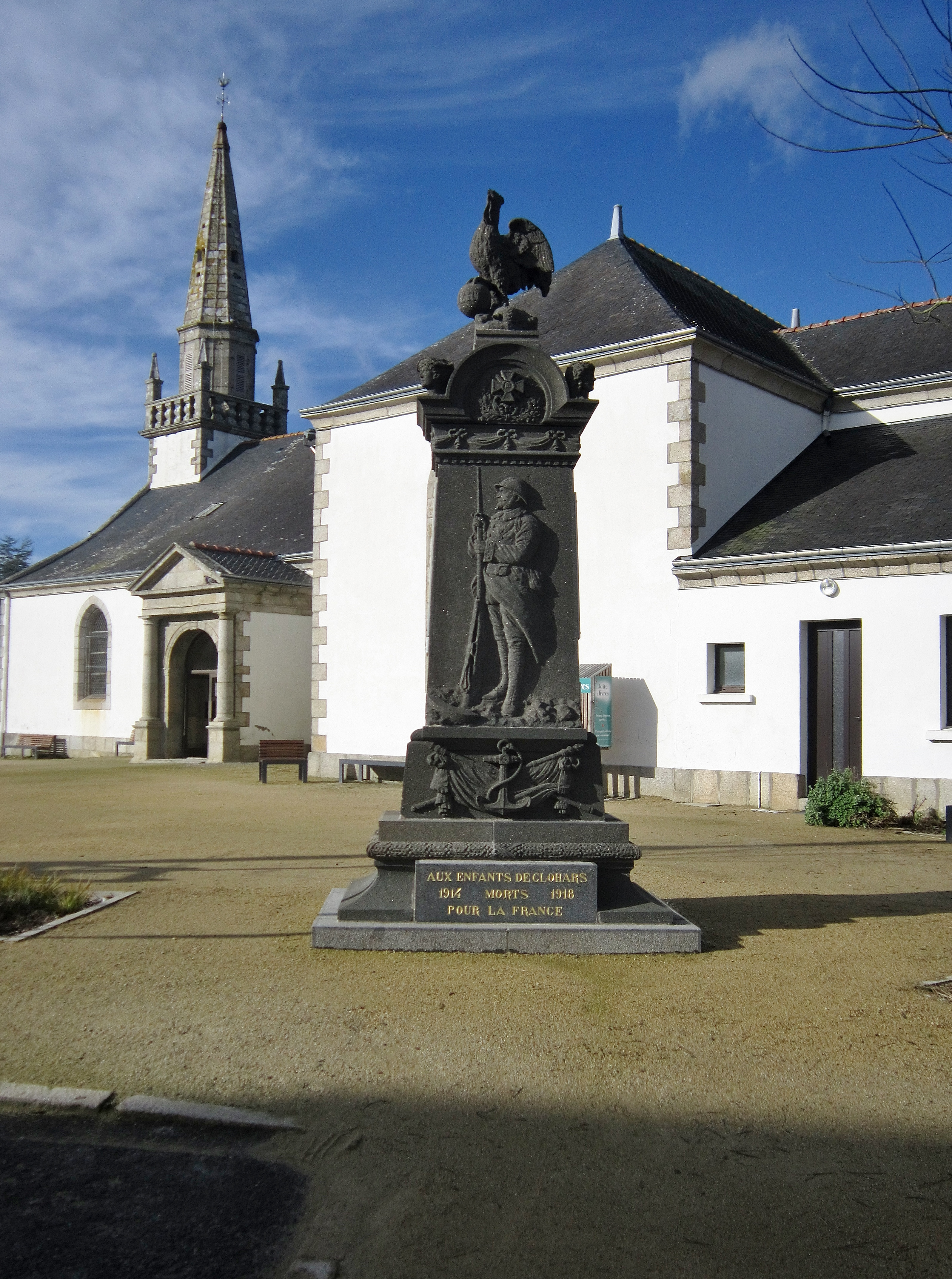
Le monument aux morts de Clohars-Carnoët.

Le monument aux morts de Clohars-Carnoët porte les noms de 38 personnes mortes pour la France pendant la Seconde Guerre mondiale ; parmi elles, Marcel Corlay, disparu en mer, titulaire de la Médaille de la Résistance, de la Médaille militaire et de la Croix de guerre 1939-1945.
Le « front de la Laïta » (qui s'étendit de Quimperlé au Pouldu) fut, après la libération de Quimperlé, une ligne de résistance contre les Allemands (une vingtaine de résistants furent tués pendant ces combats, qui firent aussi une vingtaine de victimes civiles) qui dura jusqu'à la capitulation du général Fahrmbacher le 10 mai 1945 qui marqua la fin des combats de la poche de Lorient.

#### L'après-Seconde-Guerre-mondiale

##### Les morts lors des conflits d'après la Seconde Guerre mondiale
Le monument aux morts de Clohars-Carnoët porte les noms d'un soldat (Pierre Samson, membre du bataillon français de l'ONU) mort pour la France pendant la Guerre de Corée, de trois (François André, Lucien Béchennec, Marcel Caderon) morts pendant la Guerre d'Indochine, de quatre (M. Cadic, Joseph Guyomar, G. Le Roch, A. Petit-Jean) morts pendant la Guerre d'Algérie et d'un (Émile Le Meurlay) mort sur un théâtre d'opération extérieur sans autre précision.

##### La Mutuelle chevaline
Une "Mutuelle chevaline" fut créée à Clohars-Carnoët le 16 janvier 1944 afin de préserver les agriculteurs contre la mortalité des chevaux (la commune comptait alors aux alentours de 500 chevaux) ; après avoir compté jusqu'à 191 adhérents pour 341 chevaux, la Mutuelle ne comptait plus en 1968 que 60 adhérents pour 66 chevaux (à cause des tracteurs) et elle fut dissoute le 9 janvier 1969.

##### Paul Larzul
Paul Larzul (fils) est né le 31 octobre 1929 à Plonéour-Lanvern ; son grand-père Noël Larzul conditionnait des sardines, des cuisses de grenouille et des escargots dans le Pays Bigouden ; son père Paul Larzul rachète la conserverie René Bézier à Doëlan en 1946, qui devint La Doëlanaise, qui met en boîtes sardines, thons blancs, maquereaux, mais aussi haricots verts et petits pois et rachète d'autres petites conserveries à Scaër, Agde et Étel ; Paul Larzul (fils) succède à son père en 1962 à la tête du groupe, rachète la marque Capitaine Cook et crée en 1984 une nouvelle conserverie à Plozévet ; en 1985 Paul Larzul est contraint de vendre ses usines de Scaër, Agde et Étel ; en 1988 les usines de Doëlan, qui fabriquaient des plats cuisinés et mettait du thon en conserve et de Plozévet sont à son tour vendues au groupe Les Mousquetaires (Intermarché) ; Paul Larzul conserve toutefois une usine spécialisée dans des produits cuisinés haut de gamme dans la zone industrielle de Keranna à Clohars-Carnoët. Paul Larzul (fils) est décédé en février 2015.

##### Les autres faits de la fin duXXesiècle
Le célèbre discours de Robert Badinter pour la suppression de la peine de mort  en France (loi votée définitivement le 30 septembre 1981) a été écrit par celui-ci à Doëlan en août 1981 dans une petite maison de la rive droite appartenant à Benoîte Groult et Paul Guimard (cette maison a appartenu précédemment au peintre Émile Compard).

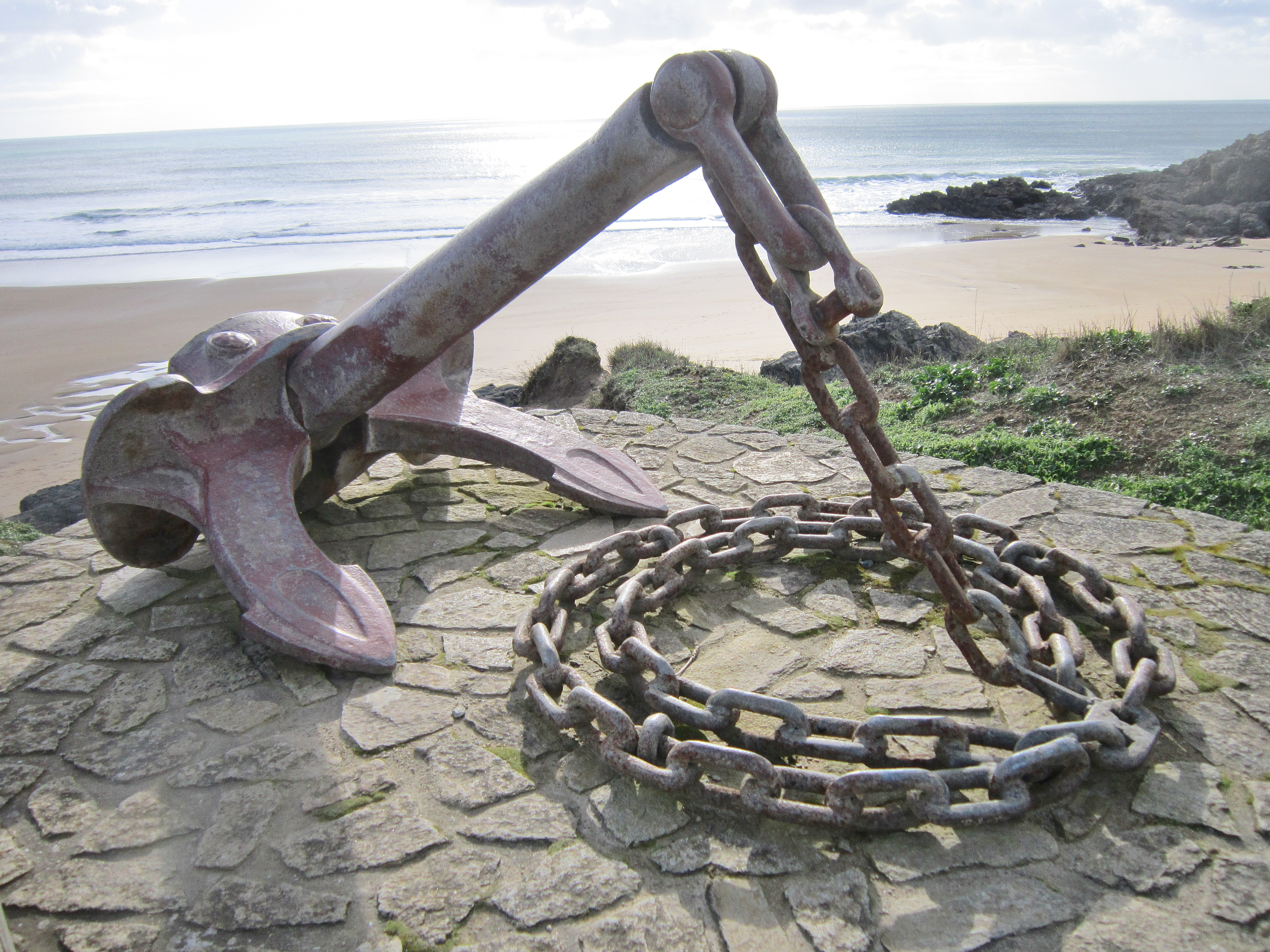
L'ancre du chalutier Julien Quéré.

Dans la nuit du 20 au 21 janvier 1995, le chalutier Julien Quéré, long de 55 mètres, qui revenait d'une campagne de pêche en mer d'Irlande prit feu devant l'archipel des Glénan lors d'une tempête alors qu'il secourait un autre bateau ; l'équipage fut sauvé mais le chalutier s'échoua au pied d'une falaise du Pouldu ; l'épave fut remise à flot et tirée vers le large le 13 août 1995 avant d'être coulée par 25 mètres de fond.

### LeXXIesiècle

#### La culture des algues marines
Les sociétés Algolesko et Bamejyot ont obtenu le 21 octobre 2014 une concession de 225 ha d'une durée de 15 ans pour élever des coquillages et surtout cultiver des algues marines, située à 970 mètres de la côte entre Trenez et Merrien, en dépit des protestations de nombreuses associations locales et riverains. « Toutes les précautions environnementales sont effectives », selon Jean-Luc Videlaine, préfet du Finistère, qui a accordé la concession.

## Démographie

### Évolution démographique
L'évolution du nombre d'habitants est connue à travers les recensements de la population effectués dans la commune depuis 1793. Pour les communes de moins de 10 000 habitants, une enquête de recensement portant sur toute la population est réalisée tous les cinq ans, les populations de référence des années intermédiaires étant quant à elles estimées par interpolation ou extrapolation. Pour la commune, le premier recensement exhaustif entrant dans le cadre du nouveau dispositif a été réalisé en 2005.

En 2022, la commune comptait 4 701 habitants, en évolution de +9,07 % par rapport à 2016 (Finistère : +2,16 %, France hors Mayotte : +2,11 %).
| 1793  | 1800  | 1806  | 1821  | 1831  | 1836  | 1841  | 1846  | 1851  |
| ----- | ----- | ----- | ----- | ----- | ----- | ----- | ----- | ----- |
| 2 469 | 2 532 | 2 353 | 2 725 | 2 795 | 2 830 | 2 850 | 3 146 | 3 332 |

| 1856  | 1861  | 1866  | 1872  | 1876  | 1881  | 1886  | 1891  | 1896  |
| ----- | ----- | ----- | ----- | ----- | ----- | ----- | ----- | ----- |
| 3 072 | 3 125 | 3 466 | 3 389 | 3 480 | 3 572 | 3 623 | 3 717 | 3 771 |

| 1901  | 1906  | 1911  | 1921  | 1926  | 1931  | 1936  | 1946  | 1954  |
| ----- | ----- | ----- | ----- | ----- | ----- | ----- | ----- | ----- |
| 4 010 | 4 355 | 4 539 | 4 474 | 4 328 | 4 287 | 4 284 | 4 226 | 3 931 |

| 1962  | 1968  | 1975  | 1982  | 1990  | 1999  | 2005  | 2006  | 2010  |
| ----- | ----- | ----- | ----- | ----- | ----- | ----- | ----- | ----- |
| 3 919 | 3 539 | 3 284 | 3 406 | 3 678 | 3 867 | 3 956 | 3 963 | 4 057 |

| 2015  | 2020  | 2022  | - | - | - | - | - | - |
| ----- | ----- | ----- | - | - | - | - | - | - |
| 4 315 | 4 625 | 4 701 | - | - | - | - | - | - |

### Pyramide des âges
La population de la commune est relativement âgée.
En 2018, le taux de personnes d'un âge inférieur à 30 ans s'élève à 23,7 %, soit en dessous de la moyenne départementale (32,5 %). À l'inverse, le taux de personnes d'âge supérieur à 60 ans est de 41,5 % la même année, alors qu'il est de 29,8 % au niveau départemental.
En 2018, la commune comptait 2 150 hommes pour 2 282 femmes, soit un taux de 51,49 % de femmes, légèrement supérieur au taux départemental (51,41 %).
Les pyramides des âges de la commune et du département s'établissent comme suit.
| Hommes | Classe d’âge | Femmes |
| ------ | ------------ | ------ |
| 1,0    | 90 ou +      | 2,1    |
| 11,3   | 75-89 ans    | 13,6   |
| 26,0   | 60-74 ans    | 28,7   |
| 21,1   | 45-59 ans    | 19,7   |
| 13,8   | 30-44 ans    | 15,0   |
| 10,5   | 15-29 ans    | 7,6    |
| 16,3   | 0-14 ans     | 13,3   |

| Hommes | Classe d’âge | Femmes |
| ------ | ------------ | ------ |
| 0,7    | 90 ou +      | 2,2    |
| 7,8    | 75-89 ans    | 11,5   |
| 19,2   | 60-74 ans    | 20,1   |
| 20,8   | 45-59 ans    | 19,7   |
| 17,7   | 30-44 ans    | 16,6   |
| 17,1   | 15-29 ans    | 14,7   |
| 16,8   | 0-14 ans     | 15,2   |

### Liste des maires

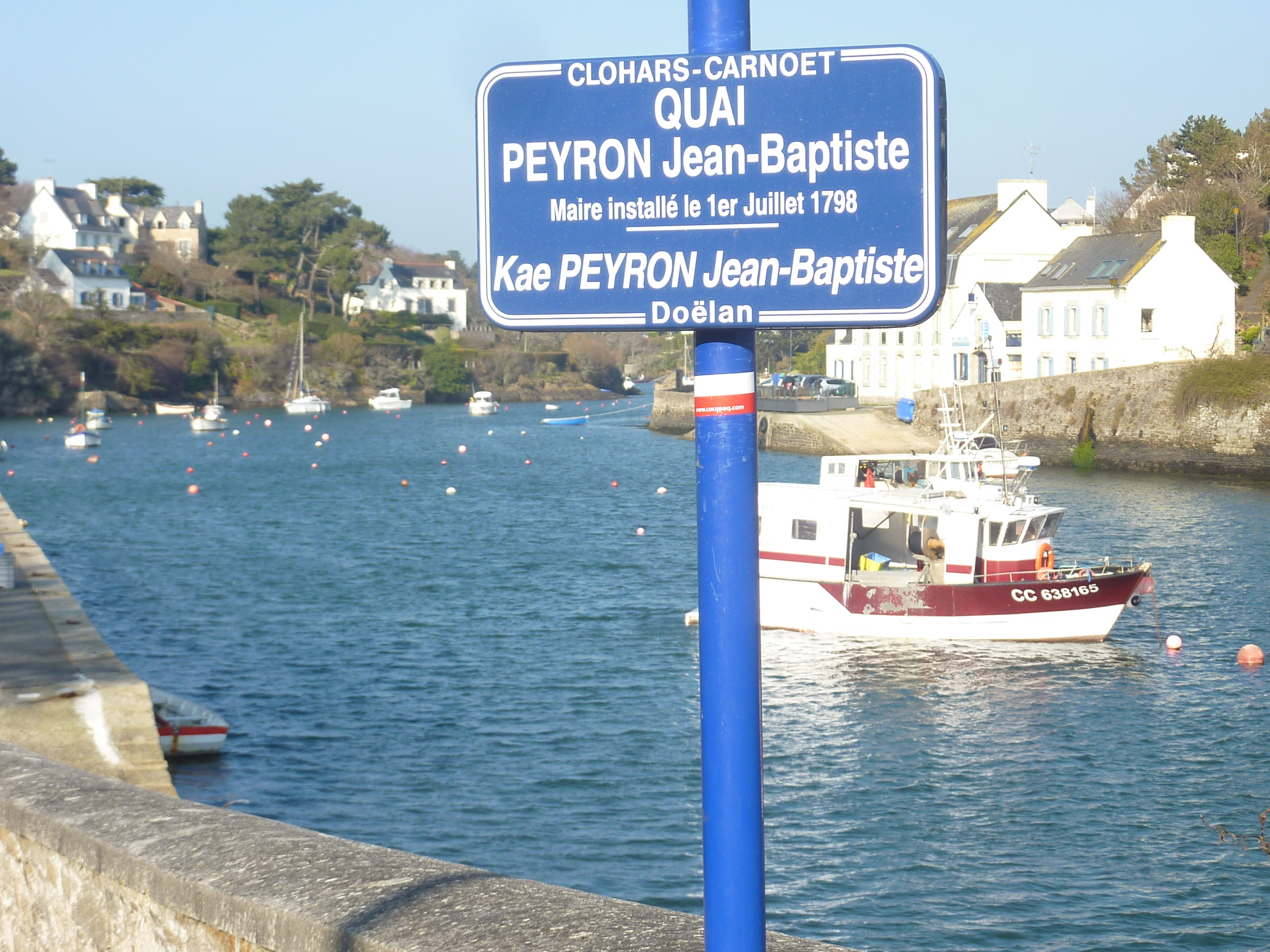
Le quai Jean-Baptiste Peyron à Doëlan.

## Jumelage
- Nava (Espagne)

## Économie
La présence de vergers de pommiers est à l'origine de la production locale de cidre.
Les éditions du Sextant sont installées au Pouldu depuis 2008.
Les éditions La Singulière y sont également installées depuis 2024.
Doëlan a longtemps été le lieu de la conserverie, connue sous la marque « Captain Cook », qui se trouve actuellement sur la zone industrielle de Keranna, située au nord du bourg.

### Tourisme
Le tourisme occupe une place importante dans l'économie locale en raison de la présence de la station balnéaire du Pouldu. Celle-ci est devenue durant le XXe siècle très fréquentée en période estivale, la population pouvant alors être décuplée. Au 1er janvier 2019, 9 campings offrant 1 170 emplacements étaient recensés sur la commune. Par ailleurs, il y a 2 hôtels (dont 1 établissement trois étoiles) d'une capacité totale de 41 chambres. Un parc animalier, le parc du Quinquis, est aussi présent sur la commune.
Un décret du 10 janvier 2020 classé Clohars-Canoët en station de tourisme.

### Revenus de la population et fiscalité
Les indicateurs de revenus et de fiscalité à Clohars-Carnoët et dans l'ensemble du Finistère en 2016 sont présentés ci-dessous.
|                                                                   | Clohars-Carnoët | Finistère |
| ----------------------------------------------------------------- | --------------- | --------- |
| Nombre de ménages fiscaux                                         | 2 194           | 406 470   |
| Nombre de personnes dans les ménages fiscaux                      | 4 729           | 889 922   |
| Médiane du revenu disponible par unité de consommation (en euros) | 22 261          | 20 701    |
| Part des ménages fiscaux imposés                                  | 54,0 %          | 49,0 %    |

## Culture locale et patrimoine

### Langue bretonne
L'adhésion à la charte Ya d'ar brezhoneg a été votée par le Conseil municipal le 19 décembre 2014 ; le label Ya d'ar brezhoneg de niveau 1 a été remis à la commune le 22 mai 2015.
À la rentrée 2017, 28 élèves étaient scolarisés dans les filières bilingues publiques et catholiques (soit 8,5 % des enfants de la commune inscrits dans le primaire).

### Lieux et monuments

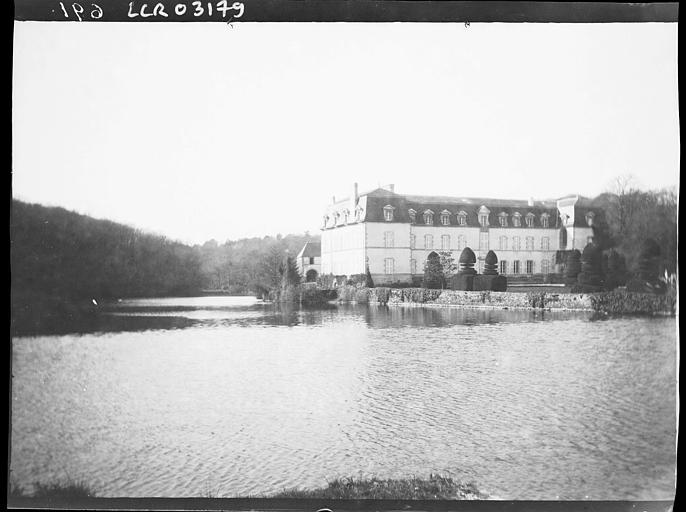
L'abbaye Saint-Maurice de Carnoët en 1893 par Paul Lancrenon.

- Maison-Musée du Pouldu, dit aussi maison de Marie Henry[123] : reconstitution de l'auberge du XIXe siècle, où se sont retrouvés les peintres de l'École de Pont-Aven.
- Site abbatial de Saint-Maurice[124] sur les bords de la Laïta (ancienne abbaye cistercienne).
- L'église paroissiale Notre-Dame de Trogwall date du XVIe siècle et est en forme de croix latine. Elle a été maintes fois remaniée : le porche sud et la sacristie (aujourd'hui disparue) datent de 1777, la flèche date de 1794, les arcades de la nef et l'ensemble de l'église ayant été fortement remaniés par l'architecte diocésain Joseph Bigot dans la seconde moitié du XIXe siècle[125].
- Les chapelles :
  - la chapelle Notre-Dame-de-la-Paix, inscrite au titre des monuments historiques par arrêté du 12 juillet 1962[126], au Pouldu : elle date pour l'essentiel du XVIe siècle, mais les arcades du chœur sont antérieures (2e moitié du XVe siècle) ; construite initialement à Nizon sous le nom de chapelle Saint-Maudé, elle était à l'abandon dans une cour de ferme et fut transférée en 1956-1957 au Pouldu par M. Mme Carpentier-Fialip sur un terrain donné par Mme Henriette Nestour, à la demande de laquelle elle reçut le nom de Notre-Dame-de-la-Paix. Longue de 23 mètres et large de 15 mètres, elle a été restaurée par l'architecte Pierre Brunerie, de Quimperlé et dotée de vitraux d'Alfred Manessier et Jean Le Moal. C'est un monument classé depuis 1962[127].
  - la chapelle Saint-Maudez (Saint-Maudet) : le chœur et la nef datent du XVe siècle, le reste du XVIIe siècle. De nombreux peintres, dont Paul Gauguin, l'ont représentée vers la fin du XIXe siècle ; elle est classée monument historique[128].
  - la chapelle Saint-Jacques, donnée à la commune en 2008 par Mme Renaud[129]. Cette chapelle était initialement dédiée à saint Gurloës, mais fut dédiée à saint Jacques à partir du XVIIe siècle en raison de la substitution de saints reconnus par l'église catholique aux dépens des saints bretons traditionnels[130].
  - la chapelle Sainte-Anne, construite en 1951 par l'architecte Pierre Brunerie près de l'ancien prieuré de Doëlan est toute en granite.

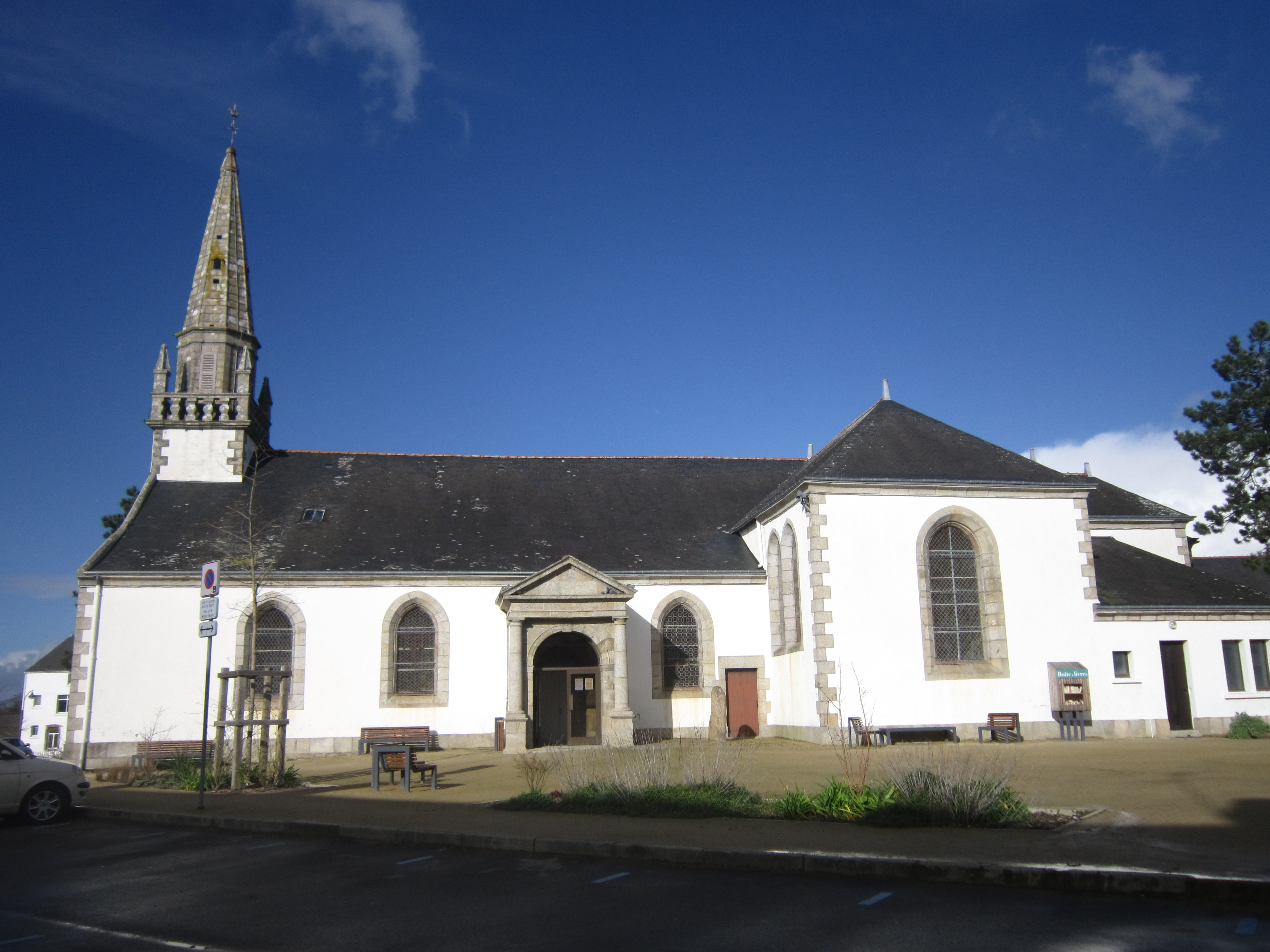
L'église paroissiale Notre-Dame de Trogwall, vue extérieure d'ensemble.
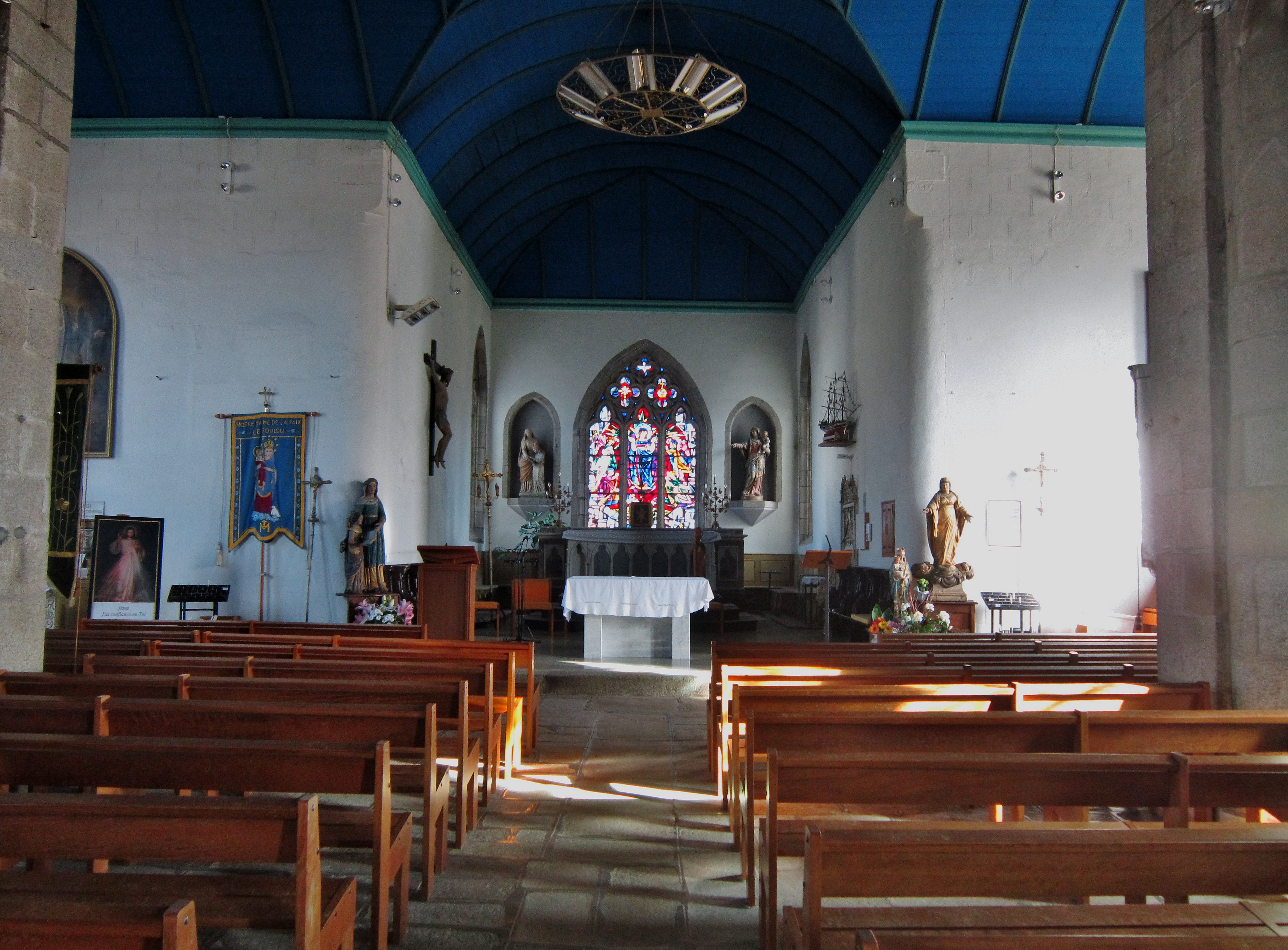
L'église paroissiale Notre-Dame de Trogwall, vue intérieure d'ensemble (en direction du chœur).
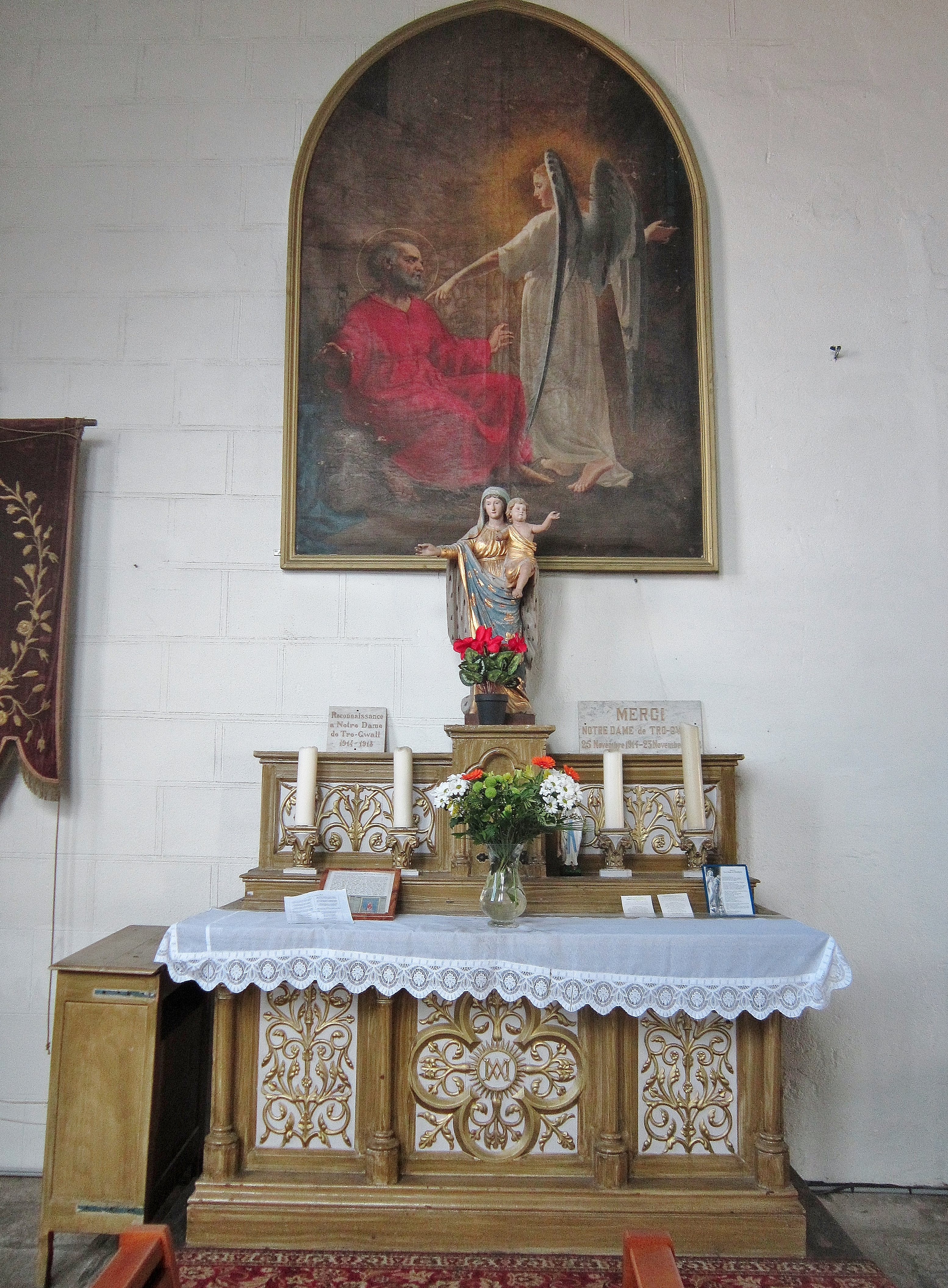
L'église paroissiale Notre-Dame de Trogwall, statue de Notre-Dame de Trogwall (Vierge à l'Enfant) et ex-votos de reconnaissance.
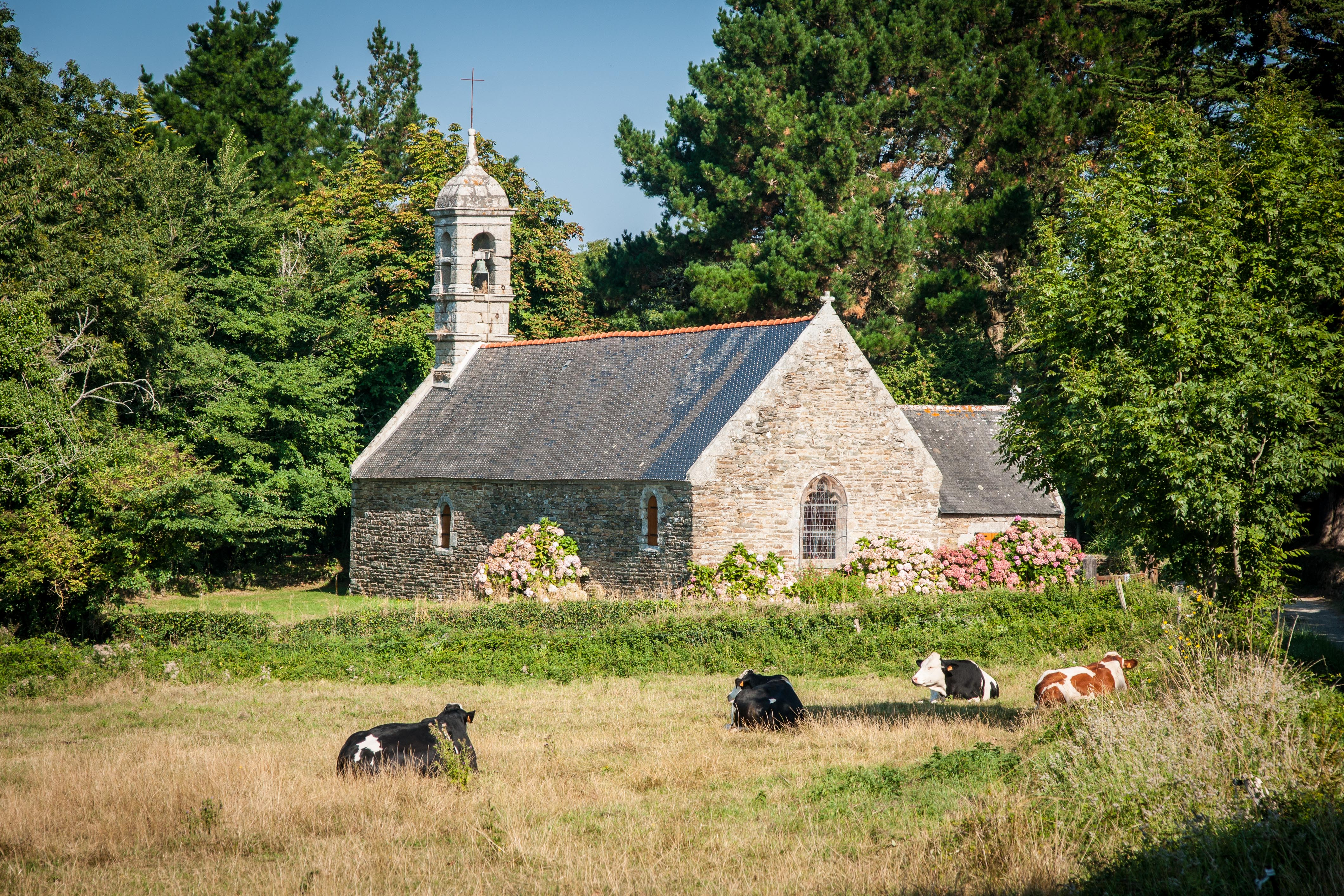
La chapelle Saint-Maudez : vue extérieure d'ensemble.
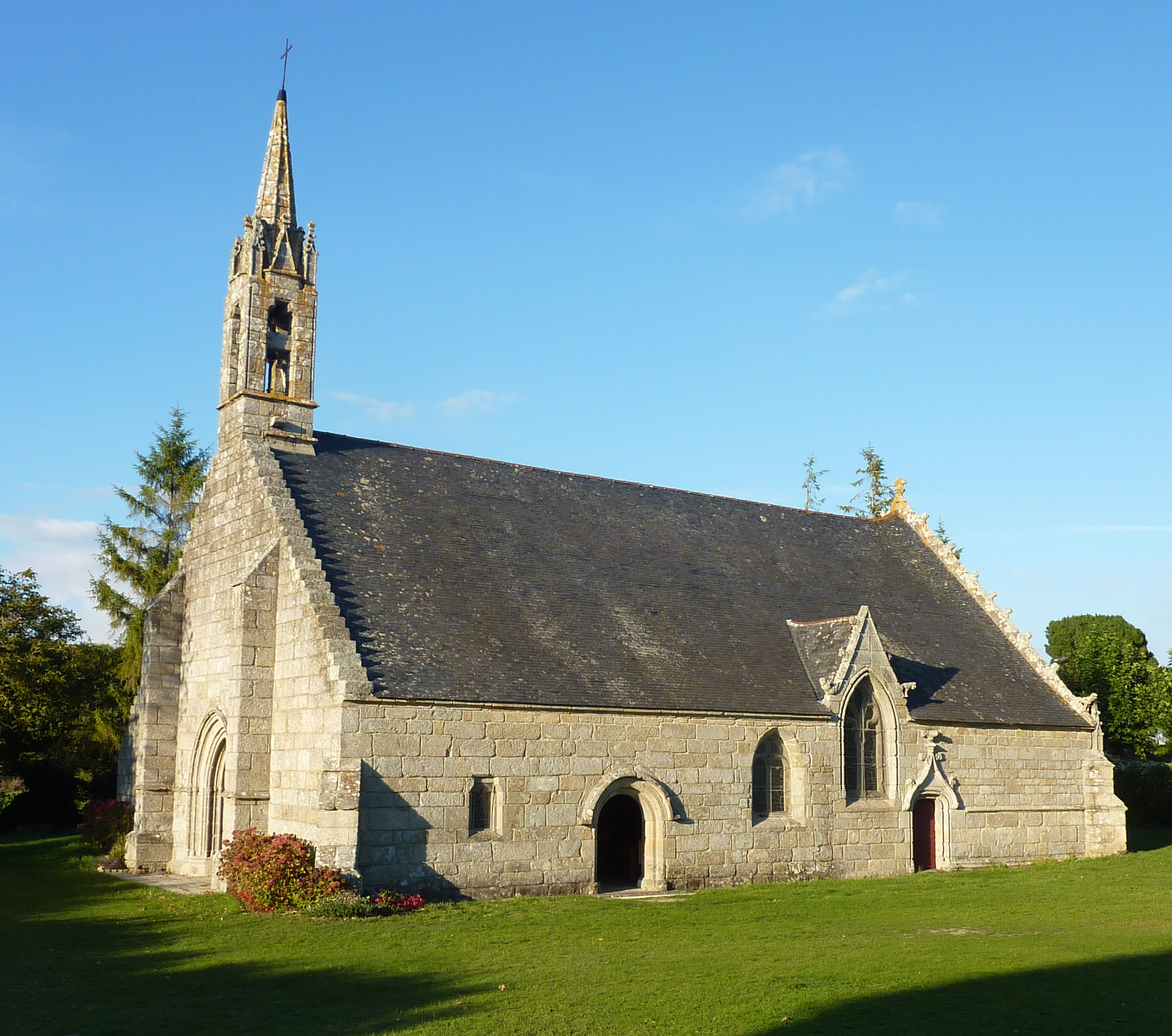
La chapelle Notre-Dame-de-la-Paix : vue extérieure d'ensemble.
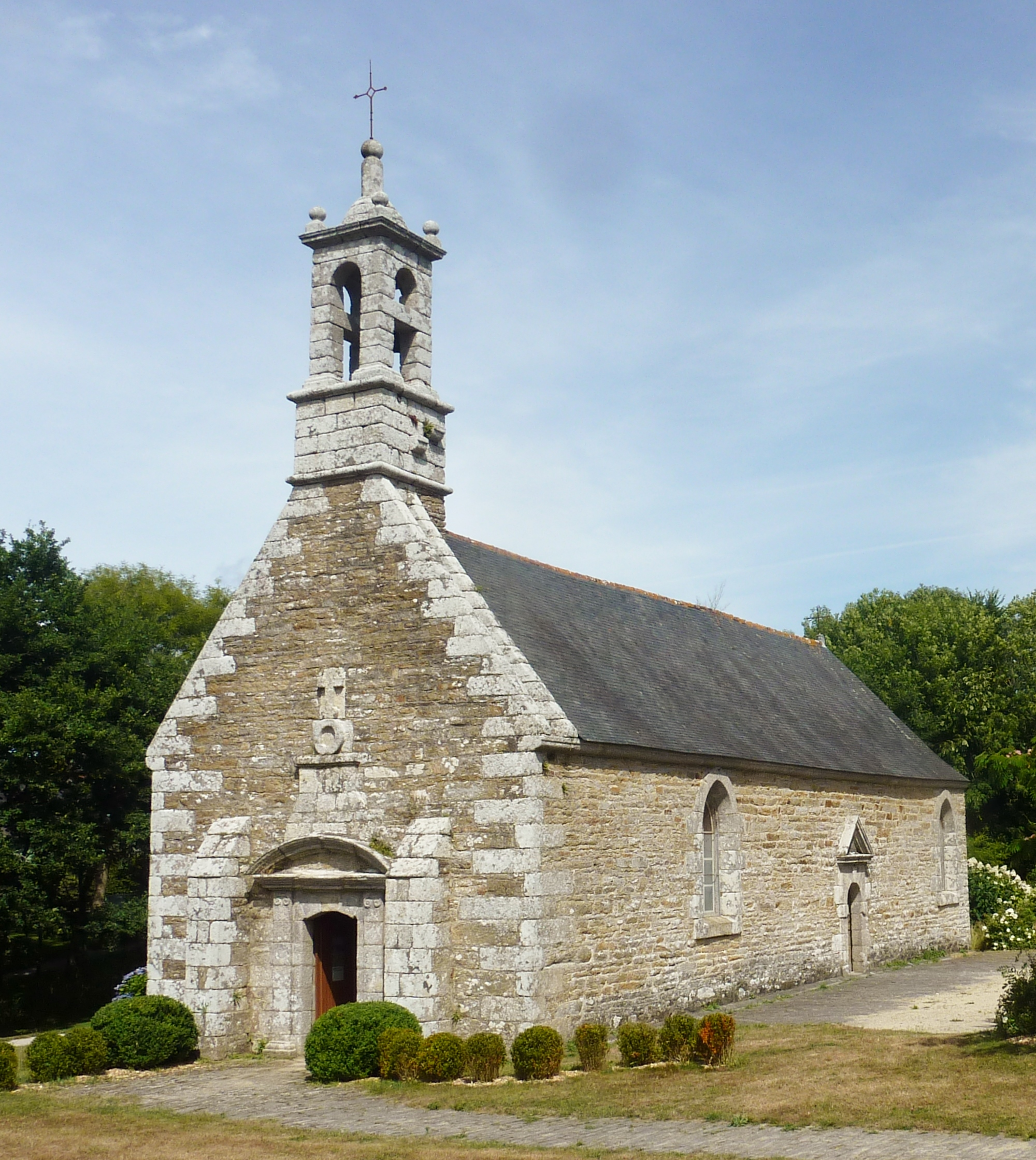
La chapelle Saint-Jacques : vue extérieure d'ensemble.
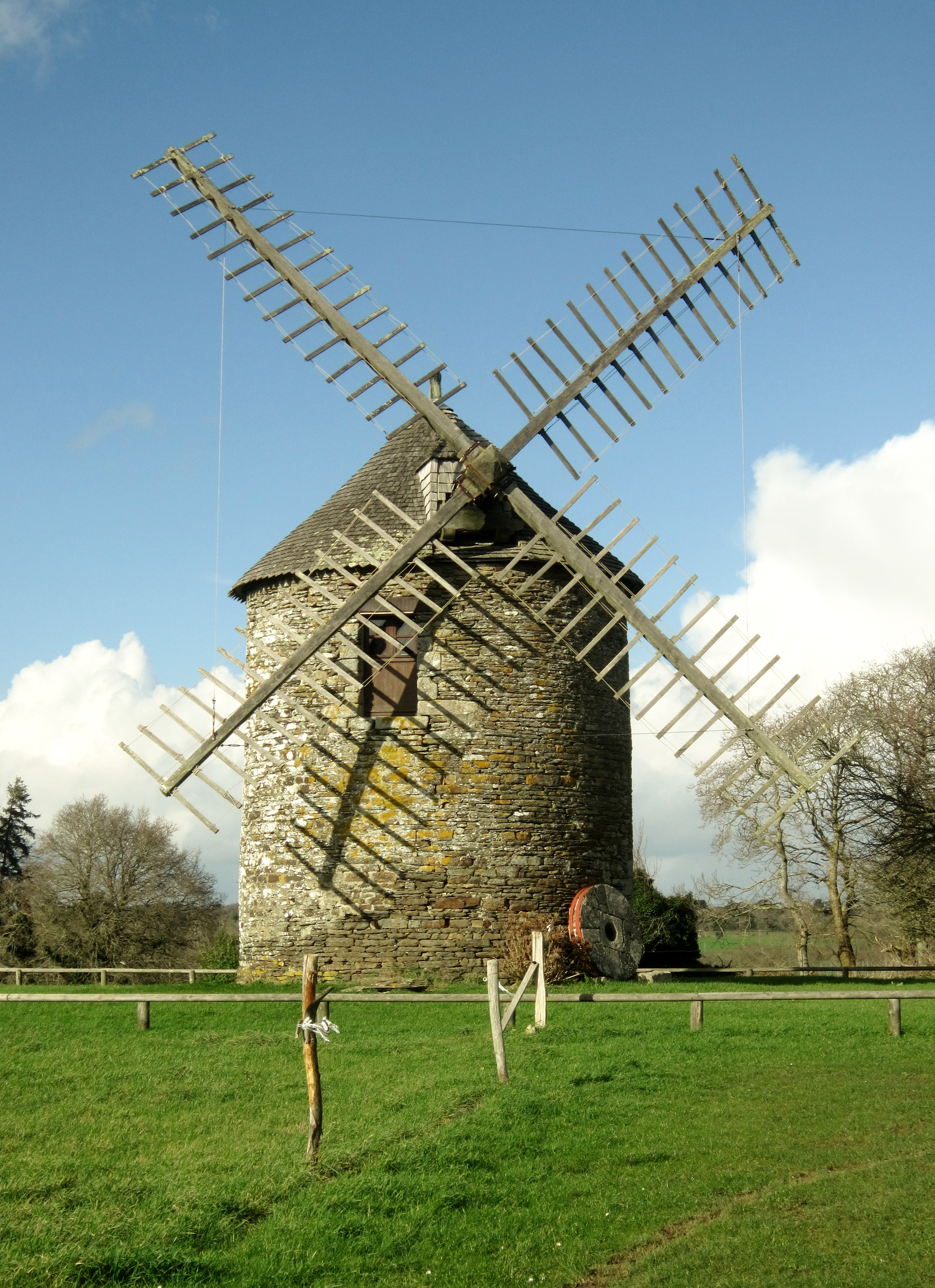
Le moulin à vent de Kercousquet (restauré).

- Le moulin à vent de Kercousquet (ancien moulin seigneurial[131]): il existait déjà au début du XVIIIe siècle et fonctionna jusqu'en 1936 ; restauré par l'association "Milin avel Kercousket", il est à nouveau en état de marche.
- La maison des douaniers, surplombant la plage de Bellangenet.
- Le mât-pilote (ou mât Fénoux) qui surplombe l'entrée de la ria (désaffecté depuis 1924).
- Les plages du Kerou.

### Costume
Bien que la commune se trouve en Cornouaille dans le Pays de l'Aven, le costume traditionnel porté à Clohars-Carnoët était celui porté dans une trentaine de communes du Pays de Lorient (Bro an Oriant). Le cercle folklorique Korollerien Laeta perpétue la tradition. Les danseuses portent des reconstitutions fidèles des costumes portés par les Cloharsiennes entre 1880 et 1950. Les danseurs portent des reconstitutions de ceux portés par les Cloharsiens entre 1890 et 1930.

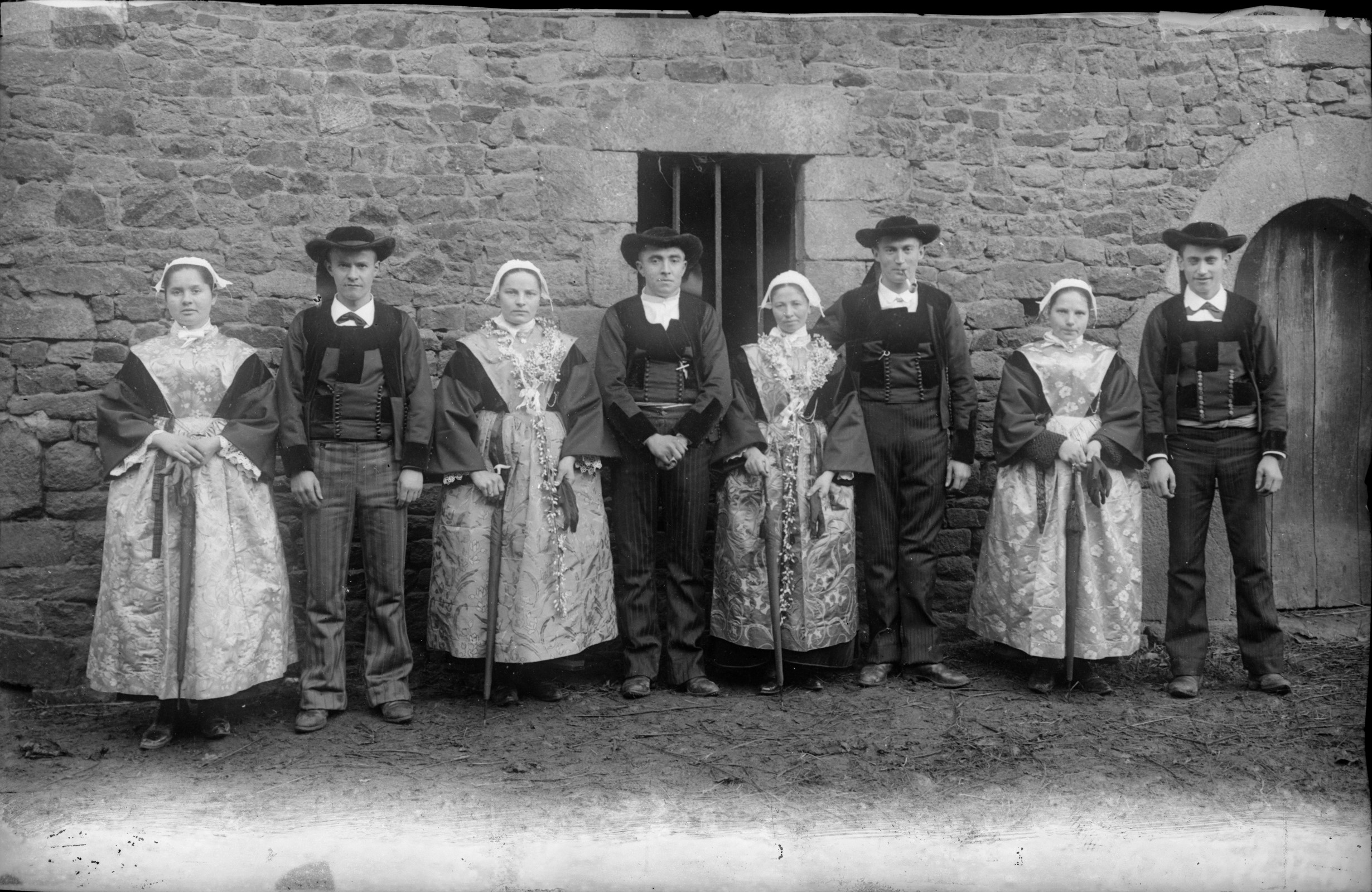
Couples de jeunes mariés de Clohars-Carnoët en tenue de noce photographiés en 1908

### Récits, contes et légendes

#### La complainte de Clohars-Carnoët
Un hymne de la Fête des morts, en langue bretonne, était traditionnellement chanté chaque 1er novembre à Clohars-Carnoët (cette tradition existait aussi dans de nombreuses autres paroisses de la région); en voici des extraits traduits en français par le chanoine Henri Pérennes, qui signale que ce cantique était déjà tombé en désuétude en 1924.
 « Vos amis et vos parents

 Ce sont bien eux qui vous porteront en terre

 Jusqu'à la fosse ils vous accompagneront,

 Mais hélas ils n'iront pas plus loin.

 Ils s'en iront chez eux partager votre bien

 Et vous, vous resterez pourrir en terre !

 Je vois ma fille dans sa chambre

 Faisant miroiter ses beaux atours,

 Pour aller de nuit faire ripaille

 En compagnie de tous les démons :

 Et pourtant son père ainsi que sa mère

 Se trouvent dans le feu, au sein des flammes,

 Et pourtant son frère ainsi que sa sœur,

 Se trouvent ans le feu au purgatoire !

 Pour la valeur d'un denier, 

 Vous êtes dans le feu, au purgatoire ;

 Pour la valeur d'une épingle,

 Vous êtes complètement plongé dans le feu.

 Pour la valeur d'un fil de lame

 Vous êtes dans le feu, au sein des flammes !

 Maintenant que les morts reposent en paix !

 Que chacun donne selon sa volonté ! »

#### Les haridelles de la lande Minars
Selon Ernest du Laurens de la Barre, sur la lande Minars, où gîtent les loups et les sangliers de la forêt de Carnoët, « errent, sous la forme de haridelles, les spectres des notaires et des procureurs "qui ont fait des fautes dans leurs additions". Il paraît qu'on en rencontre beaucoup ».

« En vérité, cela est triste à dire (ajouta en souriant le braconnier qui m'a conté cela), un soir, en revenant de l'affût, j'ai vu s'enfuir devant moi plus de cent pauvres haridelles. »

### Festival
- Le festival "Rock Land", organisé depuis 2009, a connu en 2022 sa 12e édition.

### Télévision et Cinéma
- Au début des années 2010, le port de Doëlan a servi de cadre de tournage aux quatre saisons de la série Doc Martin, avec Thierry Lhermitte.
- On peut voir le port de Doëlan dans des scènes des films "L'amour en douce" d'Édouard Molinaro en 1984 et "Lune froide" de Patrick Bouchitey en 1990.

### Tableaux représentant Clohars-Carnoët et sa région
- Émile Compard : Doélan, chalutier au mouillage[137]
- Nicolas Tarkhoff : 
  - Crépuscule sur la mer à Doëlan (huile sur toile, 1899, Musée d'art moderne, Genève)
  - Les vagues sur la plage au coucher de soleil à Doëlan (huile sur toile, 1900)[138]

## Personnalités liées à la commune
Le peintre Pierre Tal Coat est né à Clohars-Carnoët.
De nombreux peintres ont séjourné au Pouldu :
- Des peintres de l'École de Pont-Aven, regroupés autour de Paul Gauguin : Henry Moret, Meyer de Haan (Meijer de Haan), Charles Filiger, Charles Laval, Maxime Maufra.
- Des peintres nabis : Paul Sérusier, Jan Verkade, Maurice Denis.
- Jean-Bertrand Pégot-Ogier (1877-1915), peintre qui a vécu à Hennebont et à Paris, a fait de nombreux séjours au Pouldu et à Doëlan, avec plusieurs tableaux sur ces deux lieux.
- Adolphe Beaufrère.
- Jules Leray.
- Wladyslaw Slewinski.
- Ernest Yan' Dargent.
- Andrée Lavieille (1887-1960) a séjourné à plusieurs reprises au Pouldu, attirée par la mer, les paysages de côte, mais aussi la « douceur de Kerzellec ».
- Le philosophe Alain a acheté, en 1927, une maison au Pouldu, où il est venu régulièrement.
- Marie Le Drian, écrivaine. Auteure de nombreux romans liés à la Bretagne dont Le Petit Bout de L (1992), prix des Écrivains bretons.
- Isabelle Pivert, éditrice.
- La journaliste, écrivaine et féministe Benoîte Groult, auteure de Ainsi soit-elle (1975), possédait une maison à Doëlan[139].
- L'ancienne ministre des Sports (1997-2002), Marie-George Buffet, possède une maison au Pouldu.
- L'historien Emmanuel Todd possède une maison près du port de Doëlan, achetée avec les droits d'auteur de son livre Après l'empire.
- Thierry Lhermitte, Doudi, Martin Lamotte et Marthe Villalonga pour les plus connus sont venus pour le tournage d'une série de TF1 Doc Martin, à Doëlan (rebaptisé Port-Garrec dans la série[140]).